# Musikjahr 1954
Liste der Musikjahre

◄◄ | ◄ | 1950 | 1951 | 1952 | 1953 | Musikjahr 1954 | 1955 | 1956 | 1957 | 1958 | ► | ►►

Weitere Ereignisse · Country-Musik
Dieser Artikel behandelt das Musikjahr 1954.

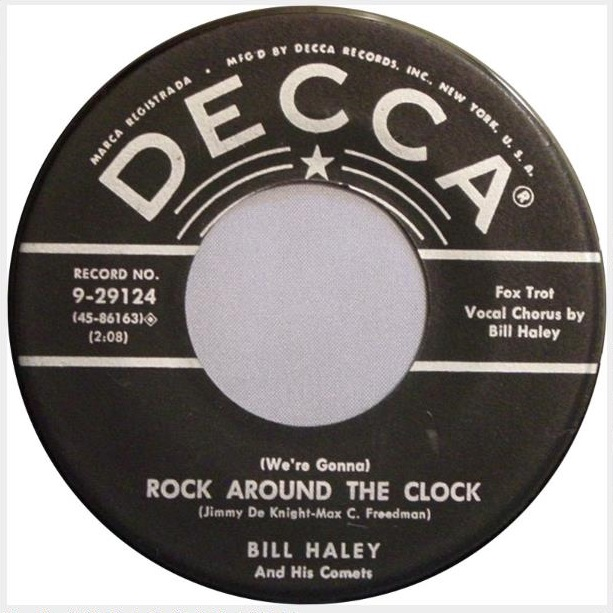
Bill Haley & His Comets – Rock Around The Clock (1954)

Bill Haley & His Comets – Shake, Rattle And Roll (1954)

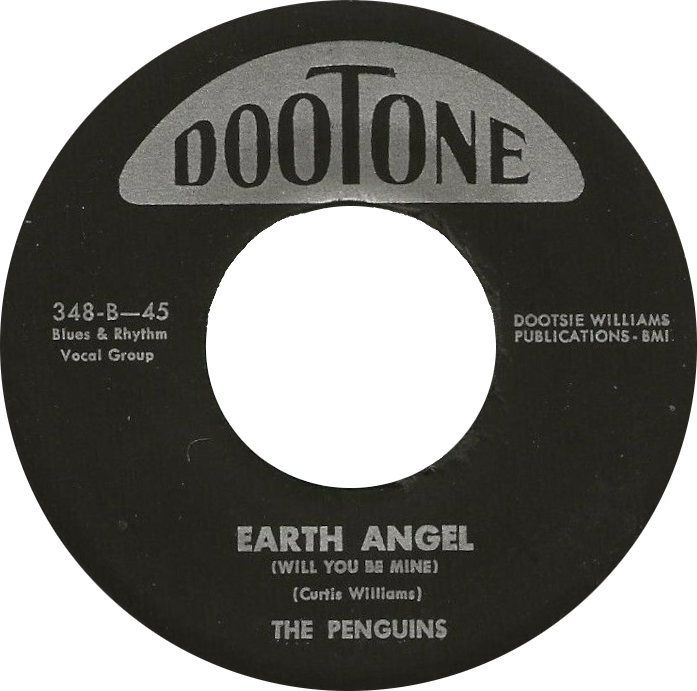
The Penguins – Earth Angel (1954)

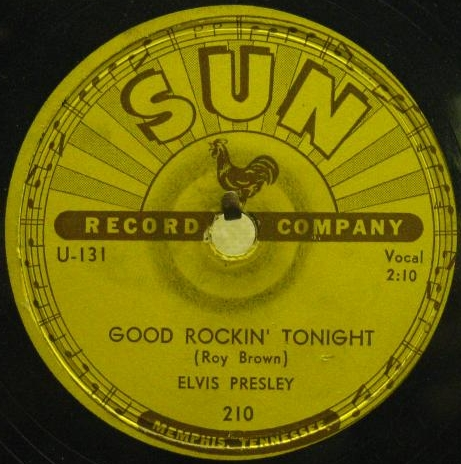
Elvis Presley – Good Rockin’ Tonight (1954)

The Chords – Sh-Boom (1954)

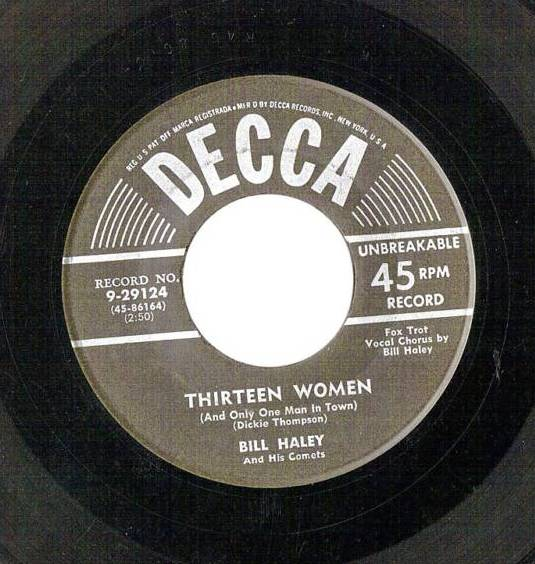
Bill Haley & His Comets – Thirteen Women (And Only One Man In Town) (1954)

Caterina Valente – Ganz Paris träumt von der Liebe

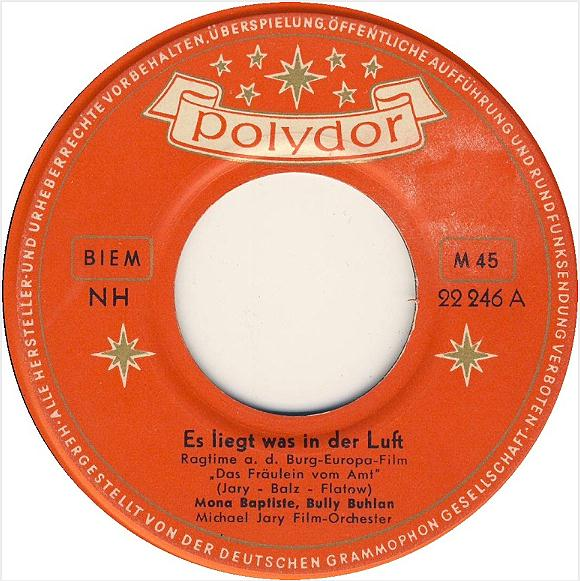
Bully Buhlan und Mona Baptiste – Es liegt was in der Luft (1954)

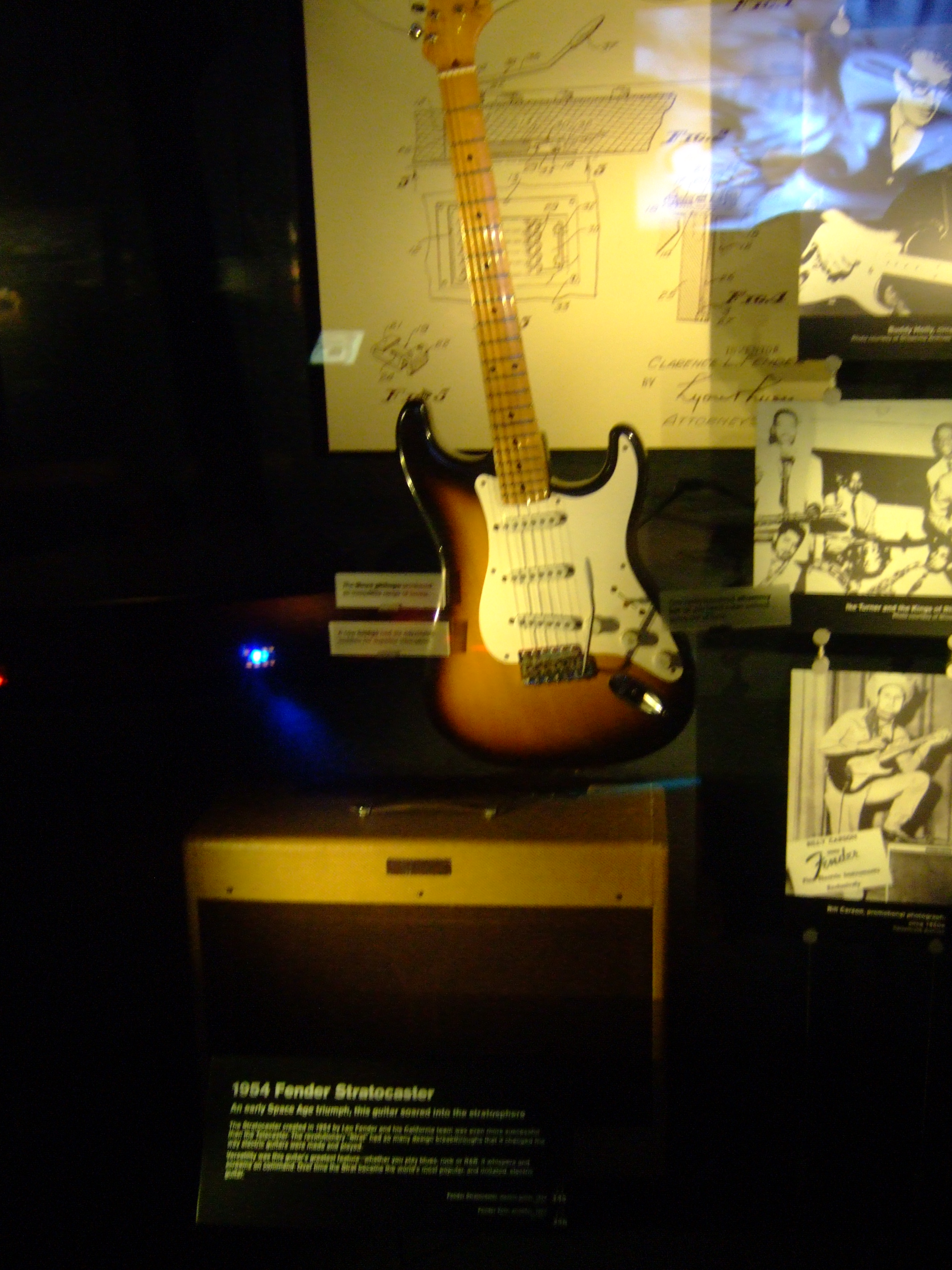
Fender Stratocaster (1954)

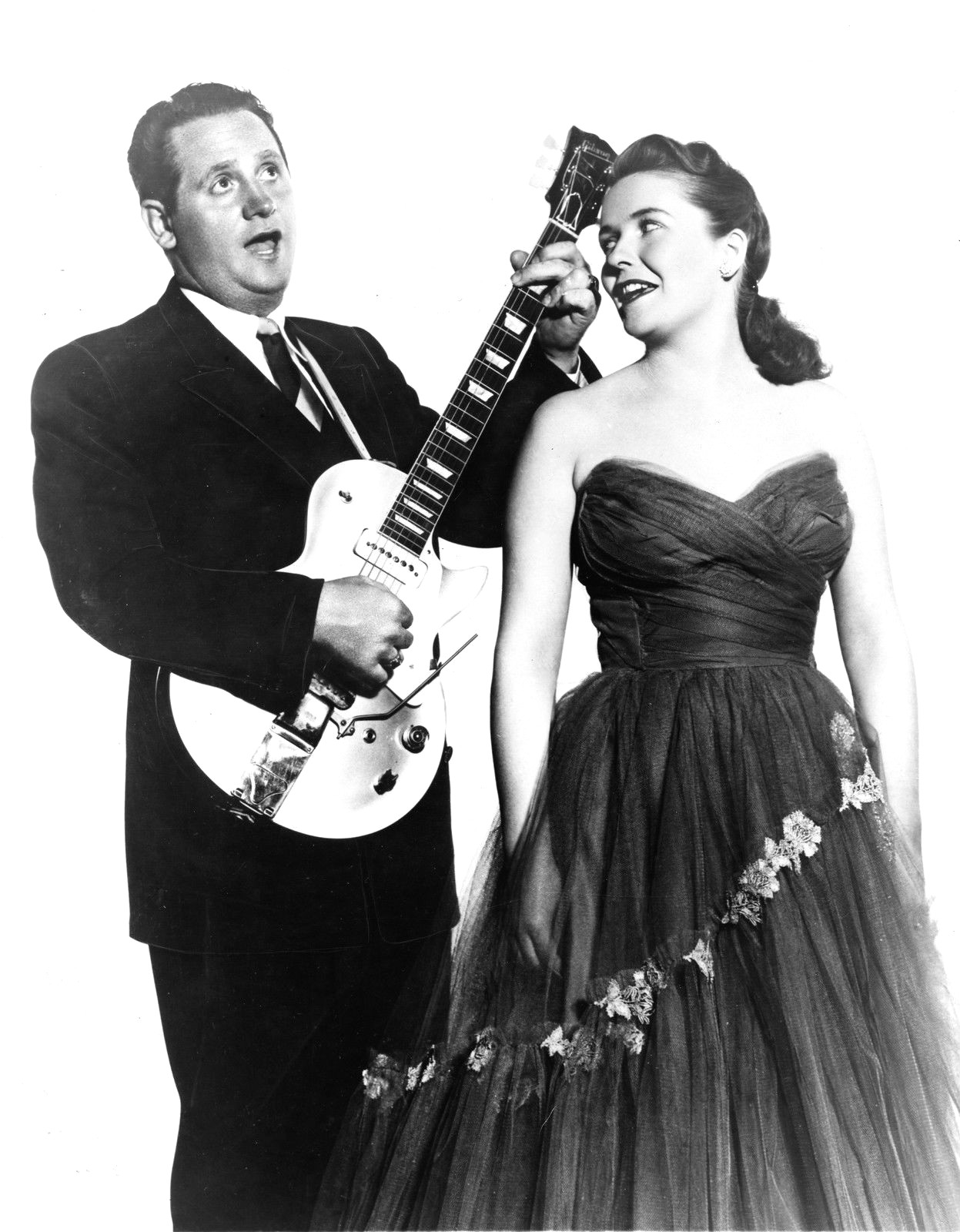
Les Paul und Mary Ford (1954)

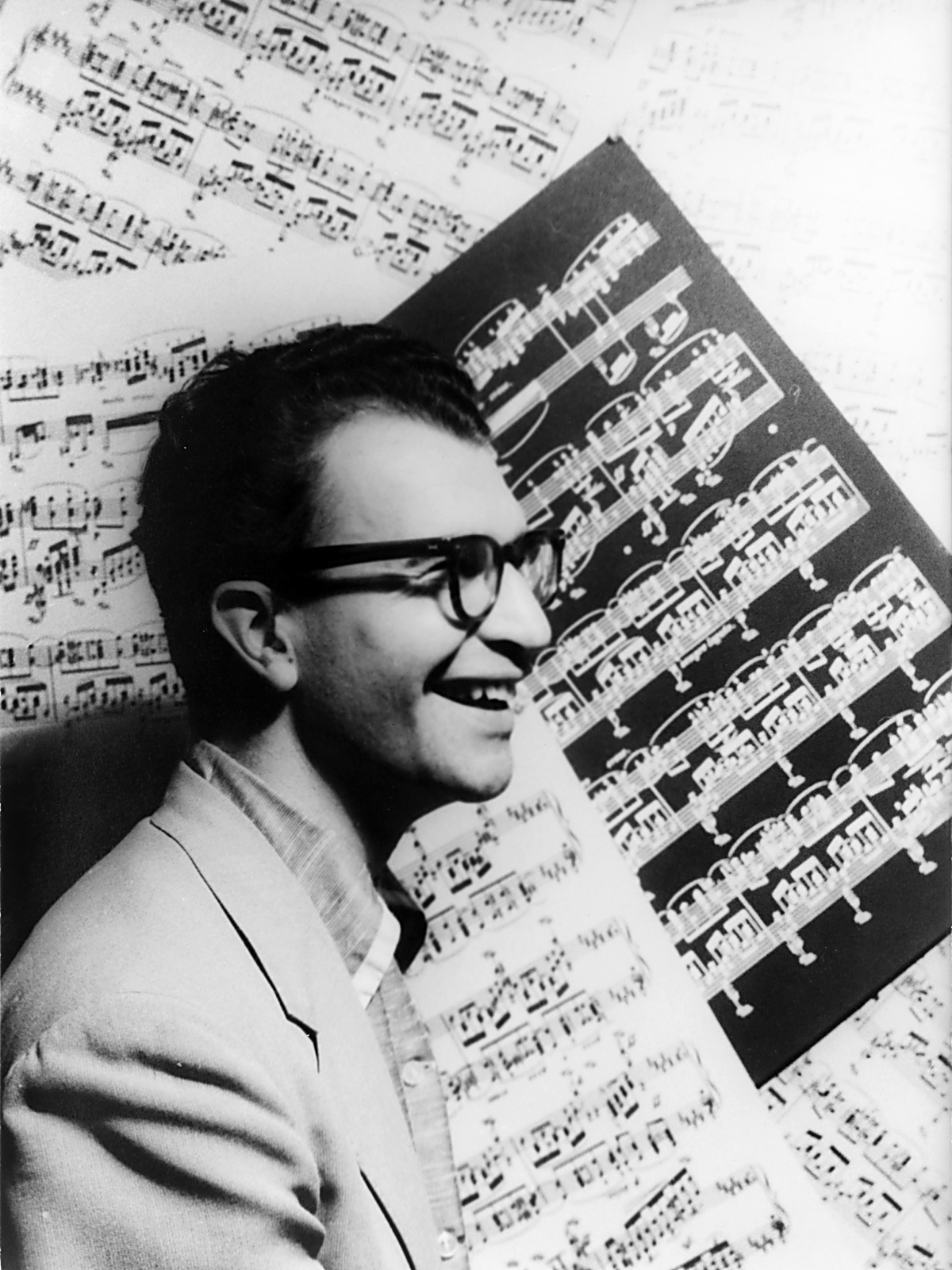
Dave Brubeck (1954)

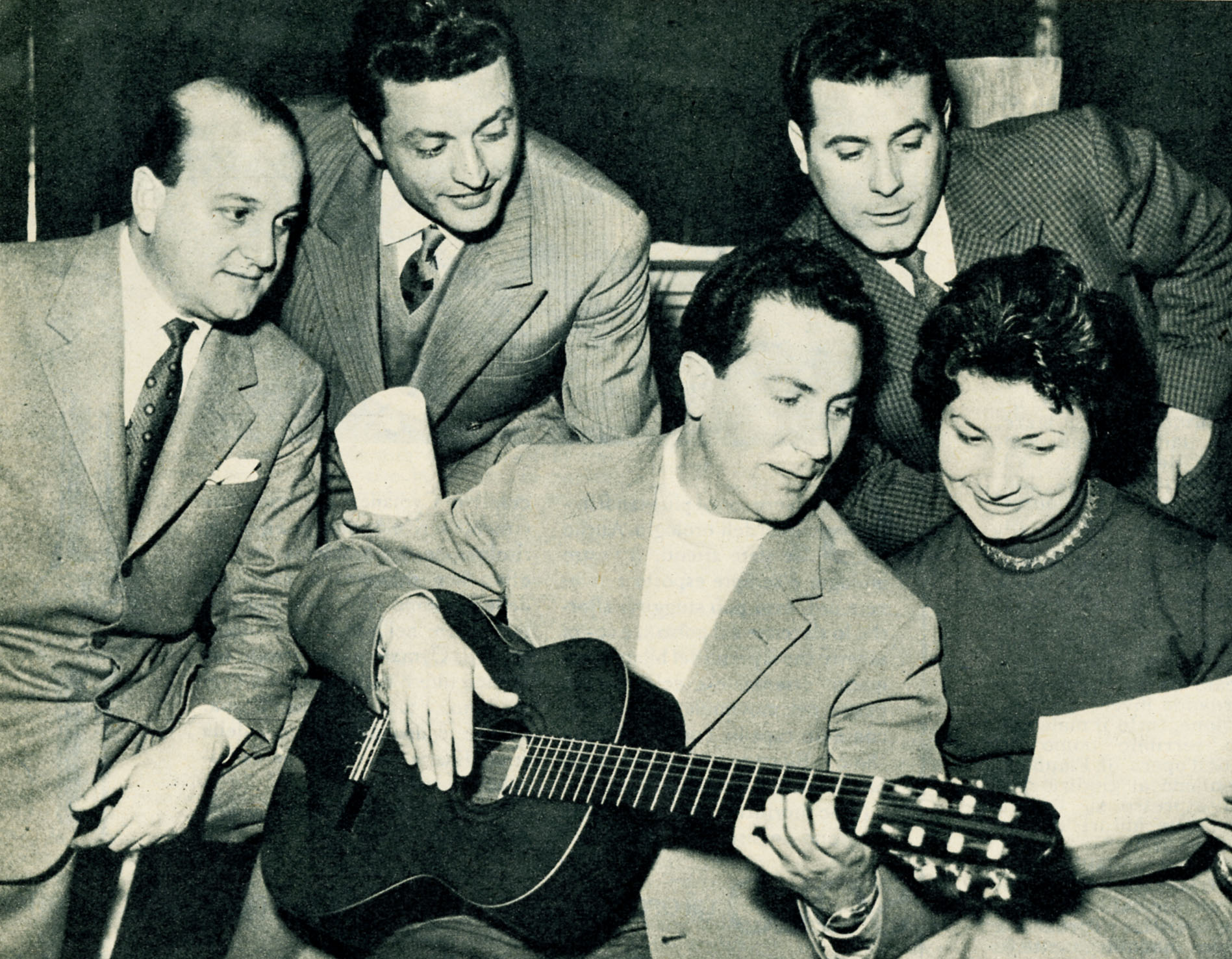
Carlo Savina (1954)

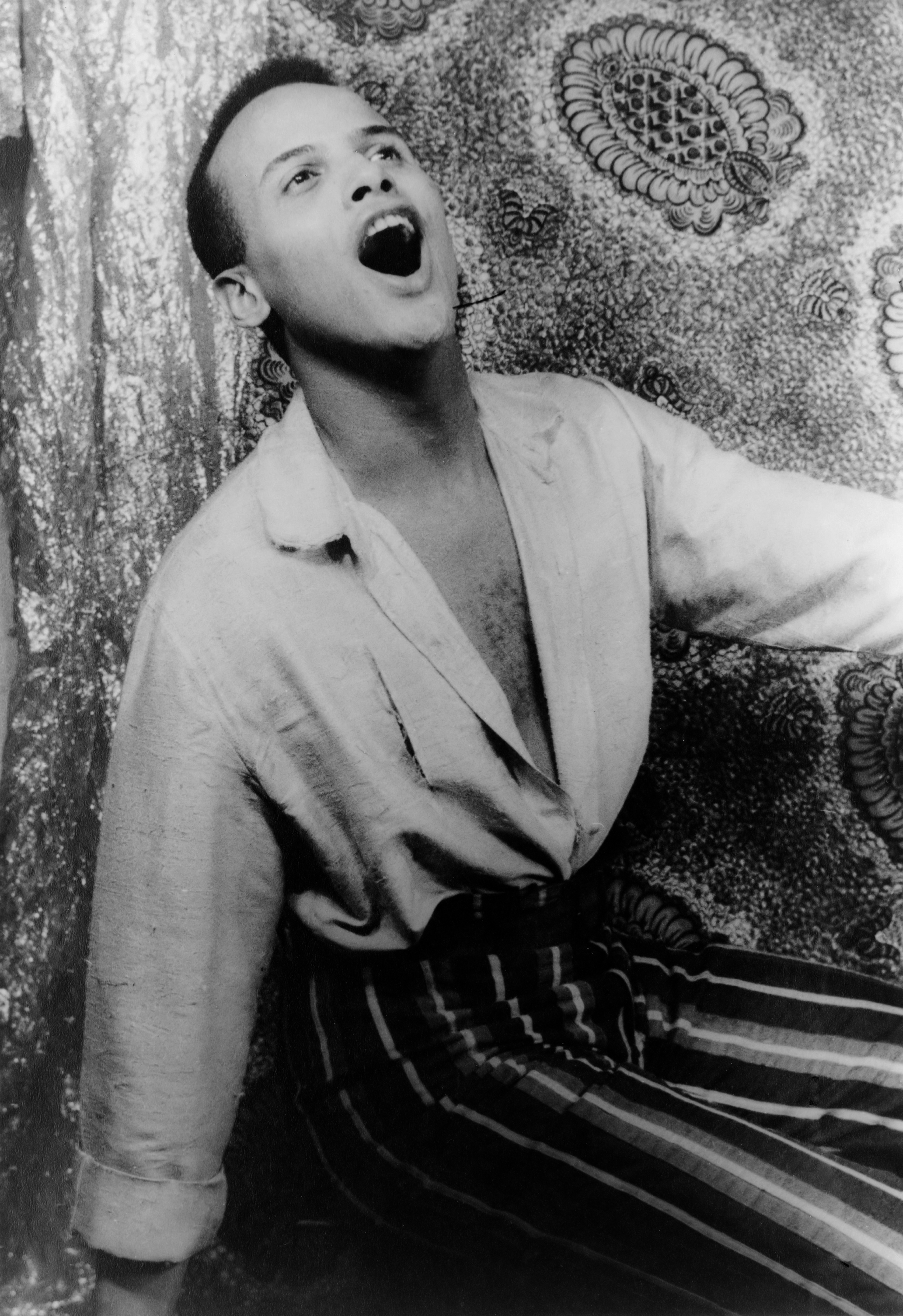
Harry Belafonte (1954)

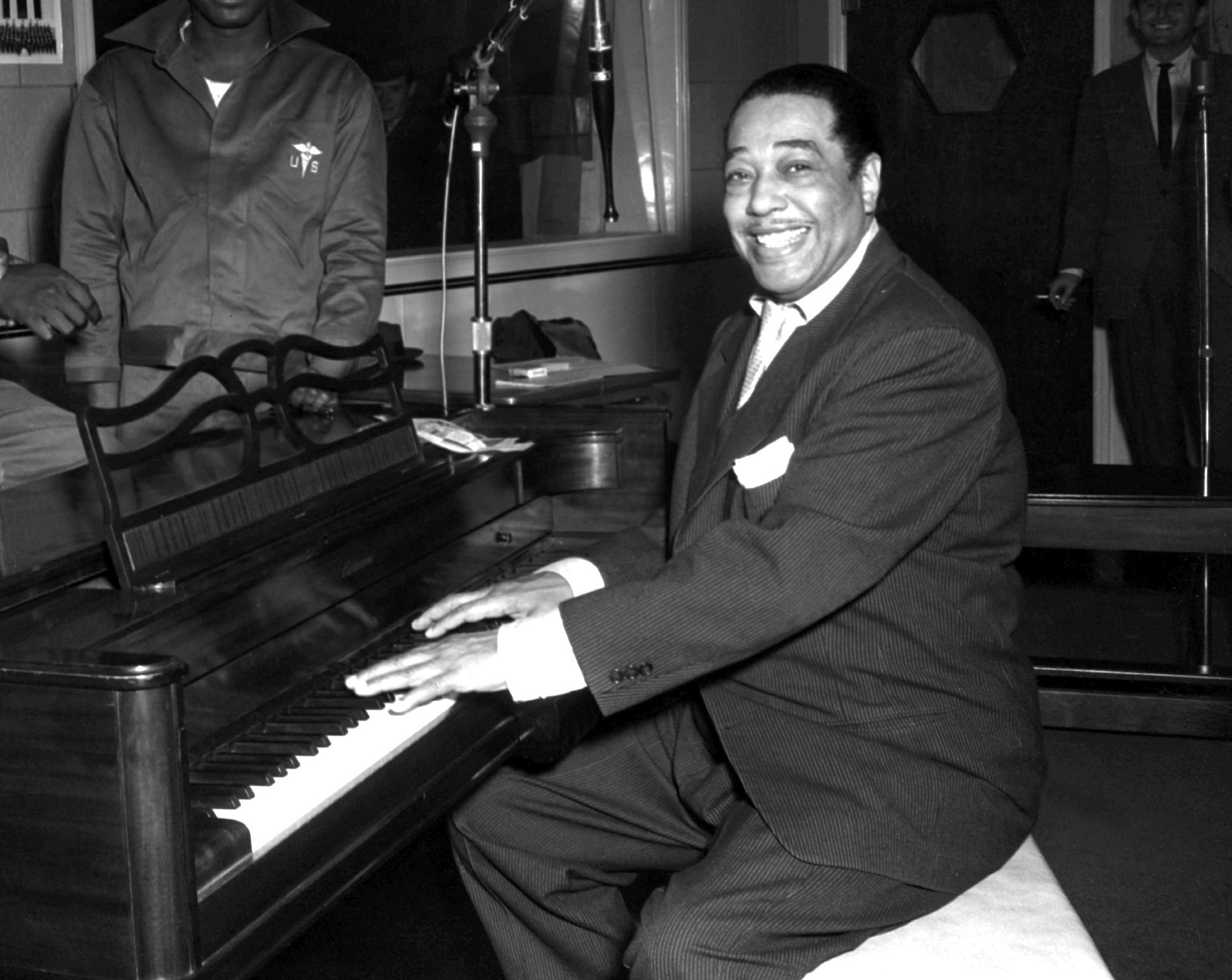
Duke Ellington (1954)

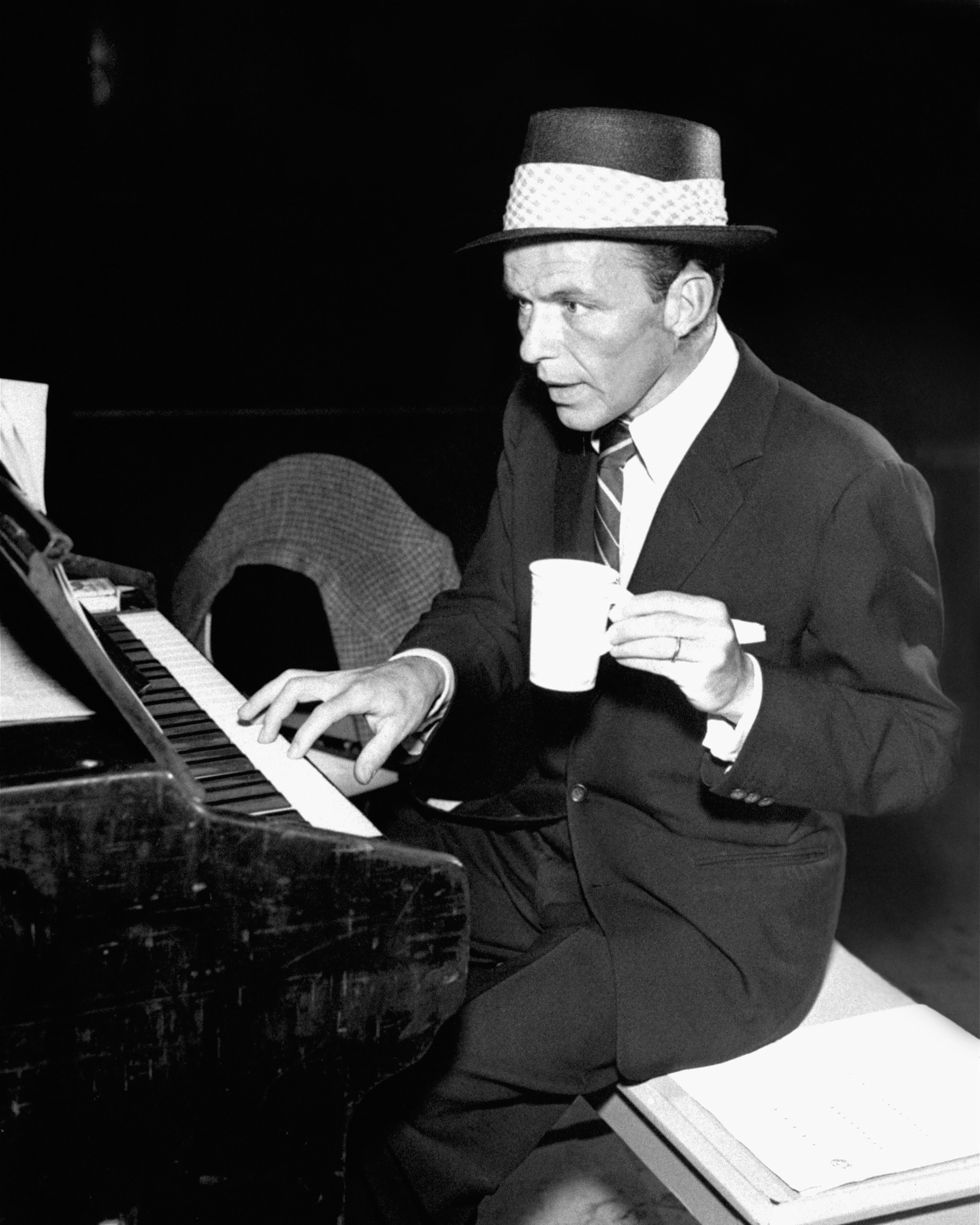
Frank Sinatra (1954)

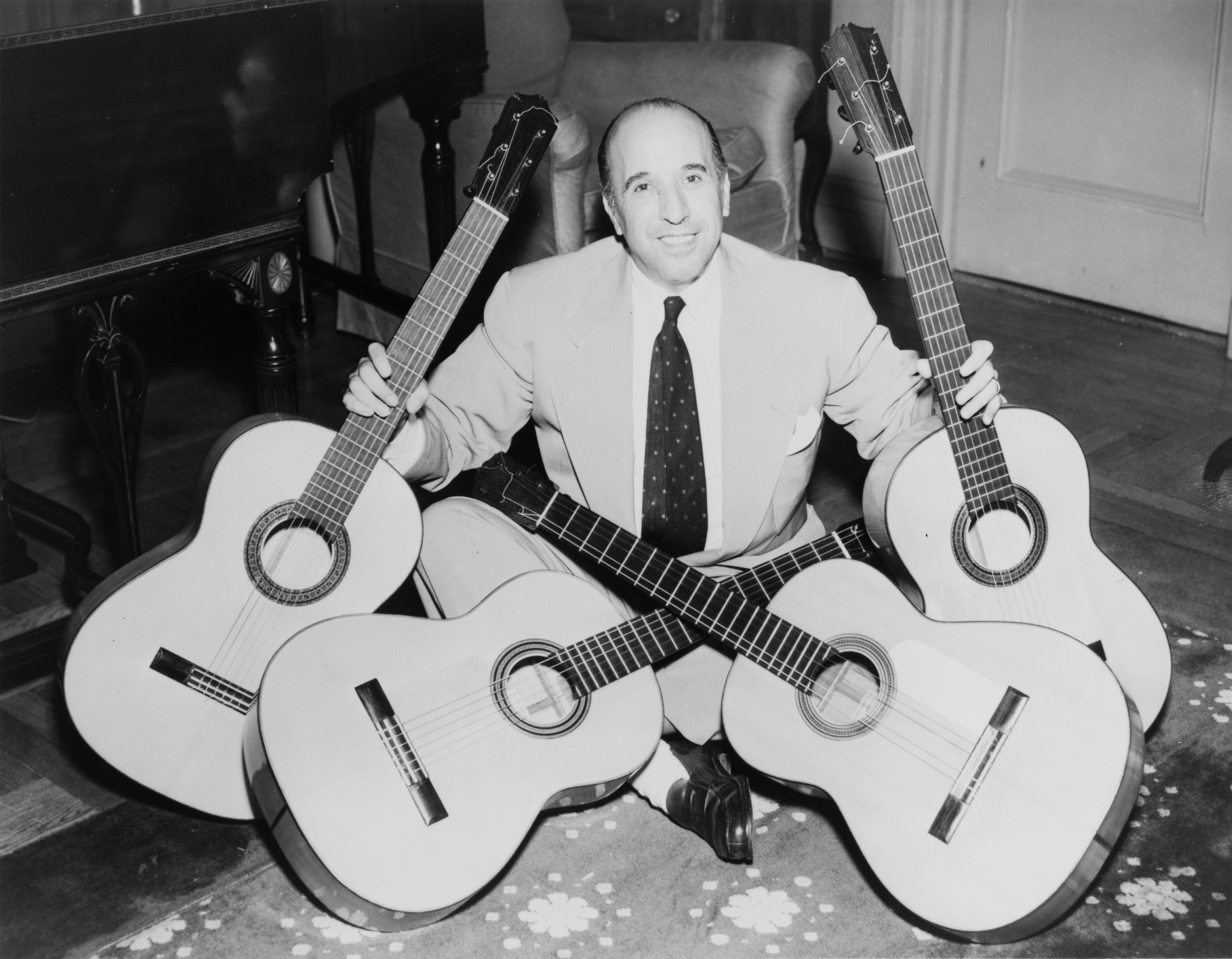
Carlos Montoya (1954)

## Ereignisse

### Amerika

#### Brasilien
- Das Orquestra Sinfônica do Estado de São Paulo wird gegründet.[1]

#### Vereinigte Staaten von Amerika

##### Populäre Musik
- 04. Januar: Elvis Presley trifft bei seinem zweiten Besuch bei Sun Records Sam Phillips an und nimmt – wieder auf eigene Kosten – die beiden Country-Songs I’ll Never Stand in Your Way und It Wouldn’t Be the Same Without You auf.[2]
- 14. Januar: Erste dokumentierte Verwendung des Begriffs „Rock ’n’ Roll“ zur Werbung für Alan Freeds „Rock ’n’ Roll Jubillee“, das in der St. Nicholas Arena in New York City stattfindet. Zuvor hieß der Genrebegriff „Rock and Roll“.[3]
- 01. Februar: Johnny Guitar Watson macht als Gitarrist mit dem avantgardistischen Track Space Guitar, das bahnbrechende Hall- und Rückkopplungs-Techniken auf der Gitarre verwendet, auf sich aufmerksam.[4]
- 20. Februar: Slowly von Webb Pierce ist der erste Nr. 1-Hit in den Billboard-Country-Charts mit Begleitung durch eine Pedal-Steel-Gitarre.
- 15. März: The Chords nehmen den Song Sh-Boom für das Label Cat, eine Tochtergesellschaft von Atlantic Records, auf.[5] Es ist eines der erfolgreichsten Songs der Doo-Wop-Ära.
- 25. März: Bei der 26. Oscarverleihung 1954 gewinnt Frank Sinatra den Oscar als bester Nebendarsteller für seine Rolle in dem Film From Here to Eternity und belebt damit seine Gesangskarriere wieder. Bei der gleichen Zeremonie wird Bing Crosby für seine Rolle in The Country Girl als bester Hauptdarsteller nominiert.
- 12. April: Bill Haley nimmt für Decca Records in New York City den Song Rock Around the Clock auf. Das Lied wird am 15. Mai als B-Seite von Thirteen Women (and Only One Man in Town) bei Decca Records veröffentlicht. Die Single erreicht Platz 23 der Popcharts und verkauft innerhalb kurzer Zeit 75.000 Exemplare.[6][7] Zum Welterfolg wird Rock Around the Clock erst 1955 dank des Films Blackboard Jungle (deutscher Titel: Die Saat der Gewalt), in dem es zwei Mal zu hören ist. Das Lied klettert am 14. Mai 1955 für über acht Wochen auf Platz eins der US-amerikanischen Charts.[8] Rock Around the Clock ist damit die erste echte Rock-&-Roll-Single, die eine Nummer-eins-Position in den US-amerikanischen Charts erreicht.
- 19. Juni: Das Lied I Don’t Hurt Anymore von Hank Snow and his Rainbow Ranch Boys schafft es nach 20 Wochen auf Platz 1 der Bestsellerliste.
- 05. Juli: Elvis Presley hat – gemeinsam mit Scotty Moore und Bill Black – seine erste kommerzielle Aufnahmesession in den Sun Studios in Memphis. Die beiden Cover-Songs That’s All Right (Mama) und Blue Moon of Kentucky aus der Aufnahmesession werden am 19. Juli als seine erste Single veröffentlicht.[9] Die Lieder wurden ursprünglich 1946 von Arthur Crudup und 1947 von Bill Monroe und den Blue Grass Boys gesungen. Einen Monat später gibt Billboard dem Song That’s All Right (Mama) eine positive Bewertung, wobei der Rezensent Presley als „starkes neues Talent“ bezeichnet. Im September ist der Song ein Nr. 1-Hit in Memphis.[10]
- 30. Juli: Elvis Presley, Scotty Moore und Bill Black haben ihren ersten gemeinsamen Live-Auftritt vor größerem Publikum bei einem Freiluftkonzert in Memphis’ Amphitheater Overton Park. Auf Presleys dynamisch-erotische Bühnen-Performance, vor allem seine rhythmischen Hüft- und Beinbewegungen, reagiert das Publikum hier erstmals mit für damalige Verhältnisse ungewöhnlich lautstarker Begeisterung bis hin zu tumultartigen Szenen.[11]
- 02. Oktober: Elvis Presley hat seinen einzigen Auftritt in der Hörfunksendung Grand Ole Opry. Zwei Wochen später, am 16. Oktober, debütiert er beim Louisiana Hayride und tritt hier bald regelmäßig auf.[12]
- Herbst: Bill Haley & His Comets machen das Lied Shake, Rattle and Roll von Big Joe Turner noch 1954 zum Millionenseller.
- 13. November: Eine Billboard-Umfrage unter Discjockeys ergibt, dass diese bei Radiosendern zu 42 Prozent Popmusik, zu 11 Prozent Countrymusik und zu 5 Prozent Rhythm and Blues spielen.[13]
- 24. Dezember: Am Heiligabend trinkt Johnny Ace nach einem Auftritt in Houston mit zwölf anderen Personen in seiner Garderobe. Dabei spielt er immer wieder mit einem Revolver, in den er eine Patrone geladen hat, und zielt auf die Anwesenden. Als einer der Gäste den Vorschlag macht, er solle doch gefälligst auf sich selbst zielen, hält sich Ace den Revolver an die Schläfe, drückt ab und ein Schuss löst sich. Johnny Ace stirbt einige Stunden später im Krankenhaus.[14]
- Ray Charles gelingt mit seiner sechsten Atlantic-Single I’ve Got a Woman, geschrieben mit seinem Trompeter Renald Richard und aufgenommen im November 1954 in Atlanta, sein erster Nummer-eins-Hit in den R&B-Charts.
- 00. Oktober: The Chordettes veröffentlichen ihre Single Mr. Sandman. Der Song von Pat Ballard[15] wird ihr größter Hit. Er kommt am 20. Oktober 1954 in die US-Hitparade und erreicht Platz 1,[16] in Großbritannien kommt die Single auf Platz 11.[17] Auf dieser wie auch allen anderen Plattenaufnahmen werden die Chordettes vom Archie Bleyer Orchestra begleitet.
- Rosemary Clooney spielt 1954 die Hauptrolle im Western-Musicalfilm Red Garters und, an der Seite von Bing Crosby und Danny Kaye, die weibliche Hauptrolle in Weiße Weihnachten.
- Perry Como erreicht mit Papa Loves Mambo die Nummer eins der US-Charts.
- Bing Crosby steht 1954 für Weiße Weihnachten von Michael Curtiz mit Danny Kaye vor der Kamera und singt hierin auch sein erfolgreichstes Lied White Christmas, das er bereits zwölf Jahre zuvor in dem Film Musik, Musik gesungen hatte. Weiße Weihnachten ist mit weitem Abstand der erfolgreichste Film des Jahres und nimmt rund 30 Millionen US-Dollar allein in den USA ein.
- Doris Day hat mit dem Lied Secret Love aus dem Film Schwere Colts in zarter Hand, das 1954 als Bester Filmsong mit einem Oscar ausgezeichnet wird, ihren fünften und letzten Nummer-eins-Hit.
- The Fontane Sisters wechseln 1954 zu Randy Woods Dot Records, wo sie mit 18 Songs die Billboard-Pop-Charts erreichen werden, darunter zehn in den Top 40. Ihre Aufnahme von Ende 1954, Hearts of Stone, verkauft sich über eine Million Mal und wird mit einer goldenen Schallplatte ausgezeichnet.
- The Isley Brothers machen ihre ersten Aufnahmen, auf denen zunächst nur die drei ältesten Brüder O’Kelly Jr., Rudolph und Ronald zu hören sind.[18]
- The Moonglows wechseln im Oktober 1954 zu Chess Records, wo sie in ihrer ersten Session gleich 13 Songs aufnehmen. Einer von ihnen, die Fuqua-Komposition Sincerely, löst im Januar 1955 Earth Angel von den Penguins auf Platz 1 der R&B-Charts ab und kommt im nächsten Jahr bis auf Platz 20 der Pop-Charts, in den frühen 1950ern ein höchst bemerkenswerter Erfolg für eine schwarze R&B-Band.
- The Pinguins werden 1954 in Los Angeles gegründet und veröffentlichen ihr Lied Earth Angel. Das Stück ist einer der erfolgreichsten Doo-Wop-Titel aller Zeiten.
- Muddy Waters ist mit dem Lied I’m Your Hoochie Coochie Man erfolgreich.

##### Jazz
- 17./18. Juli: Das von George Wein initiierte 1. Newport Jazz Festival findet in Newport im US-Bundesstaat Rhode Island statt:[19]
  - Am ersten Tag treten Sten Kenton, Eddie Condon, Lee Wiley, das Modern Jazz Quartet, das Dizzy Gillespie Quintet, das Gerry Mulligan Quartet, Billie Holiday und das Oscar Peterson Trio auf.
  - Am zweiten Tag spielen das Oscar Peterson Trio, Johnnie Smith, das Dizzy Gillespie Quintet, Bill Harris, das George Shearing Quintet, Lennie Tristano mit Lee Konitz, Ella Fitzgerald, das Gene Krupa Trio, Erroll Garner, und es gibt ein Tribute-Konzert für Count Basie.[20]
  - September: Nat King Cole hat einen Hit mit Charlie Chaplins Komposition Smile, die dieser 1936 für seinen Spielfilm Moderne Zeiten komponiert hatte.
- 08. November: Nach der Veröffentlichung seines Albums Jazz Goes to College wird Dave Brubeck auf dem Cover des Time-Magazins abgebildet. Der Begleitartikel beschreibt Brubeck als „den aufregendsten neuen Jazz-Künstler der Gegenwart“.[21]
- Im November 1954 bzw. Februar 1955 spielt Art Blakey im Horace Silver Quintet, bestehend aus Horace Silver, Kenny Dorham, Hank Mobley und Doug Watkins. Diese Konstellation stellt die Urbesetzung der Jazz Messengers dar.
- Miles Davis kann bei Capitol Records eine EP in der Reihe Classics in Jazz veröffentlichen. Alle acht Tracks des Albums, die für den Übergang zu einer harmonisch reicheren Musik stehen, wurden 1957 auf Birth of the Cool wiederveröffentlicht.
- Ella Fitzgerald wird aufgrund der damaligen Rassentrennung, trotz ihrer Erfolge, immer noch bei vielen Auftritten ausgegrenzt. Marilyn Monroe, die ein großer Fan von ihr ist, sorgt mit ihrer Bekanntheit 1954 dafür, dass sie endlich für große Bühnen gebucht wird, und hilft dadurch entscheidend zu ihrem endgültigen Durchbruch als Jazz-Star mit.[22]
- Horace Silver komponiert Nica’s Dream. Der Titel ist eine Reverenz an die Freundin und Mäzenin der damaligen Jazzszene, Pannonica de Koenigswarter, genannt „Nica“.
- Frank Sinatra veröffentlicht seine Songs for Young Lovers.
- Sarah Vaughan nimmt 1954 ihr Album Sarah Vaughan with Clifford Brown auf, das von vielen Jazzkritikern als Höhepunkt ihrer künstlerischen Laufbahn angesehen wird.
- Das Modern Jazz Quartet gewinnt 1954 die Down-Beat-Kritiker-Umfrage für die beste Combo-Einspielung des Jahres.

##### Klassische Musik
- 01. April: Uraufführung der Oper The Tender Land von Aaron Copland an der City Centre Opera in New York City.[23]
- 04. April: Arturo Toscanini dirigiert in der Carnegie Hall in New York City sein letztes öffentliches Konzert. Es wird durch Toscaninis Blackout während des Konzerts – er hört für eine Minute zu dirigieren auf und hält sich eine Hand vor die Augen – zu einer berühmten Aufführung.
- 13. Mai: Uraufführung des Musicals The Pajama Game, zu dem Richard Adler und Jerry Ross die Musik sowie George Abbott und Richard Bissell das Libretto schrieben.
- 04. November: Uraufführung des Musicals Fanny von Harold Rome am Majestic Theatre in New York City. Das Libretto stammt von Samuel Nathaniel Behrman und Joshua Logan nach einer Dramentrilogie von Marcel Pagnol.
- 08. November: Die Spielzeiteröffnung der Metropolitan Opera in New York City wird erstmals im US-amerikanischen Fernsehen übertragen.[24]
- 27. Dezember: Gian Carlo Menottis Oper The Saint of Bleecker Street wird am Broadway Theatre in New York City uraufgeführt.[23]
- Cole Porter holt 1954 für seine letzte große Broadway-Produktion Silk Stockings Hildegard Knef als Hauptdarstellerin nach New York.
- Die Lyric Opera of Chicago wird 1954 in Chicago unter dem Namen Lyric Theatre of Chicago von Carol Fox, Nicola Rescigno und Lawrence Kelly gegründet. In der ersten Saison gibt Maria Callas als Norma ihr US-amerikanisches Debüt.[25]
- Die Metropolitan Opera in New York City veranstaltet erstmals ihren jährlicher Gesangswettbewerb, die Metropolitan Opera National Council Auditions. Gewinnerin 1954 ist die Sopranistin Ethel Wagner DeLong.[26]
- Das NBC Symphony Orchestra wird – nachdem sich Arturo Toscanini im Frühjahr 1954 gesundheitsbedingt aus dem Musikleben zurückzieht – aufgelöst.

##### Musikindustrie
- 00. April – Die E-Gitarre Fender Stratocaster wird erstmals in Kalifornien hergestellt. Die erste Werbeanzeige für die neue Gitarre wird im April in der Zeitschrift „International Musician“ gedruckt. Der Erstverkaufspreis beträgt 249 US-Dollar zuzüglich 39 Dollar für den Instrumentenkoffer.
- Les Paul beauftragt die Firma Ampex auf eigene Kosten ein 8-Spur-Tonbandgerät zu bauen. Seine Idee, später unter dem Namen „Sel-Sync“ bekannt, bei dem ein Aufnahmekopf eine neue Spur aufnehmen und gleichzeitig zuvor aufgenommene Spuren abspielen kann, ist richtungsweisend für die Zukunft der Mehrspuraufnahmetechnik.
- Die 7-Zoll-Schallplatte mit einer Umlaufzahl von 45/min setzt sich sowohl bei Radiosendern als auch in den Plattenläden durch.[27]

### Asien

#### Indien
- Erstmalige Vergabe des Filmfare Awards. In der Kategorie Beste Musik wird Naushad Ali für Baiju Bawra ausgezeichnet.

#### Israel
- 00. Juni: Konzertante Uraufführung der Oper David von Darius Milhaud in Jerusalem.

### Europa

#### Bundesrepublik Deutschland

##### Populäre Musik und Jazz
- 5./6. Juni: Beim Deutschen Jazzfestival treten neben den Two Beat Stompers, Hans Koller, Rolf Kühn und Hugo Strasser auch Jutta Hipp und Caterina Valente auf.
- 01. September: Die Single Jim, Jonny und Jonas vom deutschen Hula Hawaiian Quartett steigt erstmals in die deutschen Charts ein und kann sich bis zum 31. Dezember 1955 69 Wochen in den Singlecharts halten.
- 16. Oktober: Mit Werner Heiders Versiones in jazz wird die erste Zwölfton-Komposition für eine große Jazzband bei den Donaueschinger Musiktagen uraufgeführt.
- Gemeinsam mit Bully Buhlan singt Mona Baptiste das Lied Es liegt was in der Luft, das ein großer Erfolg wird und Platz 2 der deutschen Automatenmarkt-Charts belegt.
- Paul Kuhn veröffentlicht bei Elektrola das Lied Der Mann am Klavier.
- Mit Ganz Paris träumt von der Liebe kommt die deutsche Fassung des Cole-Porter-Songs I Love Paris auf den Markt. Sängerin ist Caterina Valente.

##### Klassische Musik
- 04. Januar: Der Deutsche Komponistenverband wird in München gegründet. Er ist die Nachfolgeorganisation der Komponistenverbände, die nach dem Zweiten Weltkrieg in Westdeutschland und Berlin entstanden.
- 20. Februar: Am Opernhaus Nürnberg wird Der dritte Wunsch, ein Zauberstück mit Musik in acht Bildern von Nico Dostal, uraufgeführt. Es basiert auf Motiven des Märchens Vom Fischer und seiner Frau der Brüder Grimm.
- 12. März: Drei Jahre nach dem Tod des Komponisten wird Arnold Schönbergs unvollendete Oper Moses und Aron, die zunächst als unaufführbar gegolten hat, in Hamburg in konzertanter Form uraufgeführt. Das Werk ist in Zwölftontechnik komponiert und basiert auf einer einzigen Zwölftonreihe.[23]
- 23. Juni: Uraufführung der Oper Die Witwe von Ephesus von Hermann Reutter in Köln.
- 22. Juli – 22. August: Die Bayreuther Festspiele werden zum vierten Mal nach dem Zweiten Weltkrieg veranstaltet.[28] Zur Eröffnung wird Richard Wagners Oper Tannhäuser in der Inszenierung und Ausstattung von Wolfgang Wagner und der Choreografie von Gertrud Wagner gegeben. Es dirigiert Joseph Keilberth. Ramón Vinay, Gré Brouwenstijn, Theo Adam, Dietrich Fischer-Dieskau und Herta Wilfert sind in den Hauptpartien zu hören.[23]
- 01. Oktober: Das Ballettstück in 3 Akten Der Rote Mantel von der Choreografin Tatjana Gsovsky frei nach Garcia Lorca wird im Theater des Westens (Städtische Oper) in Berlin uraufgeführt.
- 17. Oktober: Rolf Liebermanns Concerto for Jazzband and Orchestra mit Kurt Edelhagens Bigband und dem Südwestfunkorchester unter Leitung von Hans Rosbaud war der „Schlager“ bei den Donaueschinger Musiktagen.
- 10. November: Im Stadttheater Dortmund erfolgt die szenische Uraufführung der Oper Die stumme Serenade von Erich Wolfgang Korngold.
- 30. November: Wilhelm Furtwängler stirbt in Baden-Baden im Alter von 68 Jahren.
- Der Schillerpreis der Stadt Mannheim wird 1954 erstmals verliehen und an die Tanzpädagogin Mary Wigman vergeben.

#### Deutsche Demokratische Republik
- 04. Januar: In Magdeburg wird die „Volksmusikschule Magdeburg“ gegründet, das heutige Konservatorium Georg Philipp Telemann.
- Der Theodor-Fontane-Preis für Kunst und Literatur wird erstmals vergeben. Preisträger sind Stephan Hermlin (1. Preis), Werner Nerlich (2. Preis) und Manfred Grüttner (3. Preis).
- Im Geburtshaus des Komponisten Heinrich Schütz in Bad Köstritz wird eine Gedenkstätte eingerichtet.
- In Potsdam finden erstmals die Musikfestspiele Potsdam Sanssouci statt, damals noch unter dem Namen Parkfestspiele Sanssouci.
- Der VEB Deutsche Schallplatten Berlin wird in Ost-Berlin als Alleinhersteller von Tonträgern in der DDR gegründet. Er geht aus dem 1947 von Ernst Busch gegründeten Musikverlag Lied der Zeit Schallplatten-Gesellschaft mbH hervor und behauptet seine Monopolstellung bis 1990.
- Ernst Busch und Paul Robeson wirken in dem Dokumentarfilm Lied der Ströme von Joris Ivens mit, dessen Musik von Dmitri Schostakowitsch komponiert wurde.

#### Frankreich
- Der Jazz-Bandleader und Clubbesitzer Eddie Barclay, dessen Frau Nicole und Jacques Souplet gründen das Jazz Magazine.
- Nicole und Eddie Barclay gründen das unabhängige Plattenlabel Barclay Records.
- Jacques Brel, der seit 1953 in Paris lebt, veröffentlicht – produziert von Jacques Canetti – seine erste Langspielplatte. Die Kritiken sind ablehnend, so will die Paris-Soir den Belgier postwendend per Bahn in die Heimat zurückschicken.[29] Bei seinem ersten, wenig erfolgreichen Auftritt im legendären Olympia im Juni 1954 singt Brel noch im Vorprogramm. Erst sieben Jahre später feiert er dort als Star der Veranstaltung Erfolge. Die erste Brel-Interpretin ist Juliette Gréco, die 1954 bei einem Auftritt im Olympia seinen Chanson Le diable (Ça va) vorträgt.
- Boris Vian erzielt 1954 einen neuerlichen Skandalerfolg durch sein Chanson Le déserteur (Der Deserteur), ein pazifistisches Lied, in dem er angesichts der französischen Niederlage in der Schlacht um Điện Biên Phủ und der Teilmobilisierung der französischen Armee für den Algerienkrieg zur Fahnenflucht aufruft, womit er den Zorn der Nationalisten und der Justiz auf sich zieht. Le déserteur wird 1955 verboten.
- Die öffentlich-rechtliche Hörfunkanstalt Radio France geht mit France Musique auf Sendung, ein Hörfunksender der vor allem Klassik- und Jazz-Programme ausstrahlt.

#### Italien
- 28.–30. Januar: Im städtischen Kasino in Sanremo findet die vierte Ausgabe des Festival della Canzone Italiana di Sanremo statt. Gino Latilla und Giorgio Consolini gewinnen den Wettbewerb mit ihrem Lied Tutte le mamme.
- 07. April: Die Zweitfassung der Oper Neues vom Tage von Paul Hindemith wird in Neapel am Teatro San Carlo uraufgeführt.[23]
- 05. Mai: Das 17. Maggio Musicale Fiorentino beginnt am 5. Mai einer Aufführung von Gaspare Spontinis letzter Oper Agnes von Hohenstaufen. Bis zum 20. Juni stehen Opern von Carl Maria von Weber, Adriano Lualdi, Giacomo Puccini und Pjotr Iljitsch Tschaikowski auf dem Programm sowie die Weltpremiere von Valentino Bucchis Groteske Il contrabbasso.
- 29. Juli: In der Arena di Verona kommt Giuseppe Verdis Oper Aida in der Inszenierung von Herbert Graf zur Aufführung.[23]
- 14. September: Benjamin Britten dirigiert die Uraufführung seiner Oper The Turn of the Screw im Teatro La Fenice in Venedig. In den Hauptpartien sind Olive Dyer, Arda Mandikian, Peter Pears und David Hemmings zu hören.[23][30]
- 04. Dezember: Die Oper La figlia di Jorio von Ildebrando Pizzetti wird am Teatro San Carlo in Neapel uraufgeführt.[23]
- Der Violinwettbewerb Premio Paganini wird erstmals im Teatro Carlo Felice in Genua veranstaltet. Es erfolgt noch keine Preisvergabe.

#### Niederlande
- In ’s-Hertogenbosch findet erstmals der Internationale Gesangswettbewerb von ’s-Hertogenbosch statt. Ausgezeichnet werden Annette de la Bije, Aukje Karsemeyer, Hans Wilbrink und Frans Meulemans.

#### Norwegen
- 1.–15. Juni: In Bergen findet das 2. Bergen International Festival statt.[31][32]

#### Österreich
- 01. Januar: Im Goldenen Saal des Wiener Musikvereins findet das 14. Neujahrskonzert der Wiener Philharmoniker statt. Dirigent ist zum zwölften und letzten Mal Clemens Krauss.[33]
- 01. März: Paul Hindemiths Oper Mathis der Maler wird erstmals in Österreich am Landestheater in Linz aufgeführt.[23]
- 27. Juni: Am Linzer Landestheater wird Antonín Dvořáks Oper Der Jakobiner erstmals in Österreich aufgeführt.[23]
- 25. Juli – 30. August: In Salzburg finden die 35. Salzburger Festspiele statt.[34]
  - Am 7. August dirigiert Karl Böhm die Oper Ariadne auf Naxos von Richard Strauss in einer Inszenierung von Josef Gielen und der Ausstattung von Stefan Hlawa. In den Hauptpartien sind Paul Schöffler, Irmgard Seefried, Lisa della Casa, Hilde Güden und Rudolf Schock zu hören.[23][35]
  - Am 17. August wird die Oper Penelope von Rolf Liebermann unter der Leitung von George Shell uraufgeführt.[23]
- 31. August: In Salzburg finden im Marmorsaal von Schloss Mirabell erstmals die Salzburger Schlosskonzerte statt.
- 01. September: Karl Böhm wird wieder zum Direktur Wiener Staatsoper bestellt.
- 17. Oktober: Die Uraufführung der Sinfonie in Fis von Erich Wolfgang Korngold erfolgt im Rahmen einer Rundfunkübertragung im Großen Sendesaal des Rundfunks Wien. Harold Byrns leitet die Wiener Symphoniker.
- Paul Hindemith leitet im Wiener Konzerthaus das inoffizielle Debüt des Concentus Musicus Wien mit Monteverdis Orfeo.
- Rudolf Schock wird für seine künstlerischen Leistungen in Wien zum Kammersänger ernannt.
- Der Theodor-Körner-Preis wird erstmals vergeben und geht an den Architekten Wilhelm Holzbauer und den Komponisten Armin Kaufmann.

#### Polen
- Die Opera Krakowska wird in Krakau gegründet.

#### Schweden
- Die Zeitschrift Orkesterjournalen vergibt ab 1954 den schwedischen Jazzpreis Gyllene Skivan. 1954 geht er an Lars Gullin für das Album Dannys Dream.

#### Schweiz
- 14. Februar: Die Operette in zwei Akten Arizona Lady von Emmerich Kálmán auf das Libretto von Alfred Grünwald und Gustav Beer wird am Stadttheater in Bern uraufgeführt.
- Rolf Liebermann erhält 1954 von den Donaueschinger Musiktagen einen Kompositionsauftrag zu einem Orchesterwerk. Er komponiert zur Verblüffung aller sein Concerto for Jazzband and Symphony Orchestra und legt damit etwas vor, was man später mit dem Begriff Third Stream oder Crossover belegt.

#### Sowjetunion
- Dmitri Dmitrijewitsch Schostakowitsch wird 1954 als Volkskünstler der UdSSR geehrt, erhält den Internationalen Friedenspreis des Weltfriedensrates und wird Ehrenmitglied der Königlich Schwedischen Musikakademie.

#### Spanien
- Erstmalige Veranstaltung der Maria Canals International Music Competition. Preisträger sind Miquel Farré i Mallofré bei den Herren und Maria Neus Miró bei den Damen.

#### Tschechoslowakei
- Bohuslav Martinů vollendet seine Oper Mirandolina, zu der er auch das Libretto geschrieben hat. Die Uraufführung der Oper erfolgt 1959 in Prag.

#### Vereinigtes Königreich
- 14. Januar: Das Musical The Boy Friend von Sandy Wilson wird im Londoner West End mit der Zweitbesetzung Anne Rogers in der Hauptrolle uraufgeführt, nachdem Diana Maddox bei der Generalprobe erkrankt.[36]
- 23. Januar: Die Schaumburger Märchensänger stoßen unerwartet mit ihrer Interpretation des Liedes The Happy Wanderer (Mein Vater war ein Wandersmann) auf Platz zwei der britischen Single-Charts vor und behalten ihn 23 Wochen lang.
- 17. Juni: Die komische Oper A Dinner Engagement von Lennox Berkeley wird in Aldeburgh uraufgeführt.[23]
- 05. August: Nach einer kurzen Zeit in Bristol wird das Musical Salad Days im Londoner West End eröffnet.[37] Es wird zum am längsten laufenden Musical in der Geschichte des britischen Theaters, bis es 1960 von Oliver! abgelöst wird.
- 18. September: Bei der Last Night of the Proms werden erstmals Sir Henry Woods Fantasia on British Sea Songs aus dem Jahr 1905, Sir Edward Elgars Vertonung von Land of Hope and Glory aus dem Jahr 1902, Sir Hubert Parrys Vertonung von William Blakes Jerusalem aus dem Jahr 1916 und das patriotische Lied Rule, Britannia! zusammen gespielt.[38]
- 01. Oktober: Die britischen Single-Charts werden in die Top 20 erweitert.
- 03. Dezember: Uraufführung der Oper Troilus and Cressida von William Walton im Royal Opera House in London.[23][30]
- David Whitfield hat mit dem Lied Cara Mia seinen zweiten Nummer-eins-Hit. Es ist der erste Millionenseller eines britischen Sängers in seiner Heimat und er ist zudem auch in den USA ein großer Erfolg.

## Musikcharts

### Deutschland
Die längsten Nummer-eins-Singles
Lieder, die die meiste Zeit während eines anderen Jahres auf Platz 1 der Charts verbrachten, werden hier nicht aufgeführt.
1. Friedel Hensch und die Cyprys – Heideröslein (3 Monate)
2. Zehn Whiskys und ein Soda – Wir, wir, wir haben ein Klavier; Hans-Arno Simon – Wodka-Fox (Gib mir den Wodka, Anuschka) (jeweils 2 Monate)

Alle weiteren Lieder waren einen Monat auf Platz 1 gelistet.
Die Charts wurden erstmals im März erhoben.
Alle Nummer-eins-Hits und die Hits des Jahres
Automatenmarkt-Chartsongs

### Vereinigtes Königreich
| Position | Singles                                                             |
| -------- | ------------------------------------------------------------------- |
|          |                                                                     |
| 1        | Secret Love Doris Day                                               |
| 2        | Cara mia David Whitfield (with Mantovani, His Orchestra and Chorus) |
| 3        | Oh mein Papa Eddie Calvert (with Norrie Paramor & His Orchestra)    |
| 4        | I See the Moon The Stargazers (with Syd Dean and His Orchestra)     |
| 5        | Let’s Have Another Party Winifred Atwell                            |
| 6        | Hold My Hand Don Cornell                                            |
| 7        | Three Coins in the Fountain Frank Sinatra                           |
| 8        | Happy Wanderer Oberkirchen Children’s Choir                         |
| 9        | Such a Night Johnnie Ray                                            |
| 10       | This Ole House Rosemary Clooney                                     |

Die längsten Nummer-eins-Singles
Lieder, die die meiste Zeit während eines anderen Jahres auf Platz 1 der Charts verbrachten, werden hier nicht aufgeführt.
1. David Whitfield (with Mantovani, His Orchestra and Chorus) – Cara mia (10 Wochen)
2. Eddie Calvert (with Norrie Paramor & His Orchestra) – Oh mein Papa; Doris Day – Secret Love (jeweils 9 Wochen)
3. The Stargazers (with Syd Dean and His Orchestra) – I See the Moon (6 Wochen)

Alle Nummer-eins-Hits und die Hits des Jahres

### Vereinigte Staaten
| Position | Singles                                                                      |
| -------- | ---------------------------------------------------------------------------- |
|          |                                                                              |
| 1        | Little Things Mean a Lot Kitty Kallen                                        |
| 2        | Wanted Perry Como with Hugo Winterhalter and His Orchestra and Chorus        |
| 3        | Hey There Rosemary Clooney with Buddy Cole and His Orchestra                 |
| 4        | Sh-Boom The Crew-Cuts with David Carroll and His Orchestra                   |
| 5        | Make Love to Me! Jo Stafford with Paul Weston and His Orchestra              |
| 6        | Oh My Pa-Pa Eddie Fisher with Hugo Winterhalter and His Orchestra and Chorus |
| 7        | (Oh Baby Mine) I Get So Lonely The Four Knights with Orchestra               |
| 8        | Three Coins in the Fountain The Four Aces feat. Al Alberts                   |
| 9        | Secret Love Doris Day with Ray Heindorf and His Orchestra                    |
| 10       | Hernando’s Hideaway Archie Bleyer & His Orchestra & Chorus with Maria Alba   |

Die längsten Nummer-eins-Singles
Lieder, die die meiste Zeit während eines anderen Jahres auf Platz 1 der Charts verbrachten, werden hier nicht aufgeführt.
1. Kitty Kallen – Little Things Mean a Lot (10 Wochen)
2. Eddie Fisher with Hugo Winterhalter and His Orchestra and Chorus – Oh My Pa-Pa (8 Wochen)
3. Perry Como with Hugo Winterhalter and His Orchestra and Chorus – Wanted; The Crew-Cuts with David Carroll and His Orchestra – Sh-Boom (jeweils 7 Wochen)

Die längsten Nummer-eins-Alben
Alben, die die meiste Zeit während eines anderen Jahres auf Platz 1 der Charts verbrachten, werden hier nicht aufgeführt.
1. Mario Lanza – Mario Lanza Sings The Hit Songs from The Student Prince and Other Great Musical Comedies (17 Wochen)
2. Jackie Gleason – Music for Lovers Only; Glenn Miller – Glenn Miller Plays Selections from the Film The Glenn Miller Story (jeweils 11 Wochen)
3. Original Motion Picture Soundtrack – The Glenn Miller Story (21 Wochen)

Alle Nummer-eins-Hits und die Hits des Jahres

### Charts in weiteren Ländern
Siehe auch: Nummer-eins-Hits 1954 in  Australien, Belgien, Deutschland, den Vereinigten Staaten und im Vereinigten Königreich.

### Top-Hits auf Schallplatte
- Am I a Toy or a Treasure – Kay Starr
- Answer Me, My Love – Nat King Cole
- Back Where I Belong – Frankie Laine und Jo Stafford
- Baubles, Bangles & Beads, aufgenommen von
  - Georgia Gibbs
  - Peggy Lee
- Bimbo – Jim Reeves[39]
- Cross Over The Bridge – Patti Page
- Darling, Je Vous Aime Beaucoup – Nat King Cole
- Earth Angel – The Penguins
- Ebb Tide – Roy Hamilton
- Even Tho – Webb Pierce[40]
- Goodnight, Sweetheart, Goodnight, aufgenommen von
  - The McGuire Sisters
  - Spaniels
- Hearts Of Stone, aufgenommen von
  - The Fontane Sisters
  - Jewels
- Hey There – Rosemary Clooney
- I Cried – Patti Page
- (Oh Baby Mine) I Get so lonely – Johnnie and Jack
- I Don’t Hurt Anymore – Hank Snow and his Rainbow Ranch Boys[41]
- I Need You Now – Eddie Fisher
- I really don’t want to know – Eddy Arnold[42]
- I Speak to the Stars – Doris Day
- I’m Your Hoochie Coochie Man – Muddy Waters
- If I Give My Heart to You, aufgenommen von
  - Doris Day
  - Denise Lor
- If You Love Me (Really Love Me) – Kay Starr
- In the Chapel in the Moonlight – Kitty Kallen
- In the Beginning – Frankie Laine
- In the Mood – Glenn Miller
- In the Still of the Night – The Five Satins
- Johnny Guitar – Peggy Lee
- Let me be the One – Hank Locklin
- Let Me Go, Lover – Joan Weber
- Little Things Mean a Lot – Kitty Kallen
- Lucille – Clyde McPhatter and The Drifters
- Make Love to Me – Jo Stafford
- Melancholy Baby – Georgia Gibbs
- Mambo Baby – Ruth Brown
- Melody of Love – Frank Sinatra und Ray Anthony
- More and more – Web Pierce[43]
- Mr. Sandman – The Chordettes
- Muskrat Ramble – Matys Brothers
- My Sin – Georgia Gibbs
- Mystery Train – Elvis Presley
- Oh What A Dream – Ruth Brown
- Oh! My Pa-Pa – Eddie Fisher
- One by one – Red Foley & Kitty Wells[44]
- Oop Shoop – Shirley Gunter and The Queens
- Opus One – The Mills Brothers
- Out of Nowhere – Frankie Laine
- Papa Loves Mambo – Perry Como
- Rain, Rain, Rain – Frankie Laine und The Four Lads
- Say Hey, aufgenommen von
  - Ray Anthony
  - The Treniers
- Secret Love – Doris Day
- Shake A Hand – Faye Adams
- Shake, Rattle and Roll – Big Joe Turner
- Sh-Boom, aufgenommen von
  - The Crew-Cuts
  - The Chords
  - Stan Freberg (als Parodie der Version von The Chords)
- Sincerely – McGuire Sisters
- Slowly – Webb Pierce
- Smile – Nat King Cole
- Someone to Watch Over Me – Frank Sinatra
- Such a Night, aufgenommen von
  - Johnnie Ray
  - Clyde McPhatter und The Drifters
- Sway – Dean Martin
- Teach Me Tonight – The DeCastro Sisters
- Tenderly – Nat King Cole
- Thank You for Calling – Jo Stafford
- That’s All Right Mama – Elvis Presley
- The Christmas Song – Nat King Cole (neue Version des Liedes, Ursprungsveröffentlichung war 1946)
- The Man that Got Away – Georgia Gibbs
- The Things That I Used to Do – Guitar Slim
- There stands the Glasses – Webb Pierce[45]
- This Ole House – Rosemary Clooney
- Tweedlee Dee – LaVern Baker (also in 1955)
- Wanted – Perry Como
- What a Dream – Patti Page
- When The World Was Young – Felicia Sanders
- Whither Thou Goest – Les Paul und Mary Ford
- Work With Me, Annie – Hank Ballard & The Midnighters
- You’ll Never Walk Alone – Roy Hamilton
- You’re Nobody till Somebody Loves You – The Mills Brothers

## Musikpreisverleihungen und Ehrungen

### Indien

#### Filmfare Award
- Beste Musik: Naushad – Baiju Bawra

### Vereinigte Staaten

#### Golden Globe Awards
- Bester Hauptdarsteller – Musical/Komödie: David Niven – Wolken sind überall (The Moon Is Blue)
- Beste Hauptdarstellerin – Musical/Komödie: Ethel Merman – Madame macht Geschichte(n) (Call Me Madam)

#### Oscarverleihung
- Beste Filmmusik (Drama/Komödie): Bronisław Kaper – Lili
- Beste Filmmusik (Musical): Alfred Newman – Madame macht Geschichte(n) (Call Me Madam)
- Bester Filmsong: Secret Love aus Schwere Colts in zarter Hand (Calamity Jane) – Sammy Fain, Paul Francis Webster
- Bester Ton: John P. Livadary – Verdammt in alle Ewigkeit (From Here to Eternity)

#### Pulitzerpreis
- Pulitzerpreis/Musik: Concerto For Two Pianos and Orchestra von Quincy Porter

#### Tony Awards
- Bestes Musical: Charles Lederer und Luther Davis (Buch), Alexander Borodin (Musik), Robert Wright und George Forrest (Musik und Liedtexte) – Kismet
- Bester Hauptdarsteller Musical: Alfred Drake – Kismet
- Beste Hauptdarstellerin Musical: Dolores Gray – Carnival in Flanders
- Bester Nebendarsteller Musical: Harry Belafonte – John Murray Anderson’s Almanac
- Beste Nebendarstellerin Musical: Gwen Verdon – Can-Can
- Beste Choreographie: Michael Kidd – Can-Can
- Bester Dirigent und Musikdirektor: Louis Adrian – Kismet

### Weitere
- Bundesrepublik Deutschland
  - Kunstpreis Berlin: Erna Berger, Hertha Klust, Volker Wangenheim
  - Deutscher Kritikerpreis – Fachgruppe Musik: nicht vergeben
  - Förderpreis Musik der Landeshauptstadt München: Robert Heger
  - Nordgaupreis des Oberpfälzer Kulturbundes – Musik: Rudolf Eisenmann
  - Großer Kunstpreis des Landes Nordrhein-Westfalen – Musik: Günter Bialas
  - Louis Spohr Musikpreis Braunschweig: Wolfgang Fortner

- Finnland
  - Wihuri-Sibelius-Preis: nicht vergeben

- Japan
  - Otaka-Preis: Miyoshi Akira

- Österreich
  - Preis der Stadt Wien für Musik: Josef Matthias Hauer
  - Kunstpreis der Stadt Innsbruck – Musik: nicht vergeben
  - Mozart-Medaille der Mozartgemeinde Wien: Audrey Christie, Johan Christie, Ernst Morawec, Leopold Nowak und Leopold Wlach

- Schweden
  - Gyllene Skivan: Lars Gullin: Dannys Dream – Metronome

## Musikfestivals und -wettbewerbe

### Musikfestivals und -veranstaltungen
| Land                            | Von        | Bis        | Musikwettbewerb / -veranstaltung               | Ort      |
| ------------------------------- | ---------- | ---------- | ---------------------------------------------- | -------- |
| BR Deutschland                  | 22. Juli   | 22. August | Bayreuther Festspiele                          | Bayreuth |
| Deutsche Demokratische Republik |            |            | Musikfestspiele Potsdam Sanssouci              | Potsdam  |
| Norwegen                        | 01. Juni   | 15. Juni   | 2. Bergen International Festival               | Bergen   |
| Österreich                      | 01. Januar | 01. Januar | Neujahrskonzert der Wiener Philharmoniker 1954 | Wien     |
| Österreich                      | 25. Juli   | 30. August | 34. Salzburger Festspiele                      | Salzburg |
| Österreich                      |            |            | Salzburger Schlosskonzerte                     | Salzburg |
| Vereinigte Staaten              | 17. Juli   | 18. Juli   | Newport Jazz Festival                          | Newport  |

### Musikwettbewerbe
| Land               | Musikwettbewerb                                                | Ort              | Preisträger                                                                  |
| ------------------ | -------------------------------------------------------------- | ---------------- | ---------------------------------------------------------------------------- |
| Frankreich         | Concours international de jeunes chefs d’orchestre de Besançon | Besançon         | Peter Chaille                                                                |
| Niederlande        | Internationaler Orgelimprovisationswettbewerb Haarlem          | Haarlem          | Piet Kee                                                                     |
| Niederlande        | Internationaler Gesangswettbewerb von ’s-Hertogenbosch         | ’s-Hertogenbosch | Annette de la Bije, Aukje Karsemeyer, Hans Wilbrink, Frans Meulemans         |
| Italien            | Premio Paganini                                                | Genua            | keine Preisvergabe 1954                                                      |
| Italien            | Sanremo-Festival 1954                                          | Sanremo          | Gino Latilla / Giorgio Consolini – Tutte le mamme                            |
| Spanien            | Maria Canals International Music Competition                   | Barcelona        | 1. Preis (Herren): Miquel Farré i Mallofré 1. Preis (Damen): Maria Neus Miró |
| Vereinigte Staaten | Metropolitan Opera National Council Auditions                  | New York City    | Ethel Wagner DeLong, Sopran                                                  |

## Ersterscheinungen

### Ersterscheinungen
Frankreich
- Jazz Magazine – französische Jazz-Zeitschrift

## Erstverleihungen
Bundesrepublik Deutschland
- Schillerpreis der Stadt Mannheim – Kulturpreis der Stadt Mannheim
- Verdienstplakette der Stadt Darmstadt – Auszeichnung der Stadt Darmstadt an Personen oder Vereinigungen, die sich durch eine politische, wissenschaftliche, künstlerische, wirtschaftliche oder andere gemeinnützige Leistung verdient gemacht haben

Deutsche Demokratische Republik
- Theodor-Fontane-Preis für Kunst und Literatur (Bezirk Potsdam) – Kunst- und Literaturpreis der DDR, vergeben vom Rat des Bezirks Potsdam

Indien
- Filmfare Award – älteste und wichtigste Auszeichnungen für Hindi-Filme in Indien

Italien
- Premio Paganini – internationaler Violinwettbewerb, der im Teatro Carlo Felice in Genua stattfindet

Österreich
- Theodor-Körner-Preis – an circa 15 bis 20 junge Wissenschaftler und Künstler vergebener Preis zur Förderung von Wissenschaft und Kunst in Österreich

Schweden
- Gyllene Skivan – schwedischer Jazzpreis der Zeitschrift Orkesterjournalen

Schweiz
- Kulturpreis der Stadt St. Gallen – Schweizer Kulturpreis

Spanien
- Maria Canals International Music Competition – jährlicher Musikwettbewerb in Barcelona
- Premios Ondas – spanischer Film- und Musikpreis

Vereinigte Staaten
- Metropolitan Opera National Council Auditions – jährlicher Gesangswettbewerb in den Vereinigten Staaten, Kanada und Puerto Rico, der von der Metropolitan Opera in New York City veranstaltet wird

## Gründungen und Auflösungen

### Gründungen
Bundesrepublik Deutschland
- Cappella Coloniensis – ein seit 1954 bestehendes Orchester in Köln, das Kompositionen im Sinne der historischen Aufführungspraxis zu Gehör bringt.
- Deutscher Komponist:innenverband – Interessenvertretung aller Komponisten und Songwriter sämtlicher Sparten und Bereiche vor allem in Deutschland
- Deutsches Musikgeschichtliches Archiv – weltweit größte Mikrofilmsammlung mit Quellen vor allem zur deutschen Musikgeschichte des späten 15. bis frühen 19. Jahrhunderts
- Gächinger Kantorei Stuttgart – national und international agierender Chor mit Sitz in Stuttgart
- Jazzstudio Nürnberg – Jazzclub in Nürnberg
- Jürgen Ahrend Orgelbau – Orgelbaufirma in Leer-Loga, Ostfriesland
- Mod Records – unabhängiges Musiklabel für Jazzmusik
- Musikhaus Thomann – Musikhaus und Onlinemusikversandhandel aus Treppendorf (heute Gemeindeteil von Burgebrach)
- Münchener Bach-Chor – deutscher Konzert- und Oratorienchor aus München
- TD TSC Düsseldorf Rot-Weiss – deutscher Tanzsportverein
- Valentin-Karlstadt-Musäum – städtisches Museum in München, das dem Komiker Karl Valentin, seiner Partnerin Liesl Karlstadt und dem Münchner Volkssängertum gewidmet ist

Deutsche Demokratische Republik
- Akademisches Orchester Leipzig – Amateursinfonieorchester in Leipzig
- Heinrich-Schütz-Haus – Gedenkstätte im Geburtshaus des Komponisten Heinrich Schütz
- Konservatorium Georg Philipp Telemann – Musikschule in Magdeburg
- Musikfestspiele Potsdam Sanssouci – Festival mit Musik aus Mittelalter, Renaissance, Barock, Klassik und Romantik in historisch informierter Aufführungspraxis in Potsdam
- Staatliches Folklore Ensemble der DDR – Volkskunstensemble der DDR
- Studentenchor Vivat academia – gemischter Studentenchor in Leipzig
- VEB Deutsche Schallplatten Berlin – Alleinhersteller von Tonträgern in der DDR

Italien
- Südtiroler Kulturinstitut – Kulturverein mit Sitz in der Südtiroler Landeshauptstadt Bozen

Niederlande
- Fontana Records – niederländisches Musiklabel

Österreich
- Salzburger Schlosskonzerte – Konzertreihe in Salzburg

Polen
- Opera Krakowska – Opernhaus in Krakau

Vereinigte Staaten
- Lyric Opera of Chicago – Opernhaus in Chicago
- Newport Jazz Festival – Jazzfestival, das jedes Jahr im Sommer in Newport in Rhode Island stattfindet
- WPCI – US-amerikanischer Hörfunksender

Volksrepublik China
- Forschungsinstitut für Musik der Akademie der Künste Chinas – Forschungsinstitut für Musik mit Schwerpunkt auf Bestandsaufnahme und Erforschung der traditionellen Musik Chinas

### Auflösungen
Vereinigte Staaten
- NBC Symphony Orchestra – US-amerikanisches Rundfunkorchester, das speziell für den Dirigenten Arturo Toscanini von der NBC gegründet wurde

## Neuveröffentlichungen (Auswahl)

### Lieder und Kompositionen
| Lied                                                 | Text                                                                 | Musik                                                                | Erstinterpret                                   | Label            | Veröffentlichung   | Genre                     | Album                          | Weitere Informationen |
| ---------------------------------------------------- | -------------------------------------------------------------------- | -------------------------------------------------------------------- | ----------------------------------------------- | ---------------- | ------------------ | ------------------------- | ------------------------------ | --- |
| A Blossom Fell                                       | Howard Barnes, Harold Cornelius & Dominic John                       | Howard Barnes, Harold Cornelius & Dominic John                       | Nat King Cole                                   | Capitol Records  | 1954               | Pop                       |                                | |
| Airegin                                              |                                                                      | Sonny Rollins                                                        | Miles Davis Quintet                             |                  | 1954               | Jazz                      |                                | Jazzstandard; Ananym von Nigeria |
| All of You                                           | Cole Porter                                                          | Cole Porter                                                          | Don Ameche                                      |                  | 1954               | Jazz                      |                                | Lied aus dem Broadway-Musical Silk Stockings. Das Lied gehört zum Great American Songbook und entwickelte sich zu einem Jazzstandard                   |
| Annie Had a Baby                                     | Henry Glover & Lois Mann                                             | Henry Glover & Lois Mann                                             | The Midnighters                                 | Federal Records  | 1954               | Rhythm and Blues          |                                | |
| Blue Monk                                            |                                                                      | Thelonious Monk                                                      | Thelonious Monk                                 | Prestige Records | 22. September 1954 | Jazz                      |                                | Jazzstandard |
| Camping Leed                                         | Karl Berbuer                                                         | Karl Berbuer                                                         | Karl Berbuer und das Steingass-Terzett          |                  | 1954               | Karnevalslied             |                                | |
| Cara Mia                                             | Tulio Trapani & Lee Lange                                            | Tulio Trapani & Lee Lange                                            | David Whitfield                                 |                  | 1954               | Pop                       |                                | |
| Cherry Pink And Apple Blossom White                  | (Eng) Mack David (Fr) Jacques Larue                                  | Louiguy                                                              | Pérez Prado                                     | RCA Victor       | Dezember 1954      | Jazz, Pop, Latin          |                                | |
| Come Go with Me                                      | Clarence Quick                                                       | Clarence Quick                                                       | The Del-Vikings                                 |                  | 1954               | Doo-Wop                   |                                | |
| Count Your Blessings (Instead of Sheep)              | Irving Berlin                                                        | Irving Berlin                                                        | Bing Crosby                                     |                  | 1954               | Pop                       |                                | Song für den Film Weiße Weihnachten (White Christmas, 1955) unter der Regie von Michael Curtiz                                                         |
| Cucurrucucú paloma                                   | Tomás Méndez                                                         | Tomás Méndez                                                         | Pedro Infante                                   |                  | 1954               | Pop                       |                                | spanischsprachiges Lied, ursprünglich im Huapango-Stil der Mariachi-Musik Mexikos.                                                                     |
| Das alte Försterhaus                                 | Walter Brandin                                                       | Rudi Stemmler                                                        | Friedel Hensch und die Cyprys sowie Rodgers-Duo |                  | 1954               | volkstümliche Musik       |                                | |
| Den Herren will ich loben                            | Maria Luise Thurmair                                                 | Melchior Teschner                                                    |                                                 |                  | 1954               | Kirchenlied               |                                | |
| Der Mann am Klavier                                  | Horst Heinz Henning                                                  | Horst Heinz Henning                                                  | Paul Kuhn                                       | Elektrola        | 1954               | Schlager                  |                                | |
| Doxy                                                 |                                                                      | Sonny Rollins                                                        | Sonny Rollins und Miles Davis                   | Prestige Records | 1954               | Jazz                      | Miles Davis with Sonny Rollins | Jazzstandard. Harmonien beruhen auf denen des Songs Ja-Da von Bob Carleton                                                                             |
| Dueling Banjos                                       | Arthur Smith und Don Reno                                            | Arthur Smith und Don Reno                                            |                                                 |                  | 1954               | Bluegrass                 |                                | |
| Earth Angel                                          | Jesse Belvin, Curtis Williams & Gaynel Hodge                         | Jesse Belvin, Curtis Williams & Gaynel Hodge                         | The Penguins                                    |                  | 1954               | Doo-Wop                   |                                | |
| Evil                                                 | Willie Dixon                                                         | Willie Dixon                                                         | Howlin’ Wolf                                    | Chess Records    | 1954               | Blues                     | Moanin’ in the Moonlight       | |
| Ev’ry Day of My Life                                 | Al Jacobs & Jimmie Crane                                             | Al Jacobs & Jimmie Crane                                             | Malcolm Vaughan and The McGuire Sisters         |                  | 1954               | Pop                       |                                | |
| Fly Me to the Moon (a.k.a. In Other Words)           | Bart Howard                                                          | Bart Howard                                                          | Kaye Ballard                                    | Decca Records    | 1954               | Jazz                      |                                | Jazzstandard |
| Four                                                 |                                                                      | Miles Davis                                                          | Miles Davis                                     | Prestige Records | 1954               | Jazz                      |                                | Jazzstandard |
| From The Vine Came The Grape                         | Leonard Whitcup & Paul Cunningham                                    | Leonard Whitcup & Paul Cunningham                                    | The Gaylords                                    |                  | 1954               | Pop                       |                                | |
| Ganz Paris träumt von der Liebe                      | Kurt Feltz                                                           | Cole Porter                                                          | Caterina Valente                                | Polydor          | 1954               | Schlager                  |                                | deutsche Fassung des Cole-Porter-Songs I Love Paris |
| Gilly Gilly Ossenfeffer Katzenellen Bogen by the Sea | Al Hoffman & Dick Manning                                            | Al Hoffman & Dick Manning                                            | The Four Lads                                   |                  | 1954               | Pop                       |                                | |
| Gopher Mambo                                         | Moisés Vivanco                                                       | Moisés Vivanco                                                       | Yma Sumac                                       | Capitol Records  | 1954               | Mambo, Exotica            | Mambo!                         | |
| Hearts Of Stone                                      | Eddy Ray                                                             | Rudy Jackson                                                         | The Jewels                                      |                  | September 1954     | Rhythm and Blues          |                                | |
| Hernando’s Hideaway                                  | Richard Adler & Jerry Ross                                           | Richard Adler & Jerry Ross                                           | Carol Haney                                     |                  | 1954               | Tango                     |                                | Lied aus dem Musical The Pajama Game |
| Heut liegt was in der Luft                           | Michael Jary, Bruno Balz und Curth Flatow                            | Michael Jary, Bruno Balz und Curth Flatow                            | Bully Buhlan & Mona Baptiste                    |                  | 1954               | Schlager                  |                                | deutscher Schlager aus dem Film Fräulein vom Amt |
| Hey There                                            | Richard Adler & Jerry Ross                                           | Richard Adler & Jerry Ross                                           | John Raitt                                      |                  | 1954               | Pop                       |                                | Lied aus dem Musical The Pajama Game |
| Honeycomb                                            | Bob Merrill                                                          | Bob Merrill                                                          |                                                 |                  | 1954               | Pop                       |                                | |
| Hoochie Coochie Man                                  | Willie Dixon                                                         | Willie Dixon                                                         | Muddy Waters                                    |                  | 1954               | Blues                     |                                | Bluesstandard |
| I Can’t Tell A Waltz From A Tango                    | Al Hoffman & Dick Manning                                            | Al Hoffman & Dick Manning                                            | Patti Page                                      |                  | 1954               | Pop                       |                                | |
| I Could Have Told You                                | Carl Sigman                                                          | Jimmy Van Heusen                                                     | Frank Sinatra                                   |                  | 1954               | Pop                       |                                | |
| I Don’t Hurt Anymore                                 | Jack Rollins                                                         | Don Robertson                                                        | Hank Snow                                       |                  | 17. Mai 1954       | Country                   |                                | |
| I Got A Woman                                        | Ray Charles & Renald Richard                                         | Ray Charles & Renald Richard                                         | Ray Charles                                     | Atlantic Records | Dezember 1954      | Rhythm and Blues, Soul    |                                | |
| I Just Want to Make Love to You                      | Willie Dixon                                                         | Willie Dixon                                                         | Muddy Waters                                    | Chess Records    | 1954               | Blues                     |                                | |
| I Left My Heart In San Francisco                     | Douglas Cross                                                        | George Cory                                                          | Tony Bennett                                    |                  | 1954               | Pop                       |                                | |
| If I Give My Heart to You                            | Jimmy Brewster, Jimmie Crane & Al Jacobs                             | Jimmy Brewster, Jimmie Crane & Al Jacobs                             | Doris Day                                       | Columbia Records | 1954               | Pop                       |                                | |
| I’ll Walk With God                                   | Paul Francis Webster                                                 | Nicholas Brodszky                                                    |                                                 |                  | 1954               | Pop                       |                                | Lied aus dem Film Alt Heidelberg |
| I’m Not At All In Love                               | Richard Adler & Jerry Ross                                           | Richard Adler & Jerry Ross                                           | Janis Paige                                     |                  | 1954               | Pop                       |                                | Lied aus dem Musical The Pajama Game |
| In Paris and in Love                                 | Leo Robin                                                            | Sigmund Romberg                                                      | Jeanmaire und David Atkinson                    |                  | 1954               | Pop                       |                                | Lied aus dem Musical The Girl in the Pink Tights |
| Jim, Jonny und Jonas                                 |                                                                      |                                                                      | Hula Hawaiian Quartett                          |                  | 1954               | Schlager                  |                                | Das Lied steigt erstmals am 1. September 1954 in die deutschen Charts ein und kann sich bis zum 31. Dezember 1955 69 Wochen in den Singlecharts halten |
| Joy Spring                                           | Jon Hendricks                                                        | Clifford Brown                                                       | Clifford Brown                                  |                  | Dezember 1954      | Jazz                      |                                | Jazzstandard |
| Le Déserteur                                         | Boris Vian                                                           | Harold Berg                                                          | Boris Vian                                      |                  | 1954               | Chanson                   |                                | |
| Let Me Go, Lover!                                    | Jenny Lou Carson & Al Hill                                           | Jenny Lou Carson & Al Hill                                           | Joan Weber                                      |                  | 1954               | Pop                       |                                | |
| Mama Talk to Your Daughter                           | J. B. Lenoir, Alex Atkins                                            | J. B. Lenoir, Alex Atkins                                            | J. B. Lenoir                                    |                  | 1954               | Blues                     |                                | |
| Mambo Italiano                                       | Bob Merrill                                                          | Bob Merrill                                                          | Rosemary Clooney                                |                  | 11. Oktober 1954   | Pop                       |                                | |
| Misty                                                | Johnny Burke                                                         | Erroll Garner                                                        | Erroll Garner                                   |                  | 14. September 1954 | Pop                       | Contrasts                      | Jazzstandard |
| Mr. Sandman                                          | Pat Ballard                                                          | Pat Ballard                                                          | The Chordettes                                  |                  | 1954               | Pop                       | The Chordettes                 | |
| My Son, My Son                                       | Bob Howard                                                           | Melville Farley & Eddie Calvert                                      | Vera Lynn mit Frank Weir                        | Decca Records    | Oktober 1954       | Pop                       |                                | |
| Nica’s Dream                                         |                                                                      | Horace Silver                                                        | Horace Silver                                   |                  | 1954               | Jazz                      |                                | |
| Oleo                                                 |                                                                      | Sonny Rollins                                                        | Miles Davis Quintet                             |                  | 1954               | Jazz                      |                                | Jazzstandard |
| Open Up Your Heart (And Let the Sunshine In)         | Stuart Hamblen                                                       | Stuart Hamblen                                                       | Stuart Hamblen                                  |                  | 1954               | Pop                       |                                | |
| Papa Loves Mambo                                     | Al Hoffman, Dick Manning & Bix Reichner                              | Al Hoffman, Dick Manning & Bix Reichner                              | Perry Como                                      | RCA Victor       | September 1954     | Pop                       |                                | |
| Pledging My Love                                     | Ferdinand Washington & Don Robey                                     | Ferdinand Washington & Don Robey                                     | Johnny Ace                                      | Duke Records     | Dezember 1954      | Rhythm and Blues          |                                | |
| Reconsider Baby                                      | Lowell Fulson                                                        | Lowell Fulson                                                        | Lowell Fulson                                   |                  | 1954               | Blues                     |                                | |
| River of No Return                                   | Ken Darby                                                            | Lionel Newman                                                        |                                                 |                  | 1954               | Pop                       |                                | Lied aus dem Film River of No Return |
| Rock Around the Clock                                | Max C. Freedman, James E. Myers                                      | Max C. Freedman, James E. Myers                                      | Bill Haley & His Comets                         | Decca Records    | 1954               | Rock                      | Rock Around the Clock          | |
| Shake, Rattle and Roll                               | Jesse Stone (als Charles Calhoun)                                    | Jesse Stone (als Charles Calhoun)                                    | Big Joe Turner                                  | Atlantic Records | 1954               | Rhythm and Blues          |                                | |
| Sh-Boom                                              | James Keyes, Claude & Carl Feaster, Floyd F. McRae & William Edwards | James Keyes, Claude & Carl Feaster, Floyd F. McRae & William Edwards | The Chords                                      | Cat Records      | 1954               | Doo-Wop, Rhythm and Blues |                                | |
| Sincerely                                            | Harvey Fuqua & Alan Freed                                            | Harvey Fuqua & Alan Freed                                            | The Moonglows                                   |                  | 1954               | Pop                       | Rock, Rock, Rock Soundtrack    | |
| Sisters                                              | Irving Berlin                                                        | Irving Berlin                                                        | Rosemary Clooney                                |                  | 1954               | Pop                       |                                | Lied aus dem Film White Christmas |
| Solar                                                |                                                                      | Miles Davis                                                          | Miles Davis                                     |                  | 1954               | Jazz                      |                                | Jazzstandard |
| Steam Heat                                           | Richard Adler & Jerry Ross                                           | Richard Adler & Jerry Ross                                           | Patti Page                                      | Mercury Records  | April 1954         | Pop                       |                                | |
| The Auld Triangle                                    | Dominic Behan                                                        | Dominic Behan                                                        |                                                 |                  | 1954               | Volkslied                 |                                | Ballade für das 1954 uraufgeführte Theaterstück The Quare Fellow von Brendan Behan                                                                     |
| The Finger Of Suspicion Points At You                | Paul Mann & Al Lewis                                                 | Paul Mann & Al Lewis                                                 | Dickie Valentine                                |                  | 1954               | Pop                       |                                | |
| The High and the Mighty                              | Ned Washington                                                       | Dimitri Tiomkin                                                      | Johnny Desmond                                  | Coral Records    | 1954               | Filmmusik                 |                                | Lied aus dem Soundtrack des Films Es wird immer wieder Tag (Originaltitel: The High and the Mighty)                                                    |
| The Little Shoemaker                                 | (Eng) John Turner & Geoffrey Parsons (Fr) Avril Lamarque             | Rudi Revil                                                           | The Gaylords                                    | Mercury Records  | 1954               | Pop                       |                                | |
| The Man that Got Away                                | Ira Gershwin                                                         | Harold Arlen                                                         | Judy Garland                                    |                  | 1954               | Filmmusik                 | A Star Is Born                 | Lied aus dem Film Ein neuer Stern am Himmel (Originaltitel: A Star Is Born, 1954)                                                                      |
| The Naughty Lady of Shady Lane                       | Sid Tepper & Roy C. Bennett                                          | Sid Tepper & Roy C. Bennett                                          | The Ames Brothers                               | RCA Victor       | 1954               | Pop                       |                                | |
| There Once Was a Man                                 | Richard Adler & Jerry Ross                                           | Richard Adler & Jerry Ross                                           | John Raitt und Janis Paige                      |                  | 1954               | Pop                       |                                | Lied aus dem Musical The Pajama Game |
| This Ole House                                       | Stuart Hamblen                                                       | Stuart Hamblen                                                       | Stuart Hamblen                                  |                  | 1954               | Country                   | It Is No Secret                | |
| Three Coins In The Fountain                          | Sammy Cahn                                                           | Jule Styne                                                           | Frank Sinatra                                   |                  | 1954               | Filmmusik                 |                                | Lied aus dem Film Drei Münzen im Brunnen |
| Trying to Get to You                                 | Rose Marie McCoy & Charles Singleton                                 | Rose Marie McCoy & Charles Singleton                                 | Eagles                                          |                  | 1954               | Rhythm and Blues          |                                | |
| Tweedlee Dee                                         | Winfield Scott                                                       | Winfield Scott                                                       | LaVern Baker                                    |                  | 1954               | Blues                     | LaVern Baker                   | |
| W put                                                | Wassili Solowjow-Sedoi & Mikhail Dudin                               | Wassili Solowjow-Sedoi & Mikhail Dudin                               |                                                 |                  | 1954               | Soldatenlied              |                                | Lied für den Film Viel Lärm um Maxim |
| What a Dream                                         | Chuck Willis                                                         | Chuck Willis                                                         | Ruth Brown                                      | Atlantic Records | Juni 1954          | Blues                     |                                | |
| Whither Thou Goest                                   | Earl Chalmers Guisinger, unter dem Pseudonym Guy Singer              | Earl Chalmers Guisinger, unter dem Pseudonym Guy Singer              | Les Paul und Mary Ford                          |                  | 1954               | Pop                       |                                | |
| Wir sagen euch an den lieben Advent                  | Maria Ferschl                                                        | Heinrich Rohr                                                        |                                                 |                  | 1954               | Adventslied               |                                | |
| Wonderful, Wonderful Day                             | Johnny Mercer                                                        | Gene De Paul                                                         |                                                 |                  | 1954               | Filmmusik                 |                                | Lied aus dem Film Seven Brides for Seven Brothers |
| Work With Me, Annie                                  | Hank Ballard                                                         | Hank Ballard                                                         | Hank Ballard & the Midnighters                  | Federal Records  | 1954               | Blues                     |                                | |
| Young And Foolish                                    | Arnold B. Horwitt                                                    | Albert Hague                                                         | Albert Hague                                    |                  | 1954               | Pop                       |                                | Lied aus dem Musical Plain and Fancy |

### Alben
| Album                                           | Interpret                                         | Label                                 | Veröffentlichung | Genre                 | Weitere Informationen                                                   |
| ----------------------------------------------- | ------------------------------------------------- | ------------------------------------- | ---------------- | --------------------- | ----------------------------------------------------------------------- |
| A Night at Birdland Vol. 1                      | The Art Blakey Quintet                            | Blue Note                             | 21. Februar 1954 | Jazz                  |                                                                         |
| After Hours With Miss D                         | Dinah Washington                                  | EmArcy Records                        | 1954             | Jazz                  |                                                                         |
| Al Haig Trio (Esoteric)                         | Al Haig                                           | Esoteric                              | 1954             | Jazz                  |                                                                         |
| As You Desire Me                                | Jo Stafford                                       | Columbia Records                      | 1954             | Jazz                  |                                                                         |
| Billie Holiday at JATP                          | Billie Holiday                                    | Clef Records (Verve Records)          | 1954             | Jazz                  |                                                                         |
| Bing: A Musical Autobiography                   | Bing Crosby                                       | Decca Records                         | 1954             | Pop                   |                                                                         |
| Blue Haze                                       | Miles Davis                                       | Prestige Records                      | 1954             | Jazz                  |                                                                         |
| Chet Baker Sings                                | Chet Baker                                        | Pacific Jazz Records                  | April 1954       | Jazz                  |                                                                         |
| Classics In Jazz                                | Miles Davis                                       | Capitol Records                       | 1954             | Jazz                  | die acht Tracks des Albums sind 1957 auf dem Birth of the Cool zu hören |
| Four Boys And A Guitar                          | The Mills Brothers                                | Decca Records                         | 1954             | Jazz                  |                                                                         |
| Frankie Laine Presents                          | Frankie Laine                                     | Festival Records                      | März 1954        | Blues, Folk & Country |                                                                         |
| From Hollywood                                  | Jazz Studio 2                                     | Decca Records                         | 1954             | Jazz                  |                                                                         |
| Guy Mitchell Sings                              | Guy Mitchell                                      | Columbia Records                      | 1954             | Folk, Country         |                                                                         |
| Irving Berlin’s White Christmas                 | Rosemary Clooney                                  | Columbia Records                      | 1954             | Jazz, Pop             |                                                                         |
| Jacques Brel et ses chansons                    | Jacques Brel                                      | Philips                               | März 1954        | Pop                   |                                                                         |
| Jazz Goes to College                            | Dave Brubeck Quartet                              | Columbia Records                      | 1954             | Jazz                  |                                                                         |
| Louis Armstrong and the Mills Brothers          | Louis Armstrong & The Mills Brothers              | Decca Records                         | 1954             | Jazz                  |                                                                         |
| Louis Armstrong Plays W.C. Handy                | Louis Armstrong and His All Stars                 | Columbia Records                      | 1954             | Jazz, Blues           |                                                                         |
| May I Sing To You                               | Eddie Fisher                                      | RCA Victor                            | 1954             | Pop                   |                                                                         |
| Patti’s Songs                                   | Patti Page                                        | Mercury Records                       | 1954             | Jazz                  |                                                                         |
| Piano Solo                                      | Thelonious Monk                                   | Columbia Records                      | 1954             | Jazz                  |                                                                         |
| Pleyel Concert                                  | Gerry Mulligan                                    | Disques Vogue, Pacific, Blue Bird/BMG | 1954             | Jazz                  |                                                                         |
| Red Garters                                     | Rosemary Clooney                                  | Columbia Records                      | 1954             | Folk & Country        |                                                                         |
| Sarah Vaughan with Clifford Brown               | Sarah Vaughan                                     | EmArcy                                | 1954             | Jazz                  |                                                                         |
| Selections from Irving Berlin’s White Christmas | Bing Crosby, Danny Kaye, Trudy Stevens, Peggy Lee | Decca Records                         | 14. Oktober 1954 | Folk & Country        |                                                                         |
| Sextet                                          | Chet Baker                                        | Pacific Jazz                          | 1954             | Jazz                  |                                                                         |
| So Many Memories                                | Patti Page                                        | Mercury Records                       | 1954             | Pop                   |                                                                         |
| Some Fine Old Chestnuts                         | Bing Crosby                                       | Decca Records                         | März 1954        | Jazz                  |                                                                         |
| Something Cool                                  | June Christy                                      | Capitol Records                       | Oktober 1954     | Jazz, Pop             |                                                                         |
| Songs for Young Lovers                          | Frank Sinatra                                     | Capitol Records                       | 4. Januar 1954   | Jazz, Pop             |                                                                         |
| Songs in a Mellow Mood                          | Ella Fitzgerald                                   | Decca Records                         | 1954             | Jazz                  |                                                                         |
| Swing Easy!                                     | Frank Sinatra                                     | Capitol Records                       | 2. August 1954   | Jazz, Pop             |                                                                         |
| The Ames Brothers                               | The Ames Brothers                                 | RCA Victor                            | 1954             | Pop                   |                                                                         |
| The Chordettes Sing Your Requests               | The Chordettes                                    | Columbia Records                      | 1954             | Pop                   |                                                                         |
| The Crew Cuts On The Campus                     | The Crew Cuts                                     | Mercury Records                       | 1954             | Jazz, Rock, Pop       |                                                                         |
| The Eminent Jay Jay Johnson                     | Jay Jay Johnson                                   | Blue Note Records                     | 1954             | Jazz                  |                                                                         |
| The Man That Got Away                           | Georgia Gibbs                                     | Mercury Records                       | 1954             | Jazz, Pop             |                                                                         |
| The Tal Farlow Album                            | Tal Farlow                                        | Norgran Records                       | 1954             | Jazz                  |                                                                         |
| The Tal Farlow Quartet                          | Tal Farlow                                        | Blue Note Records                     | 1954             | Jazz                  |                                                                         |
| The Tin Angel                                   | Odetta & Larry                                    | Fantasy Records                       | September 1954   | Blues, Folk & Country |                                                                         |
| Toshiko’s Piano                                 | Toshiko Akiyoshi                                  | Norgran Records                       | 1954             | Jazz                  |                                                                         |
| Young at Heart                                  | Doris Day & Frank Sinatra                         | Columbia Records                      | 1. November 1954 | Pop                   |                                                                         |

### Publikationen (Auswahl)
- Arnold Schönberg – Structural Functions of Harmony [1948], London 1954, dt. als Die formbildenden Tendenzen der Harmonie, hrsg. von Erwin Stein, Mainz 1954.

## Musiktheater

### Musical (Auswahl)
| Datum Uraufführung / Wiederaufnahme | Musical                 | Komponist                                   | Buch und Liedtexte                                                                        | Theater                | Ort           | Weitere Informationen |
| ----------------------------------- | ----------------------- | ------------------------------------------- | ----------------------------------------------------------------------------------------- | ---------------------- | ------------- | --- |
| 14. Januar                          | The Boy Friend          | Sandy Wilson                                | Sandy Wilson                                                                              |                        | London        | Die Produktion in Londoner West End umfasste 2.078 Vorstellungen. Die Uraufführung erfolgt mit der Zweitbesetzung Anne Rogers in der Hauptrolle, nachdem Diana Maddox bei der Generalprobe erkrankt ist |
| 25. Februar                         | You’ll Be Lucky         |                                             |                                                                                           | Adelphi Theatre        | London        | Revue in London mit Sally Barnes und Lauri Lupino Lane in den Hauptrollen |
| 05. März                            | The Girl in Pink Tights | Sigmund Romberg                             | Jerome Chodorov und Joseph Fields (Buch) sowie Leo Robin (Liedtexte)                      | Mark Hellinger Theatre | New York City | Broadway Produktion mit insgesamt 115 Vorstellungen |
| 08. April                           | By the Beautiful Sea    | Arthur Schwartz                             | Dorothy Fields (Liedtexte)                                                                | Majestic Theatre       | New York City | Broadway Produktion mit insgesamt 268 Vorstellungen. Wurde ab dem 2. Oktober im Imperial Theatre aufgeführt. In der Hauptrolle Shirley Booth                                                            |
| 20. April                           | The Golden Apple        | Jerome Moross                               | John Treville Latouche                                                                    | Alvin Theatre          | New York City | Broadway Produktion mit insgesamt 1063 Vorstellungen |
| 13. Mai                             | The Pajama Game         | Richard Adler und Jerry Ross                | George Abbott und Richard Bissell (Libretto)                                              | St. James Theatre      | New York City | Broadway Produktion mit insgesamt 125 Vorstellungen. Wurde ab dem 24. November 1956 im Shubert Theatre aufgeführt                                                                                       |
| 10. Juni                            | After the Ball          | Noël Coward                                 | Noël Coward                                                                               | Globe Theatre          | London        | Produktion in London mit insgesamt 188 Vorstellungen |
| 28. Juli                            | The Duenna              | Julian Slade                                | Dorothy Reynolds                                                                          | Westminster Theatre    | London        | Produktion in London mit insgesamt 134 Vorstellungen |
| 04. August                          | Pal Joey                | Richard Rodgers                             | John O’Hara (Buch) und Lorenz Hart (Liedtexte)                                            | Princes Theatre        | London        | Produktion in London mit insgesamt 245 Vorstellungen |
| 05. August                          | Salad Days              | Julian Slade                                | Dorothy Reynolds und Julian Slade (Buch und Liedtexte)                                    | Vaudeville Theatre     | London        | Produktion in London mit insgesamt 2283 Vorstellungen. Es ist das am längsten laufende Musical in der Geschichte des britischen Theaters, bis es von Oliver! überholt wird                              |
| 30. September                       | The Boy Friend          | Sandy Wilson                                | Sandy Wilson                                                                              | Royale Theatre         | New York City | Broadway Produktion mit insgesamt 485 Vorstellungen |
| 11. Oktober                         | On Your Toes            | Richard Rodgers                             | Lorenz Hart und George Abbott                                                             | Street Theatre         | New York City | Broadway Wiederaufnahme mit insgesamt 64 Vorstellungen |
| 14. Oktober                         | Can-Can                 | Cole Porter                                 | Abe Burrows                                                                               | Coliseum               | London        | Produktion in London mit insgesamt 394 Vorstellungen |
| 20. Oktober                         | Peter Pan               | Jule Styne, Mark Charlap und Trude Rittmann | Sir James M. Barrie (Buch) sowie Betty Comden, Adolph Green und Carolyn Leigh (Liedtexte) | Winter Garden Theatre  | New York City | Broadway Produktion mit insgesamt 152 Vorstellungen |
| 04. November                        | Fanny                   | Harold Rome                                 | Samuel Nathaniel Behrman und Joshua Logan (Buch) sowie Harold Rome (Liedtexte)            | Majestic Theatre       | New York City | Broadway Produktion mit insgesamt 888 Vorstellungen. Wurde ab dem 4. Dezember 1956 im Belasco Theatre aufgeführt.                                                                                       |
| 22. Dezember                        | Happy Holiday           | George Posford                              | Eric Maschwitz und Arnold Ridley                                                          | Palace Theatre         | London        | Produktion in London mit insgesamt 31 Vorstellungen |
| 30. Dezember                        | House of Flowers        | Harold Arlen                                | Truman Capote (Buch) sowie Harold Arlen und Truman Capote (Liedtexte)                     | Alvin Theatre          | New York City | Broadway Produktion mit insgesamt 165 Vorstellungen |
|                                     | Zuleika                 | Peter Tranchell                             | James Ferman (Liedtexte)                                                                  |                        | Cambridge     | |

### Oper und Operette (Auswahl)
| Datum der Uraufführung | Oper / Operette              | Komponist           | Libretto                                                           | Opernhaus                  | Ort           |
| ---------------------- | ---------------------------- | ------------------- | ------------------------------------------------------------------ | -------------------------- | ------------- |
| 14. Februar            | Arizona Lady                 | Emmerich Kálmán     | Alfred Grünwald und Gustav Beer                                    | Stadttheater Bern          | Bern          |
| 20. Februar            | Der dritte Wunsch            | Nico Dostal         | Hans Adler                                                         | Opernhaus Nürnberg         | Nürnberg      |
| 12. März               | Moses und Aron               | Arnold Schönberg    | Arnold Schönberg                                                   |                            | Hamburg       |
| 01. April              | The Tender Land              | Aaron Copland       | Horace Everett                                                     | City Centre Opera          | New York City |
| 07. April              | Neues vom Tage (2. Fassung)  | Paul Hindemith      | Marcellus Schiffer                                                 | Teatro San Carlo           | Neapel        |
| 27. Mai                | Hello, Out There             | Jack Beeson         | Jack Beeson nach William Saroyan                                   | Brander Matthews Theater   | New York City |
| 20. Juni               | Il contrabasso               | Valentino Bucchi    | Mario Mattolini und Mario Pezzati nach Anton Pawlowitsch Tschechow | Maggio Musicale Fiorentino | Florenz       |
| 23. Juni               | Die Witwe von Ephesus        | Hermann Reutter     | Ludwig Andersen                                                    |                            | Köln          |
| 17. August             | Penelope                     | Rolf Liebermann     | Heinrich Strobel                                                   | Salzburger Festspiele      | Salzburg      |
| 14. September          | The Turn of the Screw        | Benjamin Britten    | Myfanwy Piper                                                      | Teatro La Fenice           | Venedig       |
| 03. Dezember           | Troilus and Cressida         | William Walton      | Christopher Hassall                                                | Royal Opera House          | London        |
| 04. Dezember           | La figlia di Jorio           | Ildebrando Pizzetti |                                                                    | Teatro San Carlo           | Neapel        |
| 27. Dezember           | The Saint of Bleecker Street | Gian Carlo Menotti  |                                                                    | Broadway Theatre           | New York City |
|                        | Antigone                     | John Joubert        | Rachel Trickett                                                    | BBC Radio                  | London        |
|                        | Menna                        | Arwel Hughes        | Wyn Griffith                                                       | Sophia Gardens Pavilion    | Cardiff       |

### Ballett
| Datum der Uraufführung | Ballett         | Komponist  | Choreografie    | Opernhaus           | Ort         |
| ---------------------- | --------------- | ---------- | --------------- | ------------------- | ----------- |
| 01. Oktober            | Der Rote Mantel | Luigi Nono | Tatjana Gsovsky | Theater des Westens | West-Berlin |

## Klassische Musik

### Premieren (Auswahl)
| Datum der Uraufführung | Komponist                             | Komposition                                          | Ort                                  |
| ---------------------- | ------------------------------------- | ---------------------------------------------------- | ------------------------------------ |
| 01. Februar            | Havergal Brian                        | 8. Sinfonie                                          | London                               |
| 07. Februar            | George Enescu                         | Streichquartett Nr. 2, op. 22                        | Boston                               |
| 21. Februar            | Ernst von Dohnányi                    | American Rhapsody                                    | Athens                               |
| 30. Mai                | André Jolivet                         | 1. Sinfonie                                          | Haifa, ISCM Festival                 |
| 30. Mai                | Heitor Villa-Lobos                    | Odisseia de uma raça, Sinfonische Dichtung           | Haifa, ISCM Festival                 |
| 13. Juni               | Ralph Vaughan Williams                | Konzert für Basstuba und Orchester f-Moll            | London                               |
| 11. August             | Heitor Villa-Lobos                    | Streichquartett Nr. 14                               | Ann Arbor                            |
| 21. August             | Karlheinz Stockhausen                 | Klavierstücke I–V                                    | Darmstadt, Darmstädter Ferienkurse   |
| 30. August             | Heitor Villa-Lobos                    | Rudá (Dio d’amore), Sinfonische Dichtung und Ballett | Paris                                |
| 17. September          | Virgil Thomson                        | Concerto for Flute, Strings, Harp and Percussion     | Venedig, Biennale                    |
| 20. September          | Igor Strawinsky                       | In memoriam Dylan Thomas                             | Los Angeles, Monday Evening Concerts |
| 17. Oktober            | Erich Wolfgang Korngold               | Sinfonie in Fis op. 40                               | Wien                                 |
| 19. Oktober            | Karel Goeyvaerts                      | Composition no. 5 aux sons purs für Tonband          | Köln                                 |
| 19. Oktober            | Karlheinz Stockhausen                 | Studie I + Studie II                                 | Köln                                 |
| 06. November           | Dmitri Dmitrijewitsch Schostakowitsch | Festliche Ouvertüre op. 96                           | Moskau                               |
| 07. November           | Rodion Konstantinowitsch Schtschedrin | Klavierkonzert Nr. 1                                 | Moskau                               |
| 17. November           | Edmund Rubbra                         | 6. Sinfonie                                          | London                               |
| 26. November           | Witold Lutosławski                    | Konzert für Orchester                                | Warschau                             |
| 02. Dezember           | Edgar Varèse                          | Déserts                                              | Paris                                |
| 09. Dezember           | Carlos Chávez                         | 3. Sinfonie                                          | Caracas                              |
| 17. Dezember           | Vincent Persichetti                   | 4. Sinfonie                                          | Philadelphia                         |

### Kompositionen (Auswahl)
- Arnold Bax – Autumn Legend für Englischhorn und Streichinstrumente
- Luciano Berio – Nones für Orchester
- Boris Blacher – Konzert für Bratsche und Orchester
- Havergal Brian – 10. Sinfonie
- Carlos Chávez – 3. Sinfonie
- George Crumb – Streichquartett
- Mario Davidovsky – Concertino für Schlagzeug und Streichorchester
- George Enescu – Kammersinfonie E-Dur für 12 Instrumente op. 33
- Ross Lee Finney – Klaviertrio Nr. 2
- Gerald Finzi – Cellokonzert in a-Moll
- André Fleury – Messe pour la fête de tous les saints
- Armstrong Gibbs – Dale and Fell, Suite für Streicher
- Howard Hanson – Sinfonia sacra (5. Sinfonie)
- Alun Hoddinott – Klarinettenkonzert
- Andrew Imbrie – Concerto for Violin and Orchestra
- Daniel Jones – 4. Sinfonie
- Alemdar Karamanov – 1. Sinfonie
- Wojciech Kilar
  - The Bird für Gesang und Klavier
  - Sonata für Horn und Klavier
- Ernst Krenek
  - Sinfonie „Pallas Athene“. op. 137
  - 2. Konzert für Violine und Orchester, op. 140
- György Kurtág – Mouvement für Viola und Orchester
- Rolf Liebermann – Concerto for Jazzband and Symphony Orchestra (UA in Donaueschingen)
- György Ligeti – Métamorphoses nocturnes (Streichquartett Nr. 1)
- Witold Lutosławski
  - Konzert für Orchester
  - Dance Preludes für Klarinette und Klavier
- Bohuslav Martinů – Klaviersonate H 350
- Darius Milhaud – West Point Suite op. 313
- Per Nørgård – Metamorfosi
- Walter Piston – 5. Sinfonie
- Edmund Rubbra – 6. Sinfonie
- John Serry Sr. –
  - Allegro – Musik von Joseph Haydn, arrangiert für Akkordeonquartett
  - The Golden Wedding – Musik von Jean Gabriel-Marie, arrangiert für Akkordeonquartett
  - Tango of Love – arrangiert für Akkordeonquartett
- Roger Sessions – Idyll of Theocritus
- Robert Simpson – Streichquartett Nr. 3
- Karlheinz Stockhausen – Studie II
- Igor Strawinsky – In memoriam Dylan Thomas
- Virgil Thomson – Konzert für Flöte, Streicher, Harfe und Schlagzeug
- Ernst Toch – Streichquartett Nr. 13
- Henri Tomasi – Hornkonzert
- Eduard Tubin – 6. Sinfonie
- Edgard Varèse – Déserts für Bläser, Klavier, Schlaginstrumente und Tonband
- Ralph Vaughan Williams
  - Sonata in a-Moll für Violine und Klavier
  - Tubakonzert in f-Moll
- Heitor Villa-Lobos – Streichquartett Nr. 15
- Stefan Wolpe
  - Sinfonie für 24 Instrumente
  - Stück für Oboe, Cello, Schlagzeug und Klavier (Oboenquartett)
- Iannis Xenakis – Métastasis, für Orchester
- Bernd Alois Zimmermann – Nobody knows the trouble I see – Konzert für C-Trompete und Orchester

## Film

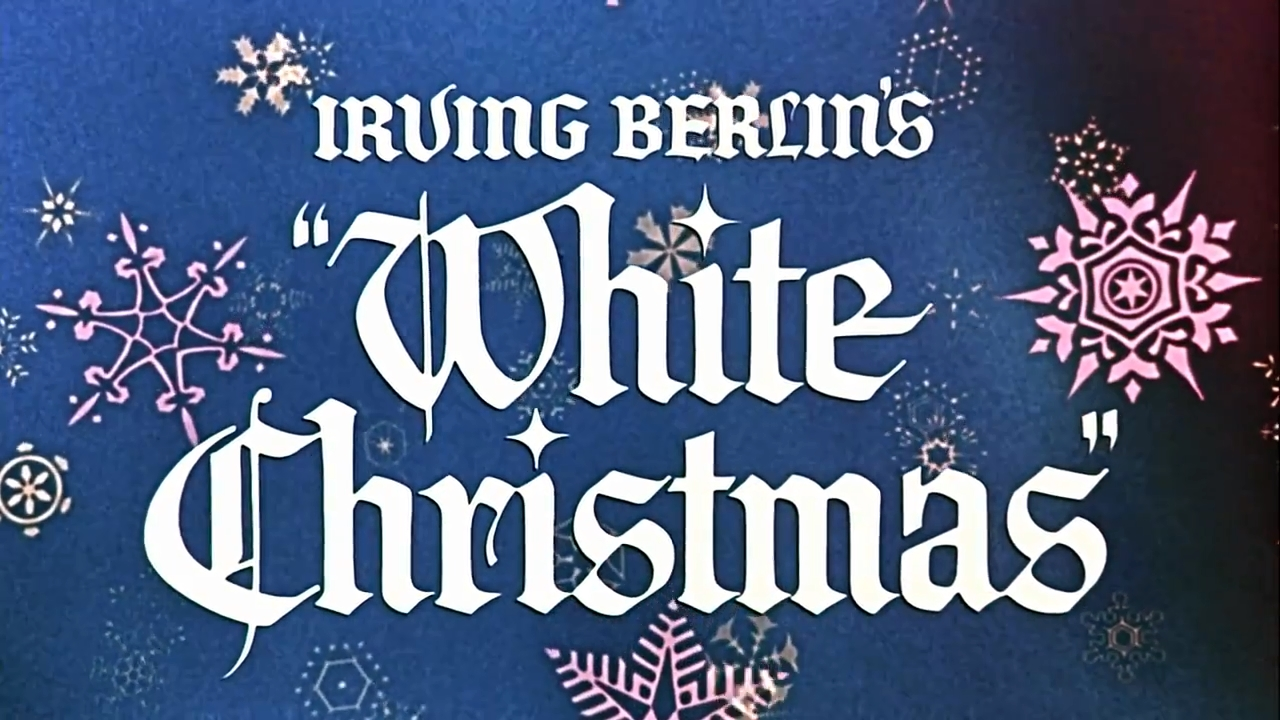
Trailer des Films White Christmas (1954)

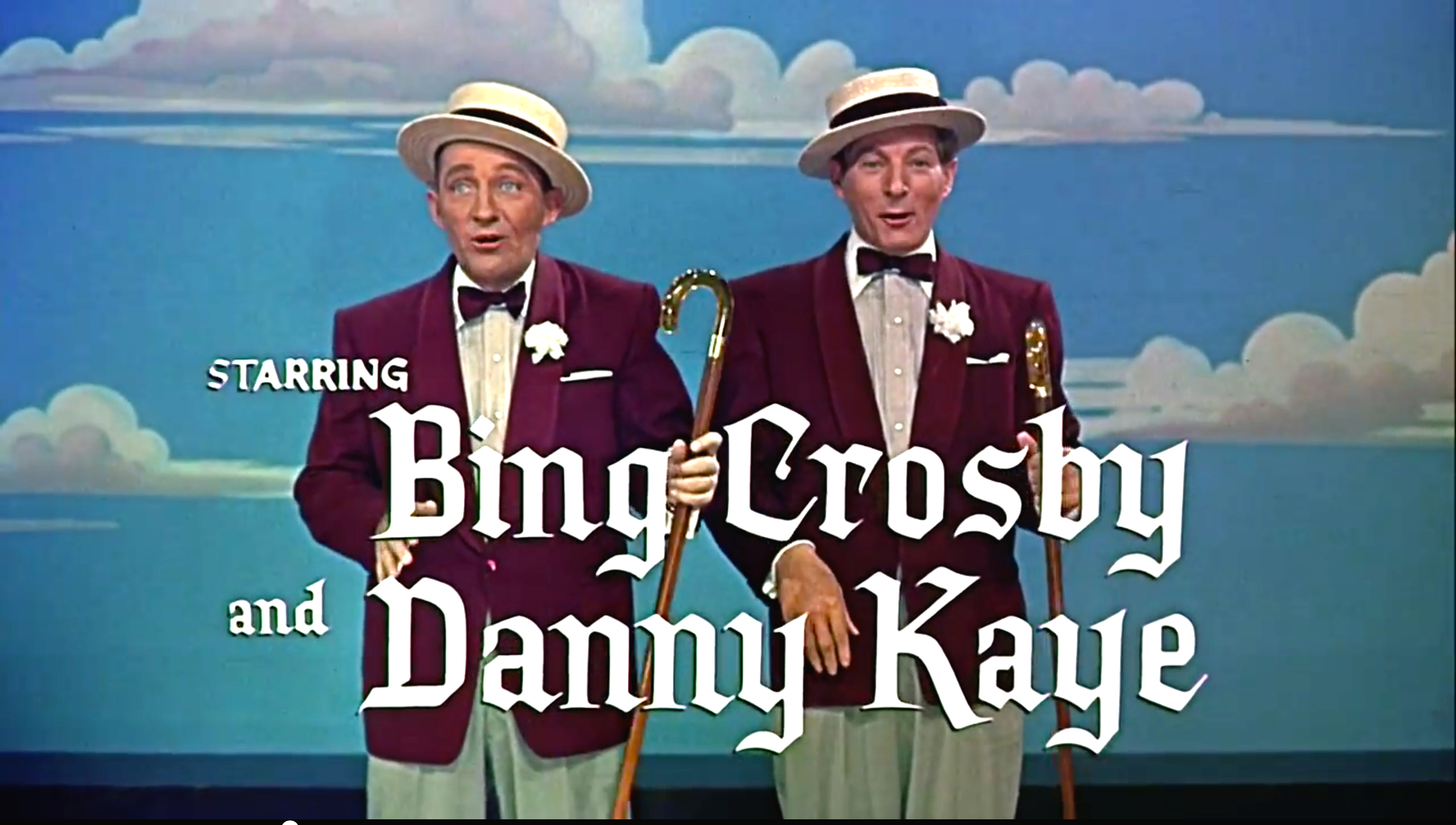
Bing Crosby und Danny Kaye in White Christmas (1954)

### Filmmusik (Auswahl)
| Originaltitel               | deutscher Titel              | Besetzung                                                                             | Regie         | Komponist       |
| --------------------------- | ---------------------------- | ------------------------------------------------------------------------------------- | ------------- | --------------- |
| An Inspector Calls          | Ein Inspektor kommt          | in den Hauptrollen Alastair Sim, Arthur Young und Olga Lindo                          | Guy Hamilton  | Francis Chagrin |
| Animal Farm                 |                              | in den Hauptrollen Gordon Heath und Maurice Denham                                    |               | Mátyás Seiber   |
| Hobson’s Choice             | Herr im Haus bin ich         | in den Hauptrollen Charles Laughton, Brenda De Banzie, John Mills und Prunella Scales | David Lean    | Malcolm Arnold  |
| The Belles of St Trinian’s  | Die Schönen von St. Trinians | in den Hauptrollen Alastair Sim, Joyce Grenfell und George Cole                       | Frank Launder | Malcolm Arnold  |
| The Sea Shall Not Have Them |                              | in den Hauptrollen Michael Redgrave, Dirk Bogarde und Anthony Steel                   | Lewis Gilbert | Malcolm Arnold  |

### Musikfilme (Auswahl)
| Originaltitel                          | deutscher Titel               | Besetzung                                                                      | Regie                               |
| -------------------------------------- | ----------------------------- | ------------------------------------------------------------------------------ | ----------------------------------- |
| A Star Is Born                         | Ein neuer Stern am Himmel     | in den Hauptrollen Judy Garland, James Mason und Jack Carson                   | George Cukor                        |
| Athena                                 |                               | in den Hauptrollen Jane Powell, Debbie Reynolds, Edmund Purdom und Vic Damone  | Richard Thorpe                      |
| Babes in Toyland                       |                               | in den Hauptrollen Rod Alexander, The Baird Puppets und Bil Baird              | Max Liebman                         |
| Brigadoon                              |                               | in den Hauptrollen Gene Kelly, Van Johnson und Cyd Charisse                    | Vincente Minnelli                   |
| Carmen Jones                           |                               | in den Hauptrollen Dorothy Dandridge, Harry Belafonte und Olga James           | Otto Preminger                      |
| Casanova’s Big Night                   | Der Schürzenjäger von Venedig | in den Hauptrollen Bob Hope, Joan Fontaine und Audrey Dalton                   | Norman Z. McLeod                    |
| Chandraharam                           |                               | in den Hauptrollen N.T. Rama Rao, Sriranjani und S.V. Ranga Rao                | Kamalakara Kameshwara Rao           |
| Deep in My Heart                       | Tief in meinem Herzen         | in den Hauptrollen José Ferrer, Merle Oberon und Helen Traubel                 | Stanley Donen                       |
| French Cancan                          |                               | in den Hauptrollen Jean Gabin und María Félix                                  | Jean Renoir                         |
| Lady in the Dark                       |                               | in den Hauptrollen Ann Sothern, James Daly und Luella Gear                     | Max Liebman                         |
| Lilacs in the Spring                   |                               | in den Hauptrollen Anna Neagle, Errol Flynn und David Farrar                   | Herbert Wilcox                      |
| Living It Up                           | Der sympathische Hochstapler  | in den Hauptrollen Dean Martin, Jerry Lewis und Janet Leigh                    | Norman Taurog                       |
| Lucky Me                               | Das blonde Glück              | in den Hauptrollen Doris Day, Robert Cummings und Phil Silvers                 | Jack Donohue                        |
| Maiurpankh                             |                               | in den Hauptrollen Kishore Sahu, Sumitra Devi und Odette Ferguson              | Kishore Sahu                        |
| New Faces                              |                               | in den Hauptrollen Ronny Graham, Eartha Kitt und Robert Clary                  | Harry Horner und John Beal          |
| Red Garters                            |                               | in den Hauptrollen Rosemary Clooney, Jack Carson und Guy Mitchell              | George Marshall                     |
| Rhapsody                               | Symphonie des Herzens         | in den Hauptrollen Elizabeth Taylor, Vittorio Gassman und John Ericson         | Charles Vidor                       |
| River of No Return                     | Fluß ohne Wiederkehr          | in den Hauptrollen Marilyn Monroe, Robert Mitchum und Tommy Rettig             | Otto Preminger                      |
| Rose Marie                             |                               | in den Hauptrollen Ann Blyth und Howard Keel                                   | Mervyn LeRoy                        |
| Seven Brides for Seven Brothers        | Eine Braut für sieben Brüder  | in den Hauptrollen Jane Powell, Howard Keel und Julie Newmar                   | Stanley Donen                       |
| The Student Prince                     | Alt Heidelberg                | in den Hauptrollen Ann Blyth und Edmund Purdom, synchronisiert von Mario Lanza | Richard Thorpe                      |
| There’s No Business Like Show Business | Rhythmus im Blut              | in den Hauptrollen Ethel Merman, Donald O’Connor und Marilyn Monroe            | Walter Lang                         |
| Top Banana                             |                               | in den Hauptrollen Phil Silvers, Rose Marie und Danny Scholl                   | Alfred E. Green und Albert Zugsmith |
| White Christmas                        | Weiße Weihnachten             | in den Hauptrollen Bing Crosby, Danny Kaye, Rosemary Clooney und Vera Ellen    | Michael Curtiz                      |

## Geboren

### Januar
- 01. Januar: Marek Bychawski, polnischer Jazzmusiker (Trompete, Komposition) († 2010)
- 01. Januar: Richard Edson, US-amerikanischer Schauspieler und Musiker
- 02. Januar: Glenn Goins, US-amerikanischer Gitarrist und Sänger († 1978)
- 04. Januar: Waldemar Bastos, angolanischer Sänger († 2020)
- 04. Januar: Eugene Chadbourne, US-amerikanischer Gitarrist, Banjospieler und Komponist
- 04. Januar: Peter Seiffert, deutscher Opernsänger († 2025)
- 07. Januar: José María Vitier, kubanischer Pianist und Komponist
- 08. Januar: Tom Skinner, US-amerikanischer Countrysänger († 2015)
- 09. Januar: László Dés, ungarischer Jazzmusiker
- 12. Januar: Mojo Mendiola, deutscher Musik-Journalist und Impresario, Autor, Fotograf und Maler († 2017)

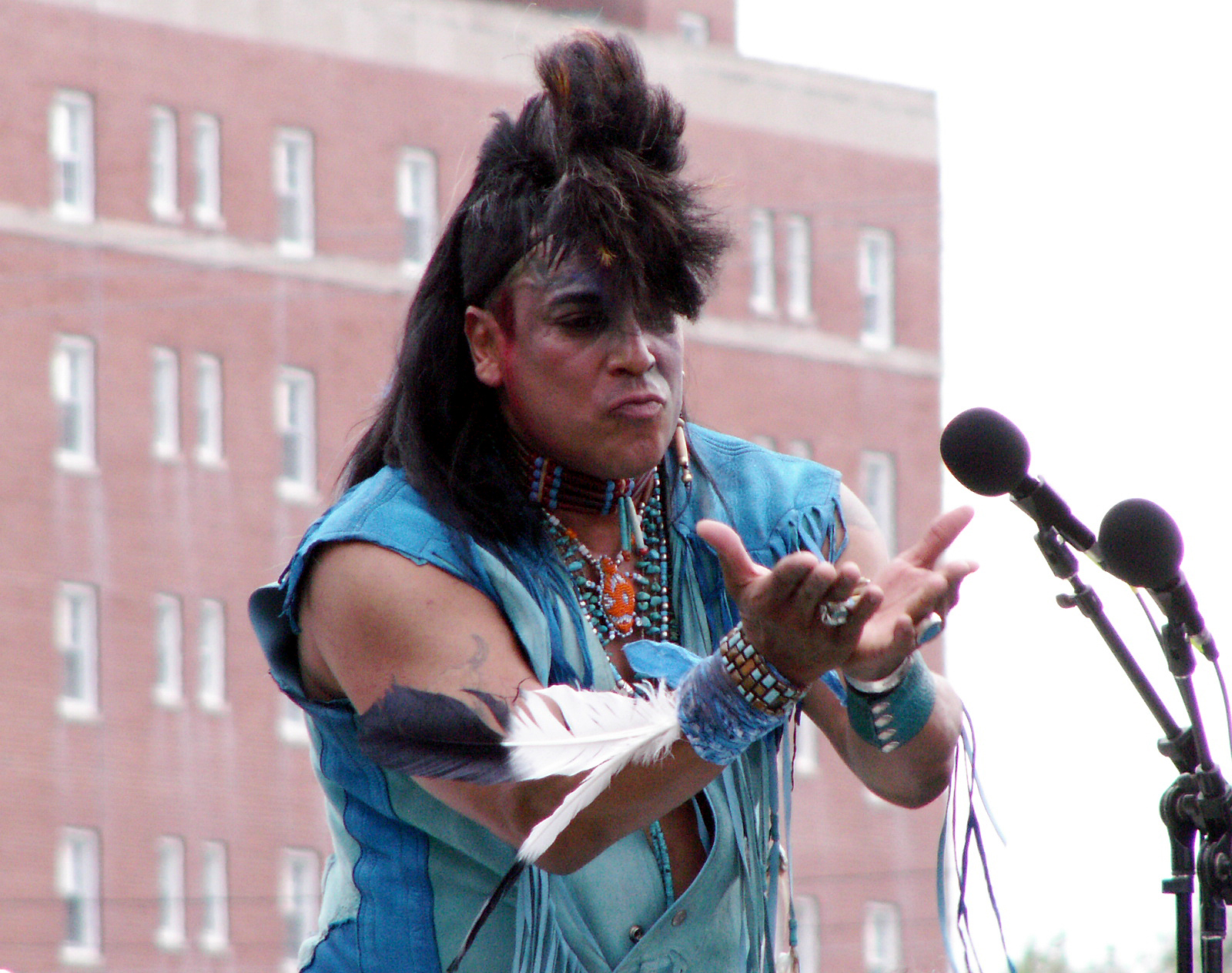
Felipe Rose; * 12. Januar

- 12. Januar: Felipe Rose, US-amerikanischer Sänger und Tänzer (Village People)
- 13. Januar: Bruno Coulais, französischer Filmkomponist
- 13. Januar: Trevor Rabin, südafrikanischer Rock-Musiker und -Komponist (Yes)
- 14. Januar: Gunnar Andreas Berg, norwegischer Gitarrist und Musikpädagoge
- 14. Januar: Ed Mann, US-amerikanischer Vibraphonist, Perkussionist und Komponist († 2024)

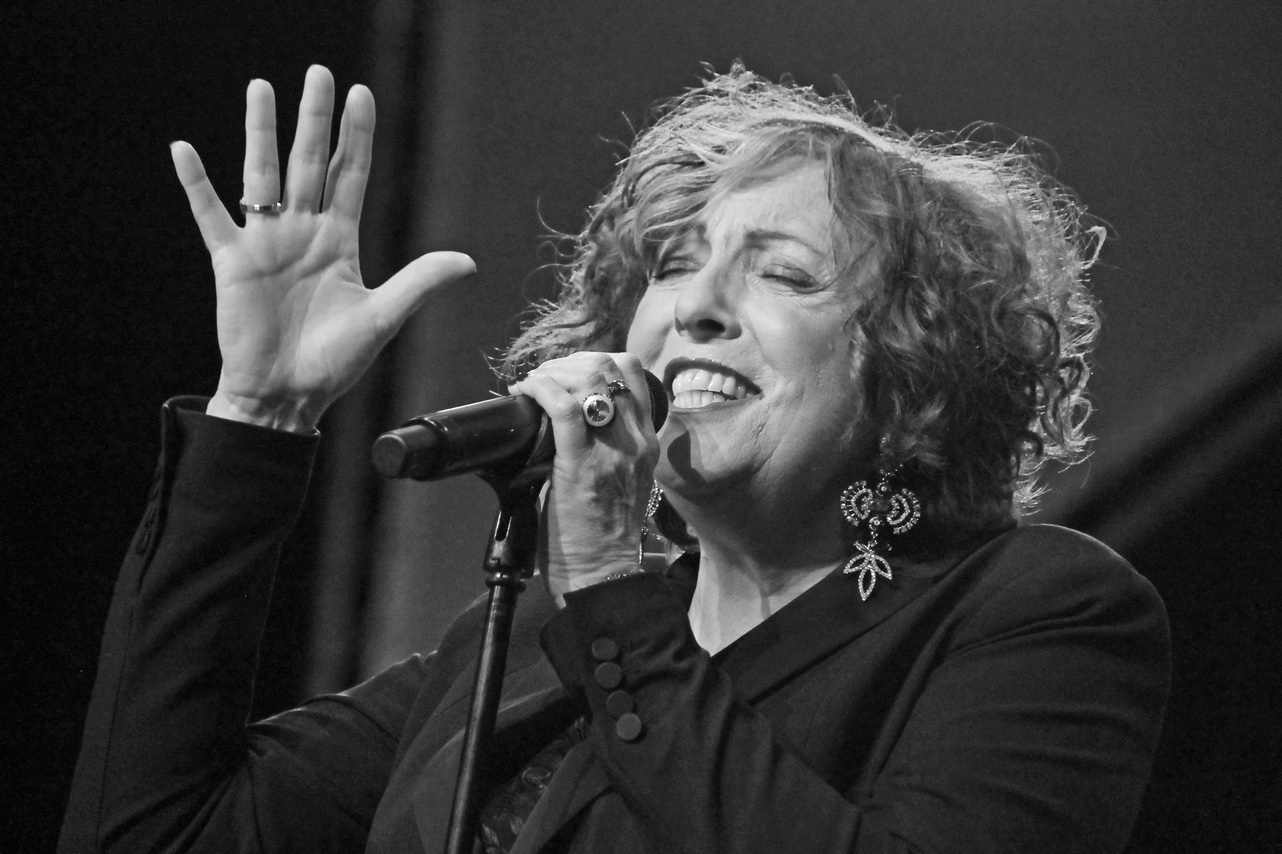
Cheryl Bentyne; * 17. Januar

- 17. Januar: Cheryl Bentyne, US-amerikanische Sängerin (The Manhattan Transfer)
- 18. Januar: Tina Marsh, US-amerikanische Jazzmusikerin (Gesang, Komposition) († 2009)
- 19. Januar: Katey Sagal, US-amerikanische Schauspielerin und Sängerin
- 20. Januar: Ken Page, US-amerikanischer Schauspieler und Sänger († 2024)
- 20. Januar: Steve Rochinski, US-amerikanischer Gitarrist und Musikpädagoge
- 21. Januar: Ken Brader, US-amerikanischer Jazztrompeter († 2024)
- 23. Januar: David Bloom, US-amerikanischer Gitarrist, Flötist und Komponist
- 23. Januar: Edward Ka-Spel, britischer Singer-Songwriter
- 23. Januar: Richard Finch, US-amerikanischer Songwriter (K.C. and the Sunshine Band)
- 26. Januar: Robert Benz, deutscher Pianist und Musikpädagoge
- 26. Januar: Dieter Bornschlegel, deutscher Rockgitarrist, Komponist, Sänger, Texter
- 26. Januar: Owen Underhill, kanadischer Komponist, Dirigent, Flötist und Musikpädagoge
- 28. Januar: Henry Johnson, US-amerikanischer Jazzmusiker
- 29. Januar: Richard Manitoba, US-amerikanischer Musiker, Radiomoderator und Autor

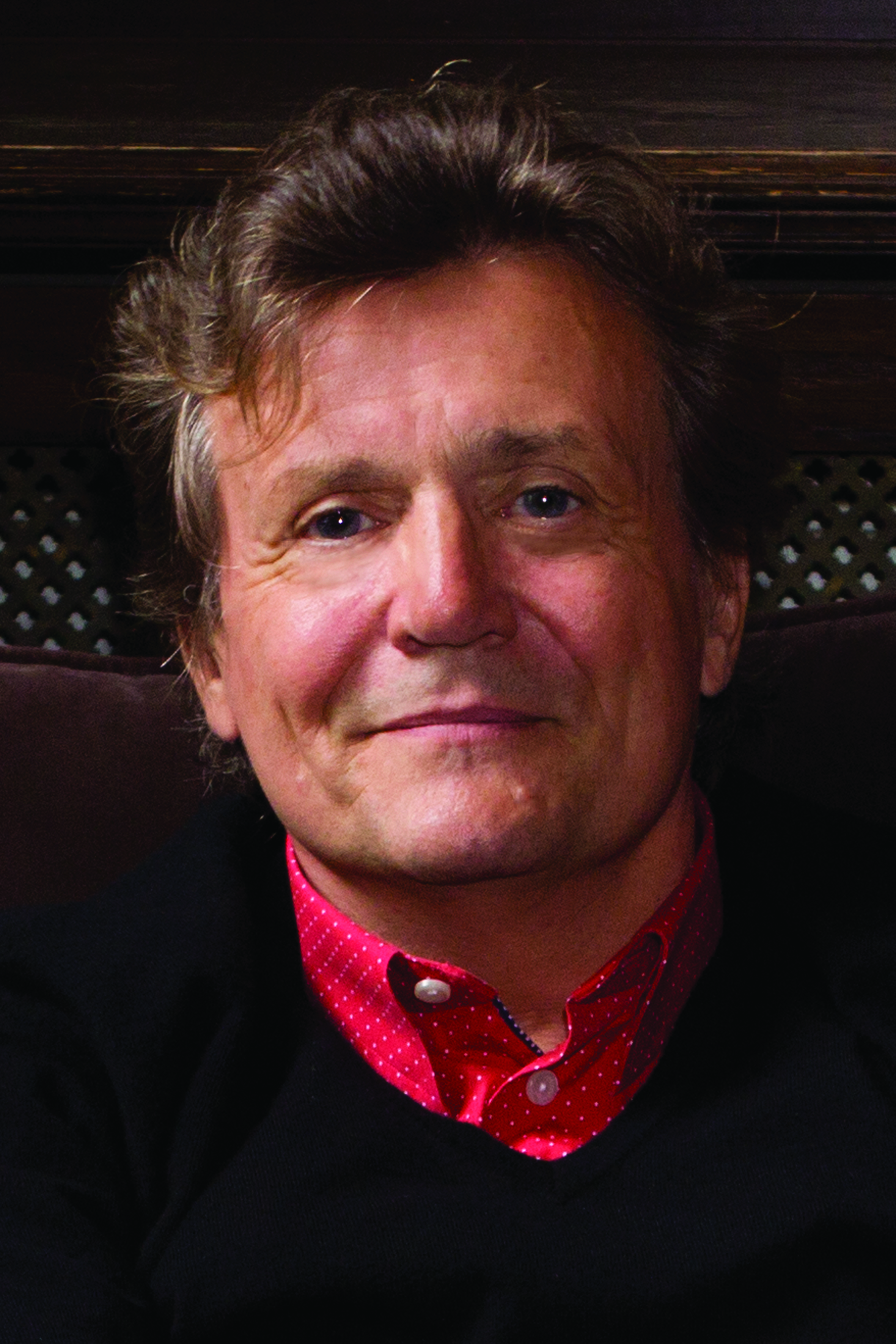
Jochen Kowalski; * 30. Januar

- 30. Januar: Jochen Kowalski, deutscher Sänger

### Februar
- 01. Februar: Chuck Dukowski, US-amerikanischer Singer-Songwriter und Bassist (Black Flag, Würm, Black Face und Oktober Faction)
- 02. Februar: Hansi Hinterseer, österreichischer Skirennläufer und Sänger
- 02. Februar: Erwin Rehling, deutscher Autor und Musiker
- 02. Februar: Chan Wing-wah, chinesischer Komponist
- 05. Februar: Cliff Martinez, US-amerikanischer Filmkomponist

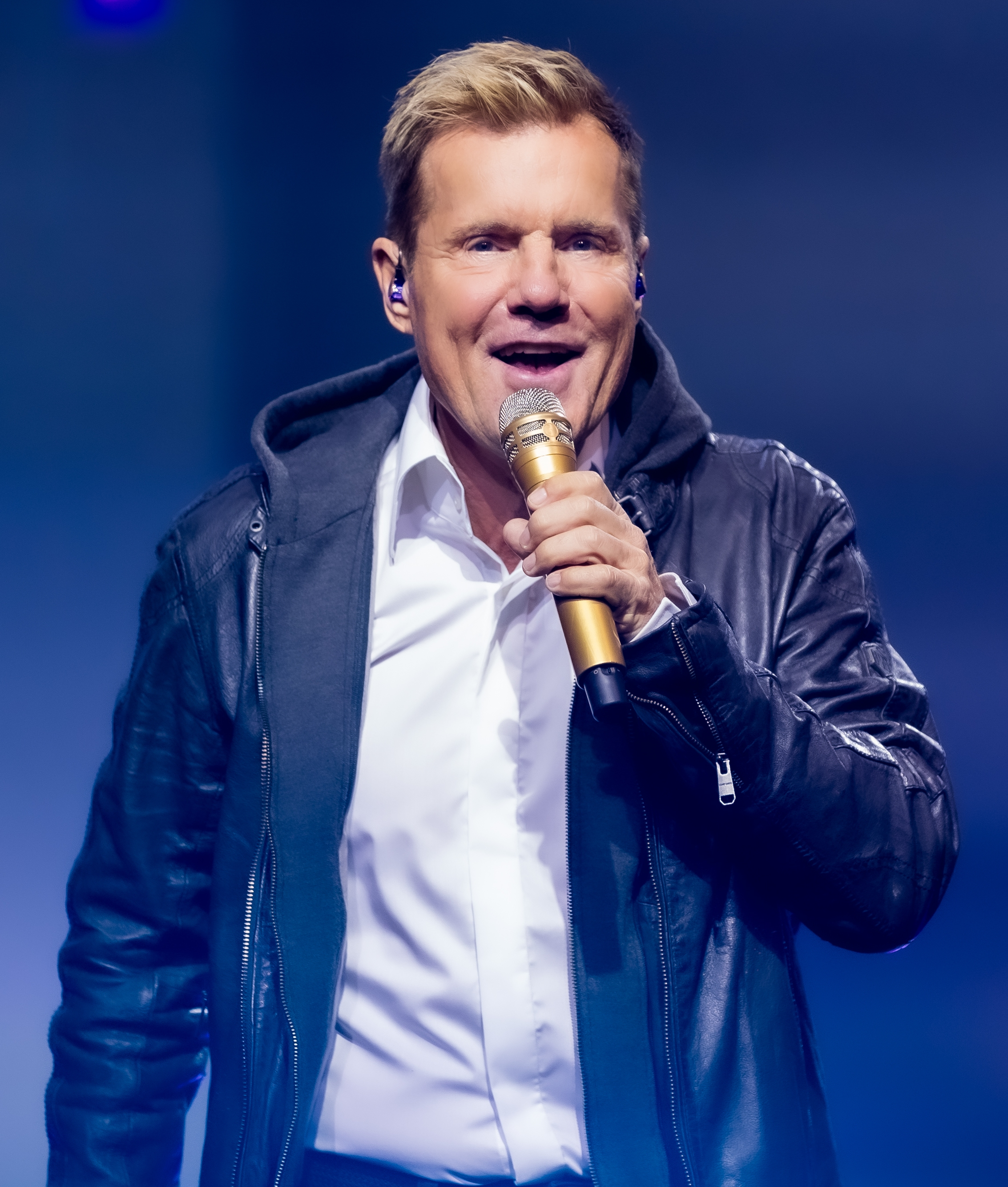
Dieter Bohlen; * 7. Februar

- 07. Februar: Dieter Bohlen, deutscher Musiker, Musikproduzent und Komponist
- 08. Februar: Jochen Schroeder, deutscher Schauspieler und Sänger
- 09. Februar: Don Mumford, US-amerikanischer Jazzmusiker († 2007)
- 10. Februar: Carita Holmström, finnische Pianistin, Sängerin und Komponistin
- 10. Februar: Hans-Jürgen Hufeisen, deutscher Flötist und Komponist
- 11. Februar: Michael Thompson, US-amerikanischer Gitarrist und Songwriter
- 13. Februar: John Wolf Brennan, irisch-schweizerischer Jazzmusiker und Komponist
- 14. Februar: Denis Fournier, französischer Jazz- und Improvisationsmusiker (Schlagzeug, Komposition)
- 16. Februar: Jeff Clayton, US-amerikanischer Jazz-Saxophonist († 2020)
- 16. Februar: Torbjørn Sunde, norwegischer Posaunist und Komponist des Modern Jazz
- 17. Februar: Lou Ann Barton, US-amerikanische Bluessängerin
- 17. Februar: Christoph Schobesberger, deutsch-österreichischer Schauspieler und Sänger († 2025)
- 18. Februar: Bertil Palmar Johansen, norwegischer Komponist und Violinist[74]
- 18. Februar: John Travolta, US-amerikanischer Schauspieler, Sänger, Tänzer, Produzent und Autor
- 18. Februar: Barbara Widmer, Schweizer Jazzpianistin, auch Keramikerin

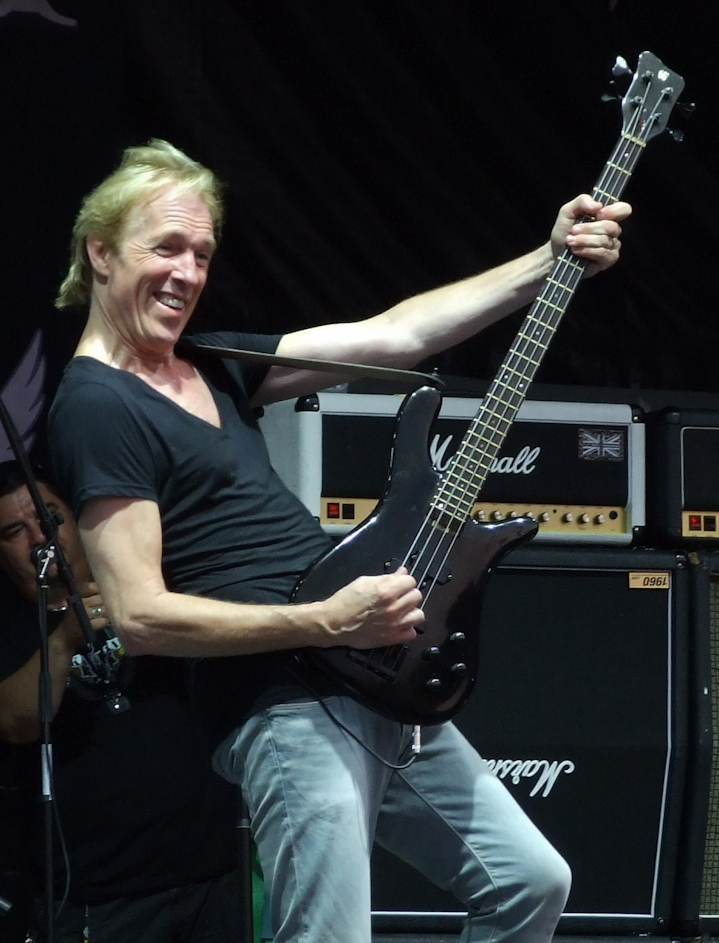
Francis Buchholz; * 19. Februar

- 19. Februar: Francis Buchholz, deutscher Rockmusiker
- 19. Februar: Dominique Probst, französischer Komponist und Schlagzeuger
- 20. Februar: Michael Alpert, US-amerikanischer Klezmersänger und Interpret jiddischer Musik, Multiinstrumentalist, Tänzer und Komponist
- 20. Februar: Jon Brant, US-amerikanischer Bassist (Cheap Trick)
- 20. Februar: Abida Parveen, pakistanische Sängerin und Musikerin
- 21. Februar: Gaby Baginsky, deutsche Schlagersängerin
- 24. Februar: Plastic Bertrand, belgischer New-Wave-Musiker
- 25. Februar: Andrew Marriner, britischer Klarinettist und Musikpädagoge

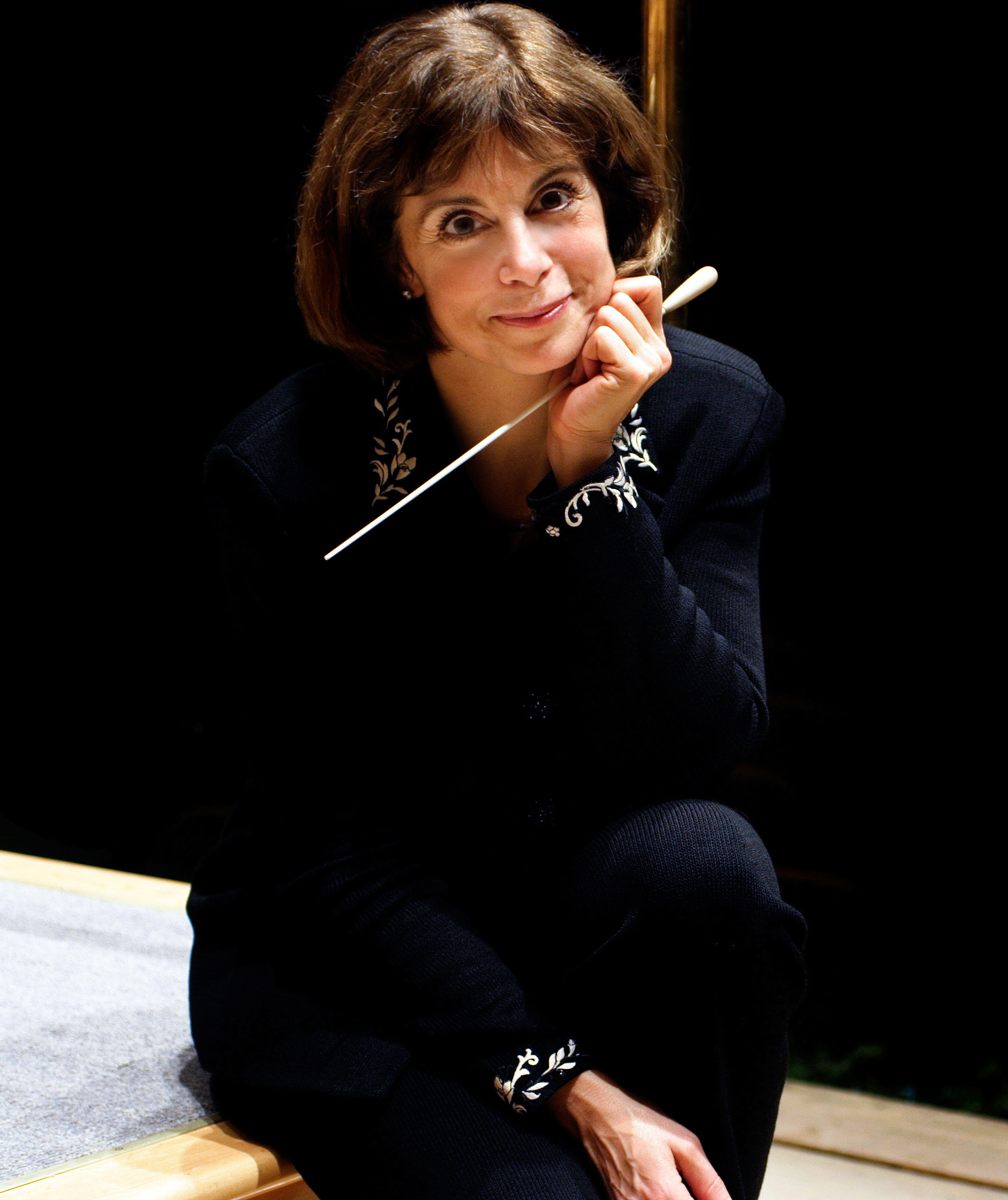
JoAnn Falletta; * 27. Februar

- 27. Februar: JoAnn Falletta, US-amerikanische Dirigentin
- 27. Februar: Neal Schon, US-amerikanischer Blues- und Rock-Gitarrist (Journey, Santana)

### März

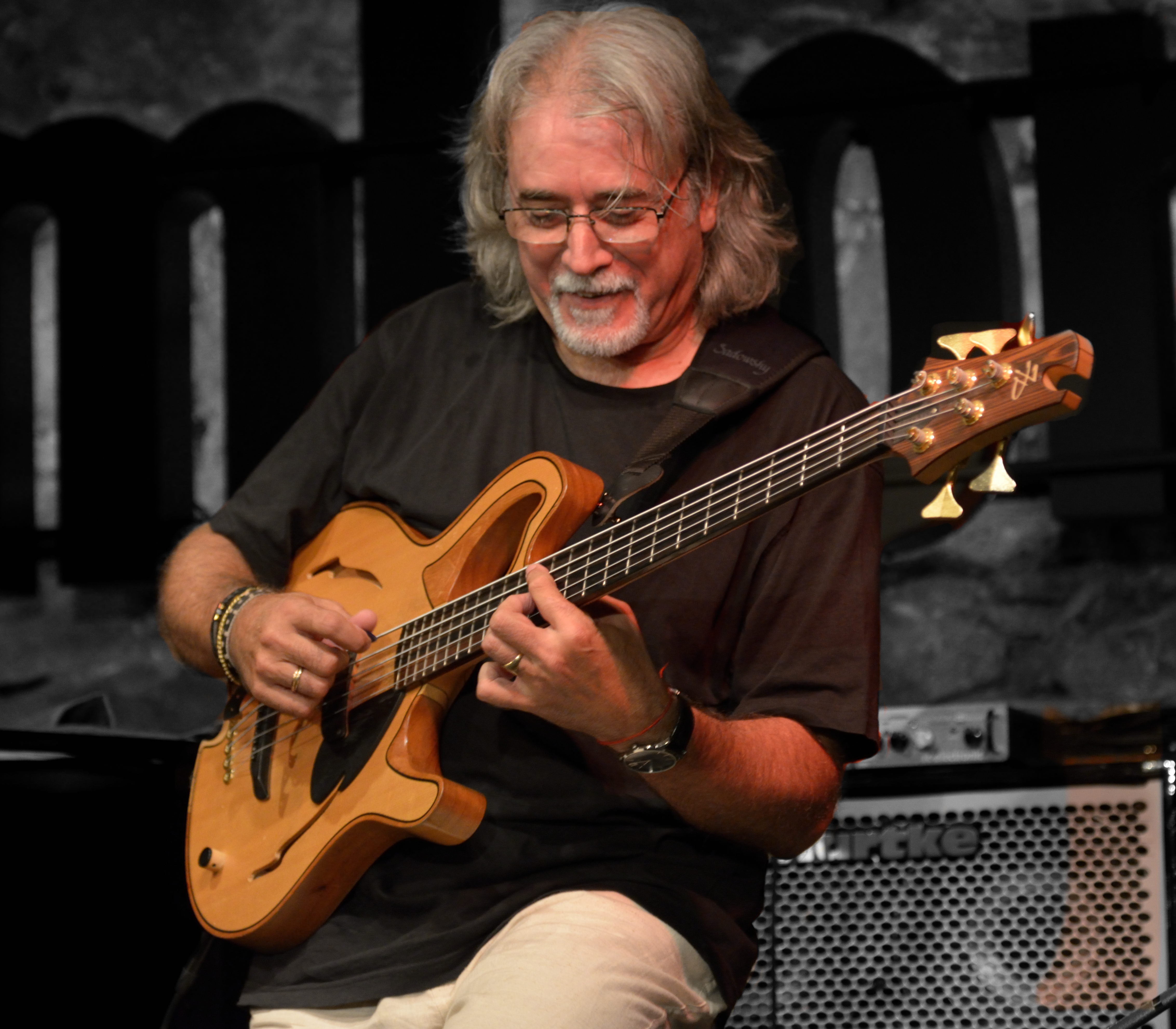
Carles Benavent; * 1. März

- 01. März: Carles Benavent, spanischer Jazz- und Flamencobassist
- 01. März: José Ramón Encinar, spanischer Dirigent und Komponist
- 04. März: Ricky Ford, US-amerikanischer Jazz-Saxophonist
- 05. März: Jack Stamp, US-amerikanischer Komponist, Dirigent und Musikpädagoge
- 06. März: Joey DeMaio, US-amerikanischer Musiker und Komponist im True Metal Genre
- 08. März: Cheryl Baker, britische Sängerin (Bucks Fizz)
- 10. März: Tina Charles, britische Sängerin
- 10. März: Lupita D’Alessio, mexikanische Schauspielerin und Sängerin
- 11. März: Jon Jang, US-amerikanischer Jazz-Pianist, Komponist und Bandleader
- 11. März: Judy Niemack, US-amerikanische Jazzsängerin
- 12. März: Inessa Galante, lettische Sopranistin
- 13. März: Simon James, britischer Gitarrist (Acoustic Alchemy)
- 14. März: Nick Webb, britischer Jazzgitarrist und Komponist († 1998)
- 15. März: Benjamin Bierman, US-amerikanischer Komponist, Musikpädagoge, Trompeter und Bandleader
- 15. März: Massimo Bubola, italienischer Cantaurore und Musikproduzent
- 15. März: Isobel Buchanan, schottische Sopranistin
- 15. März: Jon King, britischer Singer-Songwriter (Gang Of Four)
- 16. März: Miklós Csemiczky, ungarischer Komponist und Musikpädagoge
- 16. März: Brian Torff, US-amerikanischer Jazzmusiker

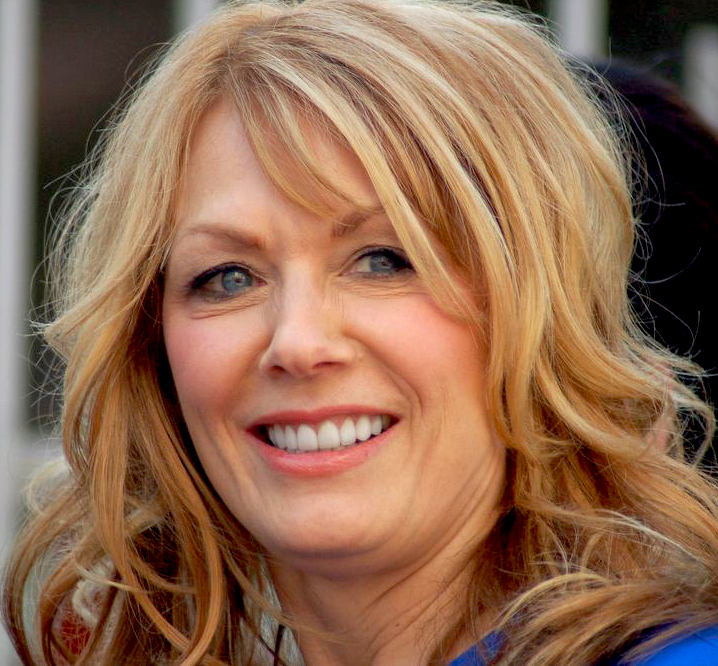
Nancy Wilson; * 16. März

- 16. März: Nancy Wilson, US-amerikanische Sängerin, Songwriterin und Gitarristin (Heart)
- 17. März: Bjørn Eidsvåg, norwegischer Sänger und Songwriter
- 18. März: Jan Diesselhorst, deutscher Cellist († 2009)
- 18. März: Andy Narell, US-amerikanischer Jazzschlagzeuger
- 18. März: Harry Sokal, österreichischer Jazz-Saxophonist
- 20. März: Rudi Margreiter, Schweizer Schlagersänger († 2005)
- 24. März: Steve LaSpina, US-amerikanischer Jazzbassist
- 24. März: Rafael Orozco Maestre, kolumbianischer Sänger († 1992)
- 24. März: Vince Jones, australischer Sänger, Songwriter, Trompeter und Flügelhornist
- 26. März: Nicolas Collins, US-amerikanischer Komponist, Klangkünstler und Improvisationsmusiker
- 27. März: Helge Iberg, norwegischer Komponist und Jazzpianist
- 27. März: Wally Stocker, britischer Rockgitarrist (The Babys)

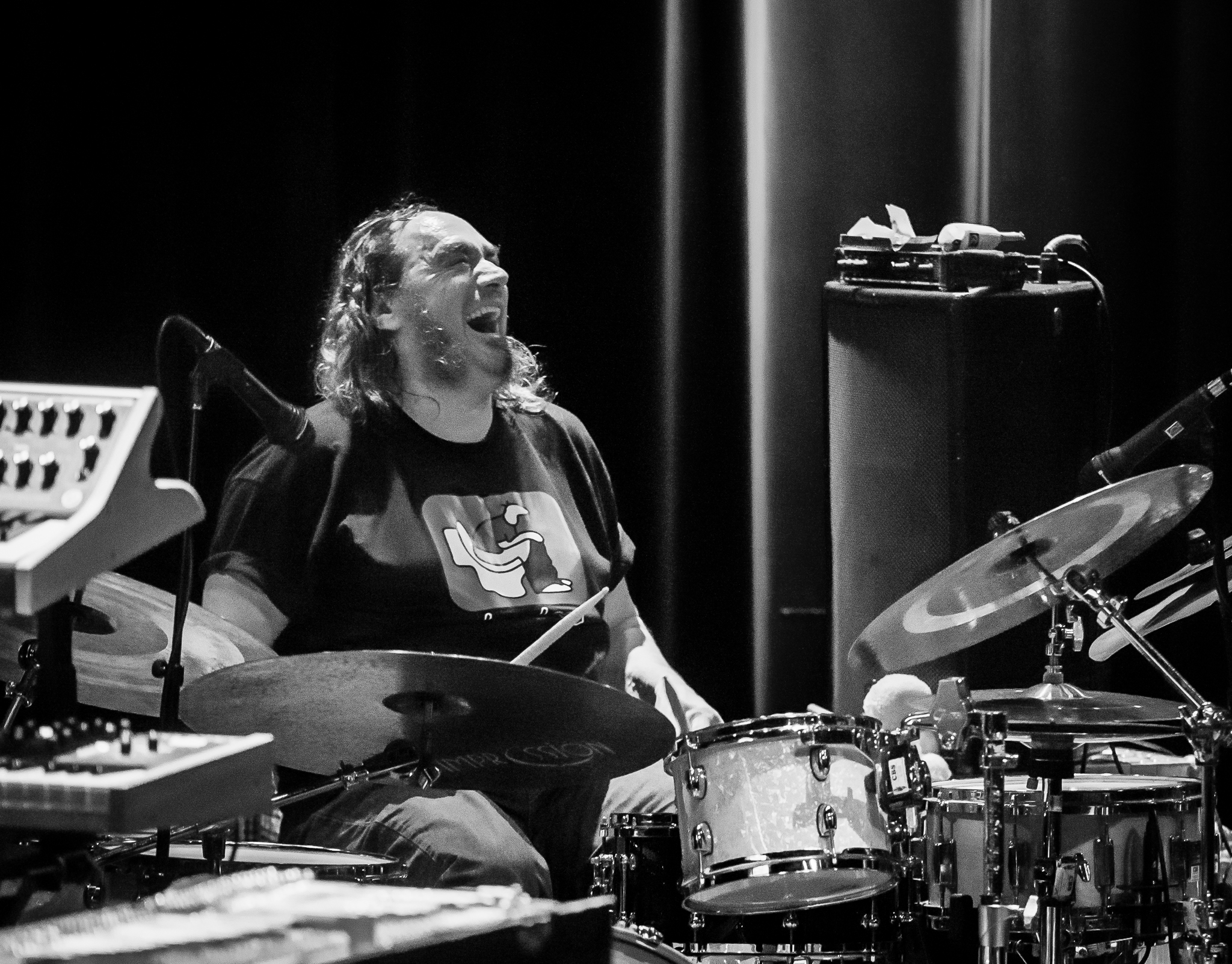
Paolo Vinaccia; * 27. März

- 27. März: Paolo Vinaccia, italienischer Jazzmusiker (Schlagzeug, Perkussion, Komposition)
- 28. März: Donald Ray Brown, US-amerikanischer Jazzpianist, Komponist und Hochschullehrer
- 28. März: Paweł Szymański, polnischer Komponist
- 31. März: Tony Brock, britischer Schlagzeuger (The Babys)

### April
- 01. April: Armando Gama, portugiesischer Sänger und Pianist († 2022)
- 01. April: Jeff Porcaro, US-amerikanischer Schlagzeuger der Rockband Toto († 1992)

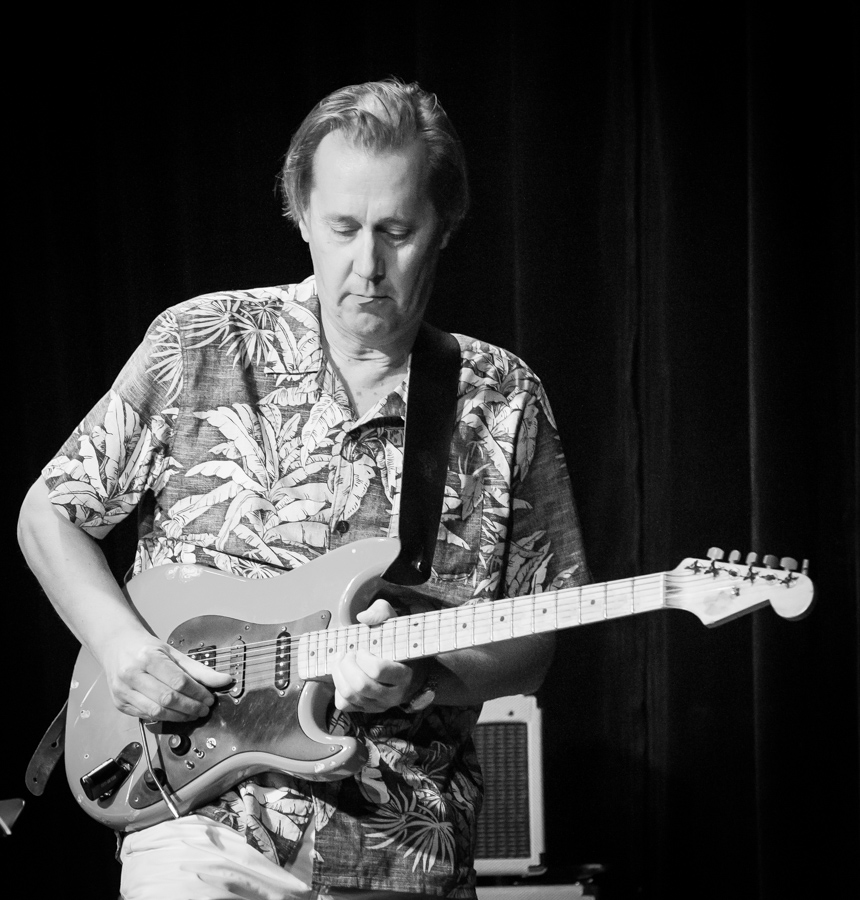
Knut Værnes; * 1. April

- 01. April: Knut Værnes, norwegischer Jazzgitarrist
- 02. April: Gregory Abbott, US-amerikanischer Musiker, Sänger, Komponist und Musikproduzent
- 02. April: Susumu Hirasawa, japanischer Elektropop-Musiker
- 03. April: Chuck Deardorf, US-amerikanischer Jazzmusiker (Bass) und Hochschullehrer († 2022)
- 04. April: Michel Camilo, dominikanischer Pianist und Komponist
- 05. April: Peter Case, US-amerikanischer Singer-Songwriter und Gitarrist
- 05. April: Stan Ridgway, US-amerikanischer Musiker
- 05. April: David Shamban, israelischer Cellist

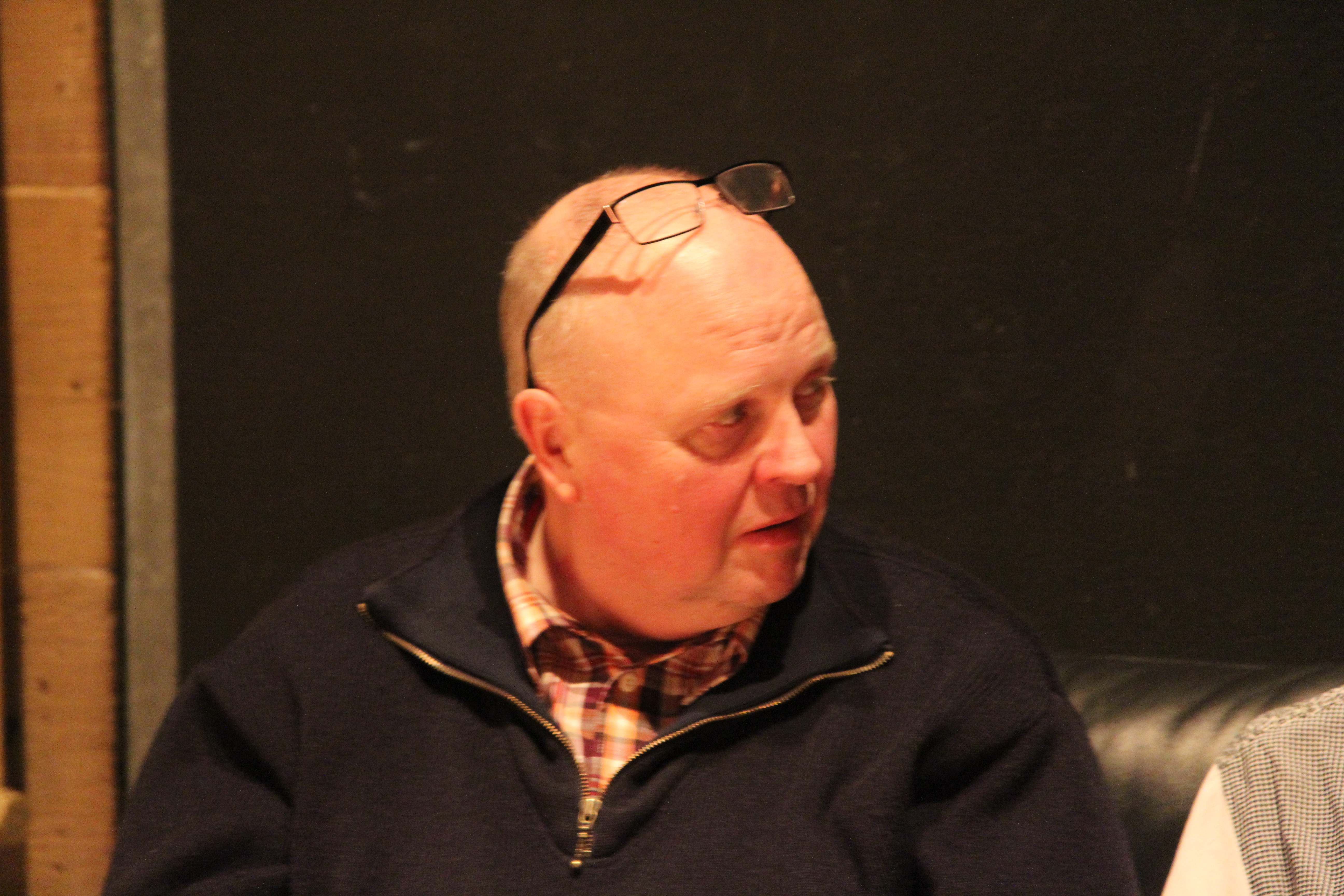
Frieder Butzmann; * 6. April

- 06. April: Frieder Butzmann, deutscher Komponist, Hörspielautor und Performance-Künstler
- 06. April: Knut Stensholm, norwegischer Schlagzeuger († 2010)[75]
- 07. April: Ion Aldea-Teodorovici, moldauische Musikerin und Komponistin († 1992)
- 11. April: Marie-Danielle Parent, kanadische Sopranistin
- 12. April: Pat Travers, kanadischer Blues-Rock-Gitarrist
- 13. April: Jimmy Destri, US-amerikanischer Musiker (Blondie)
- 15. April: Michael Helmrath, deutscher Oboist, Dirigent und Generalmusikdirektor
- 15. April: Florian Poser, deutscher Jazzmusiker († 2024)
- 16. April: Brian Rolland, US-amerikanischer Gitarrist, Komponist und Songwriter († 2018)
- 17. April: Michael Sembello, US-amerikanischer Sänger und Musiker
- 18. April: Hans Liberg, niederländischer Musikcomedian

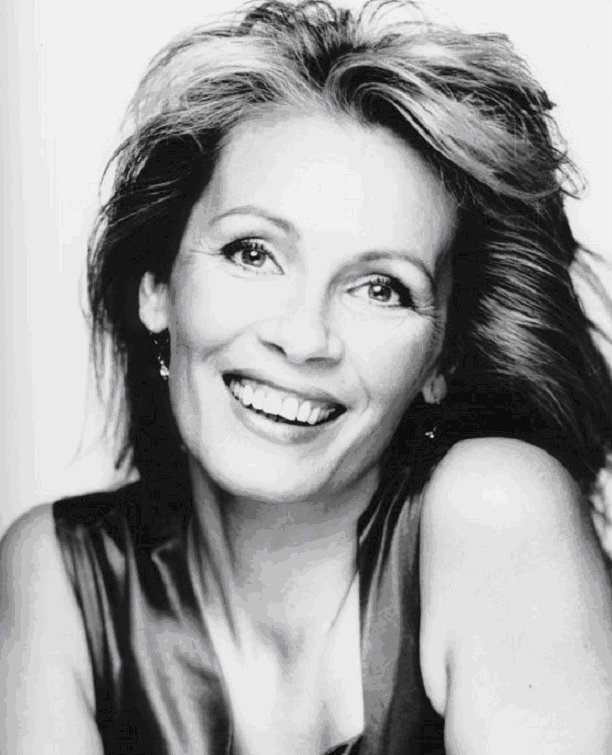
Ingrid Peters; * 19. April

- 19. April: Ingrid Peters, deutsche Sängerin
- 19. April: Bob Rock, kanadischer Plattenproduzent und Tontechniker
- 22. April: Håkon Berge, norwegischer Komponist, Dirigent und Arrangeur
- 24. April: Captain Sensible, britischer Sänger, Gitarrist und Bassist
- 25. April: Bob Ross, schottischer Hornist und Dirigent
- 27. April: Heikki Silvennoinen, finnischer Schauspieler, Drehbuchautor, Gitarrist, Sänger und Songwriter († 2024)
- 28. April: Michael Daugherty, US-amerikanischer Komponist, Pianist und Musikpädagoge
- 28. April: Frank Jakobsen, norwegischer Schlagzeuger
- 29. April: Karen Brooks, US-amerikanische Sängerin
- 29. April: Tina York, deutsche Schlagersängerin

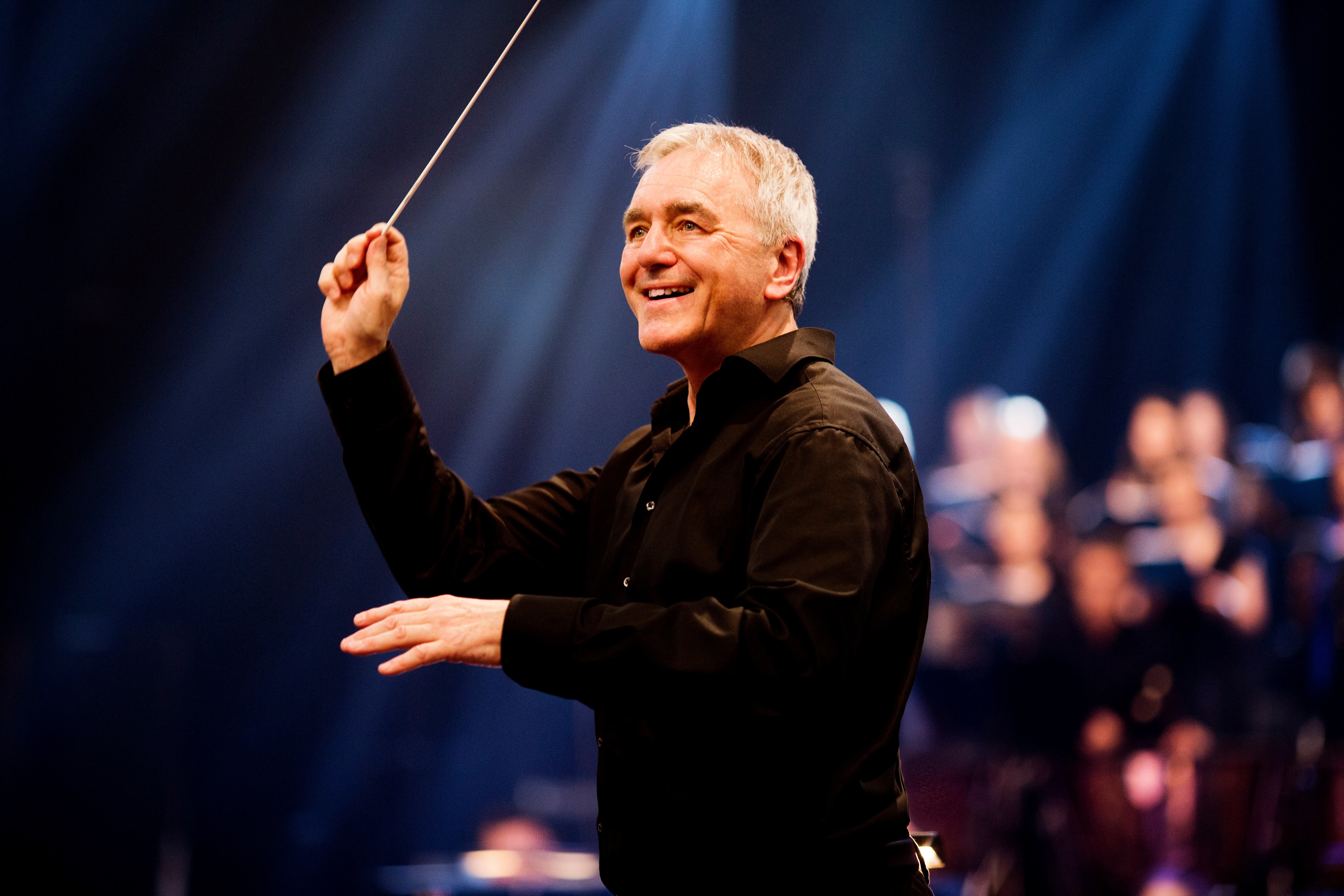
Arman Howard; * 30. April

- 30. April: Howard Arman, britischer Chorleiter und Operndirigent

### Mai
- 01. Mai: Frédéric Chichin, französischer Rock-Musiker und Singer-Songwriter († 2007)
- 01. Mai: Juro Mětšk, sorbischer Komponist († 2022)

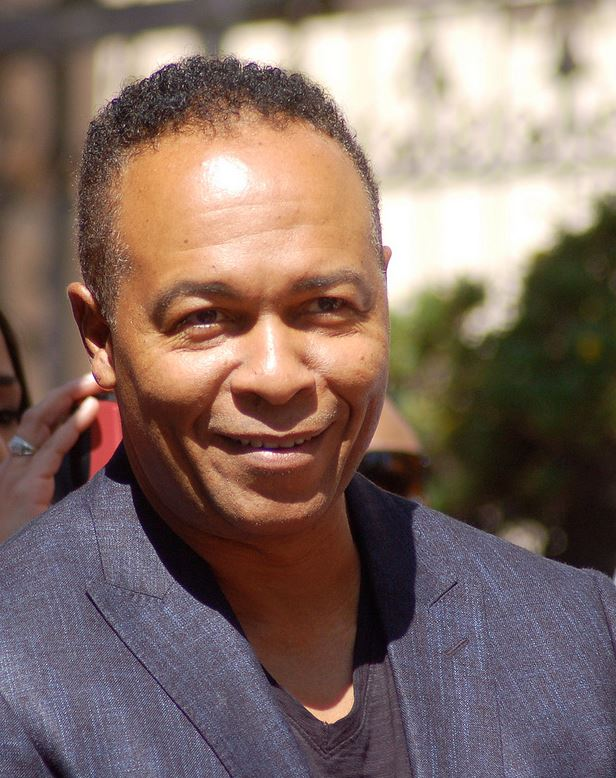
Ray Parker Jr.; * 1. Mai

- 01. Mai: Ray Parker Jr., US-amerikanischer Gitarrist, Komponist und Musikproduzent
- 02. Mai: Angela Bofill, US-amerikanische R&B-Sängerin († 2024)
- 02. Mai: Elliot Goldenthal, US-amerikanischer Komponist
- 06. Mai: Jan Vering, deutscher Gospelsänger, Zeitungsredakteur und Dramaturg († 2021)
- 08. Mai: John Michael Talbot, US-amerikanischer Mönch, Liedermacher und Gitarrist (Mason Proffit)
- 08. Mai: Phil Wiggins, US-amerikanischer Mundharmonikaspieler († 2024)
- 08. Mai: Gary Wilmot, britischer Entertainer
- 09. Mai: Steve Holt, kanadischer Jazzpianist
- 09. Mai: Barb Jungr, britische Sängerin
- 10. Mai: Lorne Lofsky, kanadischer Jazzmusiker (Gitarre, Komposition)
- 10. Mai: Barrington Pheloung, australischer Komponist († 2019)
- 11. Mai: Judith Weir, britische Komponistin und Master of the Queens Music
- 13. Mai: Jean-Louis Costes, französischer Performance-Künstler, Sänger, Schauspieler, Regisseur und Autor
- 13. Mai: Johnny Logan, irischer Sänger und Komponist
- 14. Mai: Marlène Waal, surinamische Weltmusiksängerin
- 15. Mai: Janusz Stokłosa, polnischer Pianist und Komponist
- 16. Mai: Ulli Bögershausen, deutscher Sologitarrist und Gitarrenlehrer
- 16. Mai: Betty Olivero, israelische Komponistin

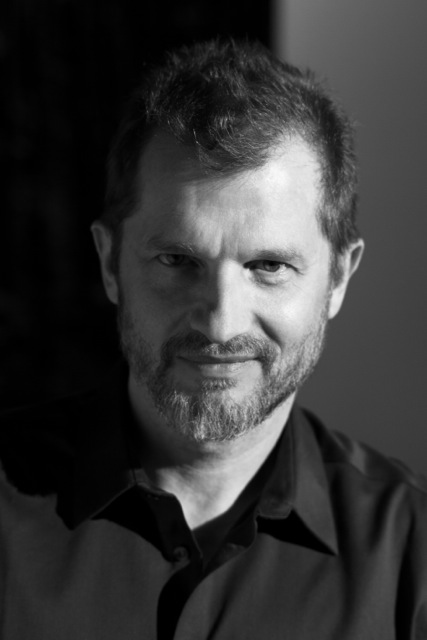
Reinhold Heil; * 18. Mai

- 18. Mai: Reinhold Heil, deutscher Komponist, Tonmeister, Produzent, Pianist, Keyboarder und Sänger
- 19. Mai: Phil Rudd, australischer Schlagzeuger (AC/DC)
- 19. Mai: Webb Wilder, US-amerikanischer Musiker und Schauspieler

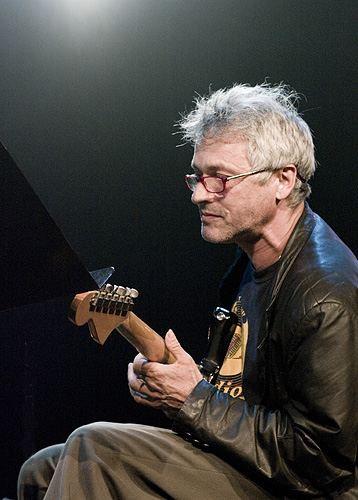
Marc Ribot; * 21. Mai

- 21. Mai: Marc Ribot, US-amerikanischer Avantgarde-Gitarrist und Komponist
- 23. Mai: Charytín Goyco, dominikanische Sängerin, Fernsehmoderatorin und Schauspielerin
- 23. Mai: Paolo Olmi, italienischer Dirigent
- 24. Mai: Robert Beaser, US-amerikanischer Komponist, Dirigent und Musikpädagoge
- 24. Mai: Catherine Whitney, US-amerikanische Sängerin, Komponistin und Dichterin
- 25. Mai: Nat Lee, US-amerikanischer Musiker (Keyboards, Arrangement) († 2024)
- 26. Mai: Marian Gold, deutscher Musiker (Alphaville)
- 27. Mai: Reiner Wehle, deutscher Klarinettist, Autor und Professor
- 31. Mai: Anders Hillborg, schwedischer Komponist und Professor
- 31. Mai: Wolfgang Pollanz, österreichischer Schriftsteller, Publizist und Musiker
- 31. Mai: Vicki Sue Robinson, US-amerikanische Disco-Sängerin († 2000)

### Juni
- 01. Juni: Per Nielsen, dänischer Trompeter
- 03. Juni: Dan Hill, kanadischer Popsänger und Liedermacher
- 03. Juni: Monica Törnell, schwedische Pop-Rock-Sängerin
- 04. Juni: Scott Earl Holman, US-amerikanischer Pianist und Komponist

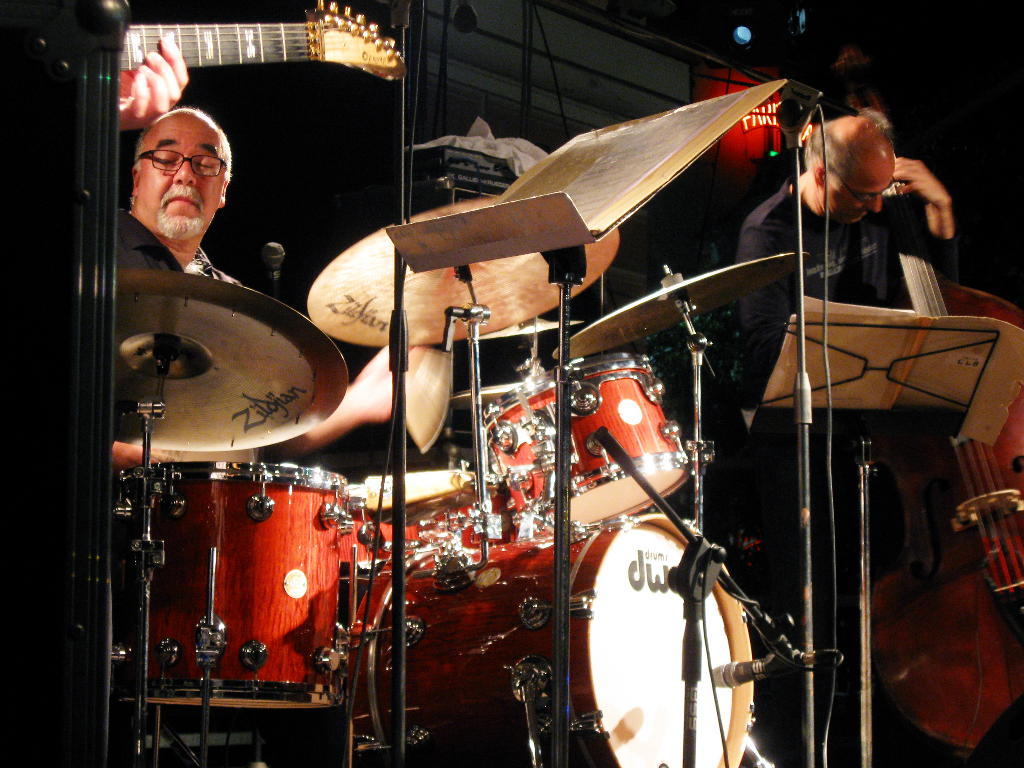
Peter Erskine; * 5. Juni

- 05. Juni: Peter Erskine, US-amerikanischer Jazz-Schlagzeuger
- 06. Juni: Win Kowa, deutscher Musiker, Komponist und Produzent
- 07. Juni: Randolph Rose, deutscher Sänger und Schauspieler
- 08. Juni: Greg Ginn, US-amerikanischer Musiker (Black Flag)
- 10. Juni: Serge Arcuri, kanadischer Komponist († 2024)
- 11. Juni: John Bernard Riley, US-amerikanischer Jazz-Schlagzeuger und Musikpädagoge
- 12. Juni: Thomas Demenga, schweizerischer Cellist und Komponist
- 12. Juni: Jesper Lundgaard, dänischer Jazz-Bassist
- 12. Juni: Wayne Peet, US-amerikanischer Musiker (Piano und Orgel), Arrangeur, Komponist und Musikproduzent
- 12. Juni: Roman Summereder, österreichischer Organist und Cembalist
- 13. Juni: Sukanya Ramgopal, indische Geigerin, Mridangam-, Vina- und Ghatamspielerin

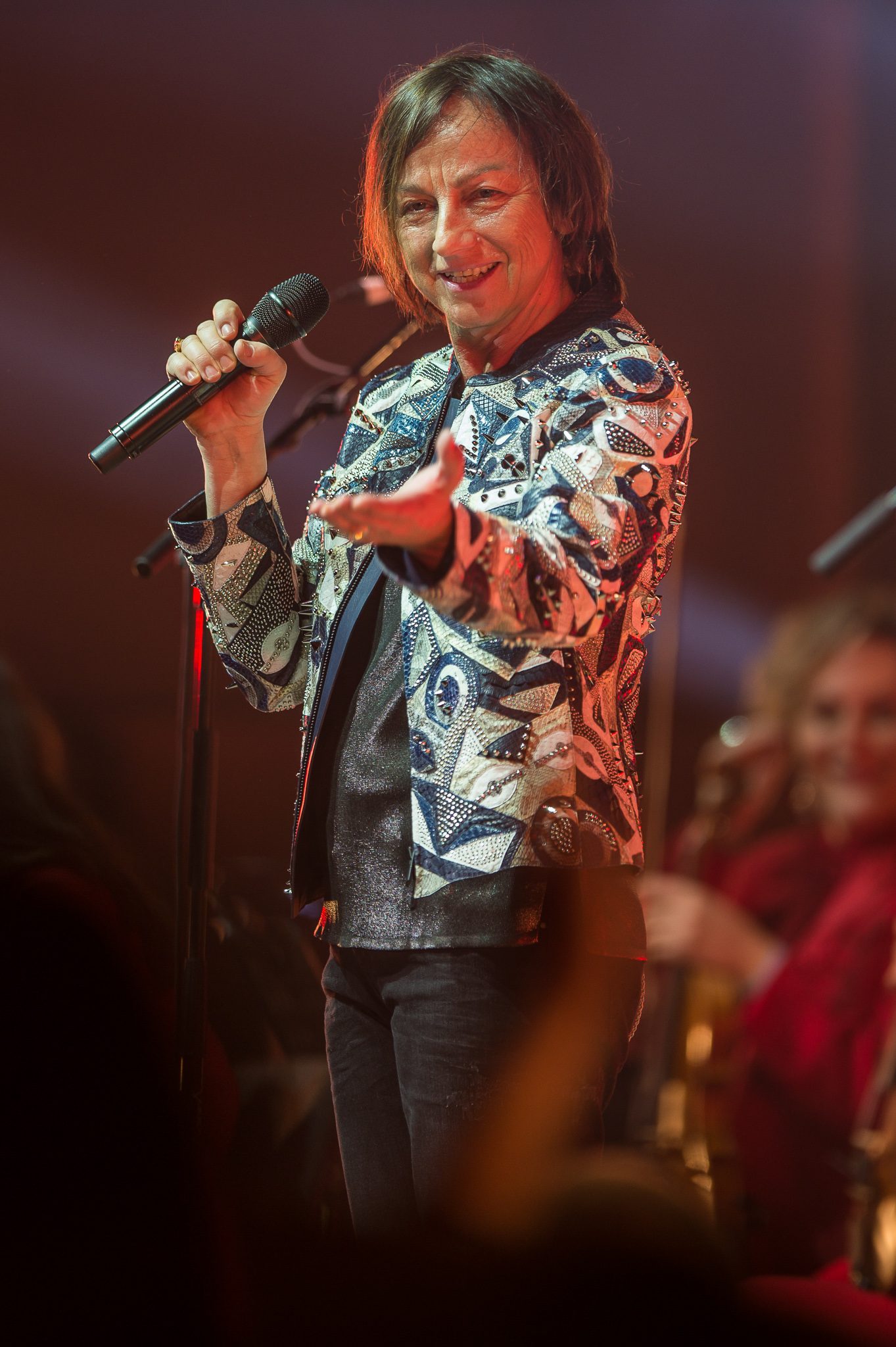
Gianna Nannini; * 14. Juni

- 14. Juni: Gianna Nannini, italienische Rockmusikerin
- 15. Juni: James Belushi, US-amerikanischer Schauspieler und Musiker
- 15. Juni: Terri Gibbs, US-amerikanische Country-Sängerin
- 17. Juni: Emilio Pomàrico, argentinischer Komponist
- 19. Juni: Lou Pearlman, US-amerikanischer Fluglinienbetreiber und Musikproduzent († 2016)
- 20. Juni: Michael Anthony, US-amerikanischer Musiker (Van Halen)
- 25. Juni: David Paich, US-amerikanischer Keyboarder und Sänger (Toto)
- 26. Juni: Christoph Baumann, Schweizer Jazz- und Improvisationsmusiker
- 26. Juni: Steve Barton, US-amerikanischer Sänger († 2001)
- 26. Juni: Miroslav Nemec, deutscher Schauspieler, Musiker und Autor
- 26. Juni: Øystein Norvoll, norwegischer Jazzgitarrist[76]
- 27. Juni: Madeline Eastman, US-amerikanische Sängerin
- 29. Juni: Marcello Viotti, italienischer Dirigent († 2005)
- 30. Juni: Eric Von Essen, US-amerikanischer Jazz-Bassist und Komponist († 1997)

### Juli
- 04. Juli: Alessandra Belloni, italienische Sängerin, Tamburinspielerin, Tänzerin, Schauspielerin und Komponistin, Musikethnologin und -therapeutin
- 04. Juli: Julian Dawson, britischer Musiker und Songpoet
- 05. Juli: Tadeusz Wielecki, polnischer Komponist und Kontrabassist
- 06. Juli: Rilo Chmielorz, deutsche Künstlerin
- 07. Juli: Pam Bricker, US-amerikanischer Sänger und Gitarrist († 2005)
- 07. Juli: Ron Jones, US-amerikanischer Filmkomponist
- 09. Juli: Germán Cáceres, salvadorianischer Komponist, Dirigent und Musikpädagoge
- 10. Juli: Stu Goldberg, US-amerikanischer Jazzkeyboarder und Filmkomponist

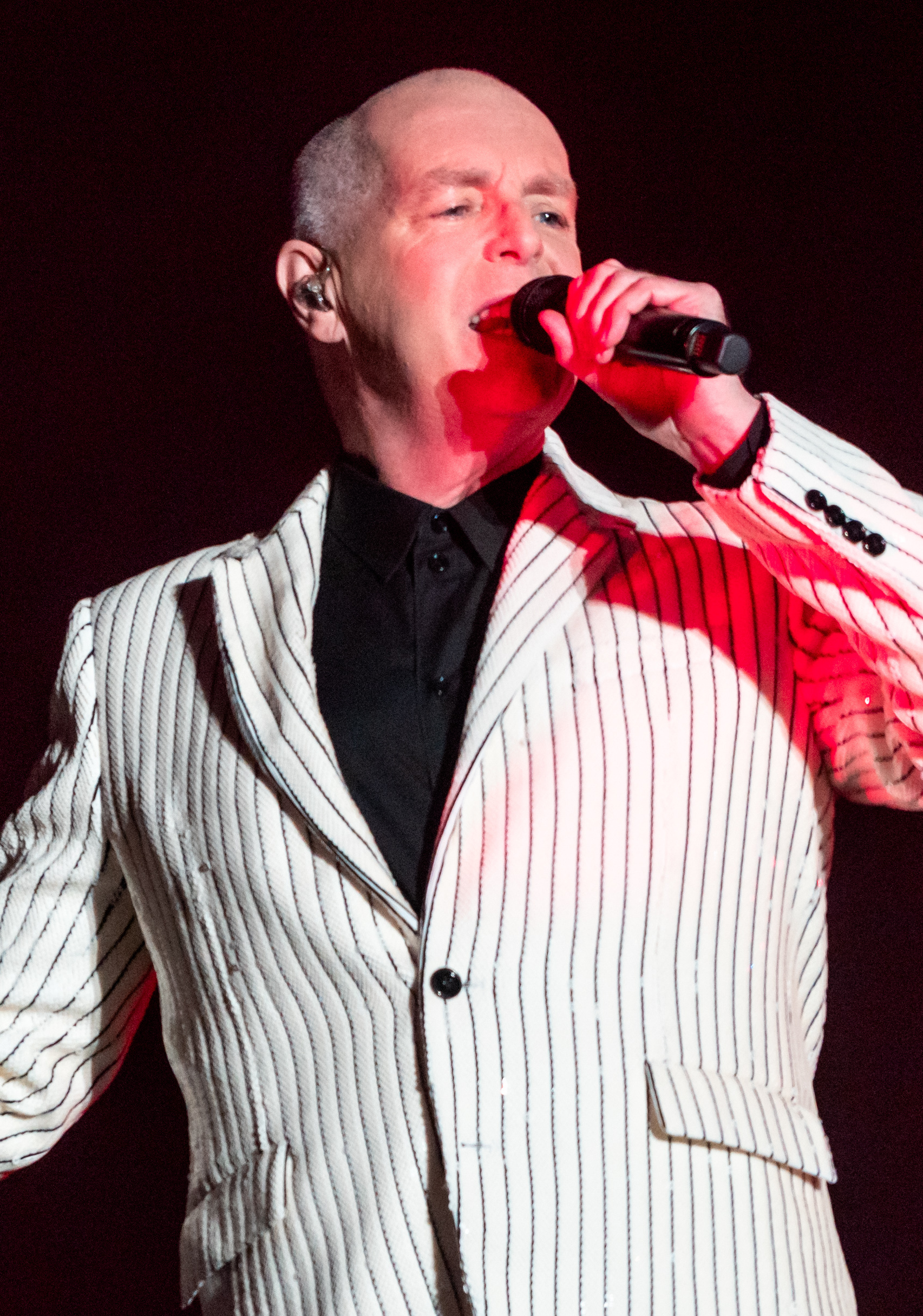
Neil Tennant; * 10. Juli

- 10. Juli: Neil Tennant, britischer Musiker (Pet Shop Boys)
- 13. Juli: Sezen Aksu, türkische Pop-Sängerin und Komponistin
- 13. Juli: Roberto Aussel, argentinischer Gitarrist und Professor für klassische Gitarre
- 13. Juli: Ernst Ulrich Deuker, deutscher Bassist und Kontrabass-Klarinettist
- 13. Juli: Louise Mandrell, US-amerikanische Country-Sängerin und -Musikerin
- 13. Juli: Bruno Råberg, schwedischer Jazzmusiker (Kontrabass) und Hochschullehrer
- 14. Juli: R. Paul Crabb, US-amerikanischer Musikpädagoge und Chorleiter
- 14. Juli: Kristin Solli Schøien, norwegischer Autor und Komponist[77]
- 15. Juli: Vickiana, dominikanische Sängerin und Entertainerin
- 18. Juli: Michael Kocáb, tschechischer Politiker und Musiker

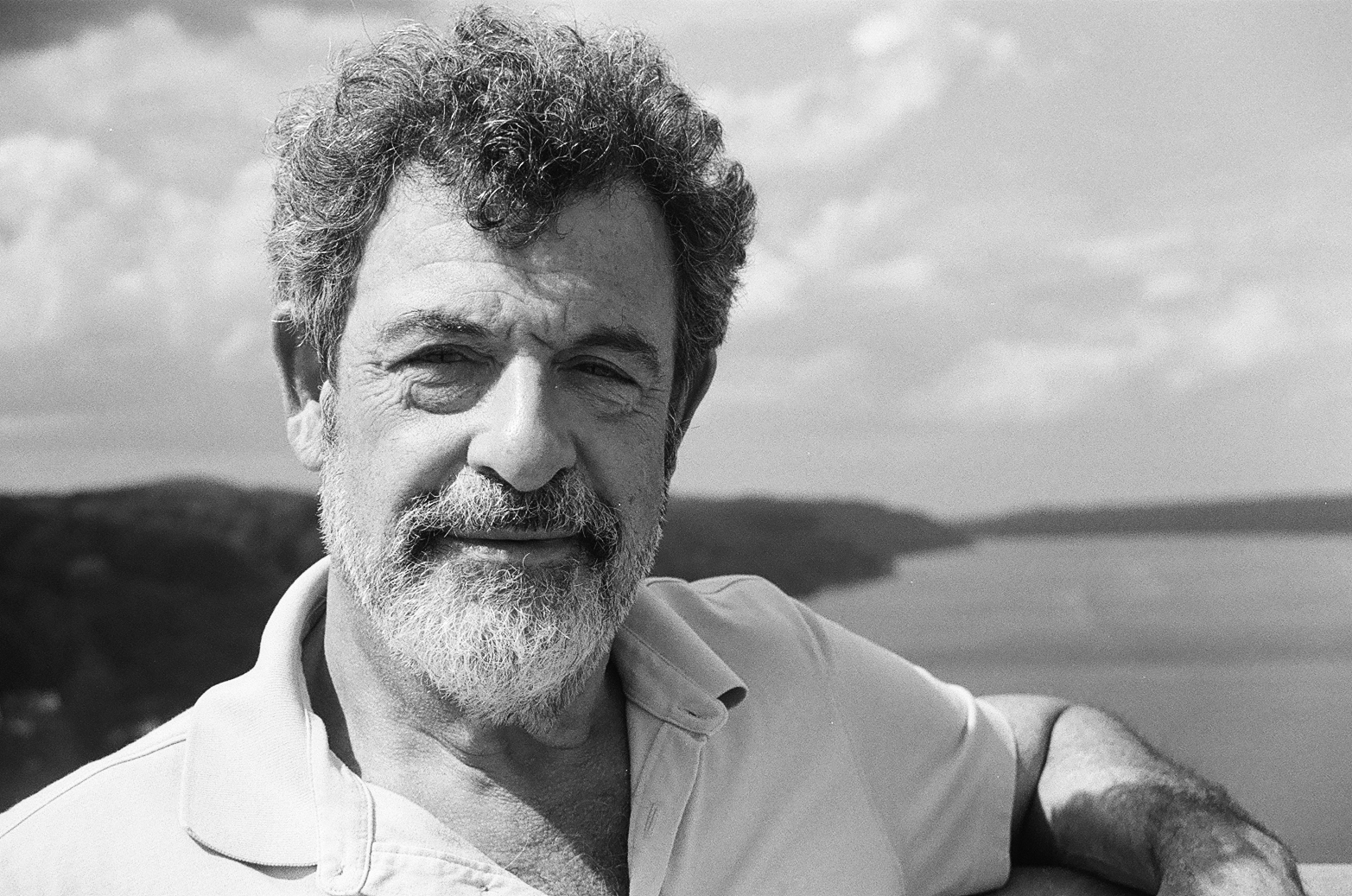
Tobias Picker; * 18. Juli

- 18. Juli: Tobias Picker, US-amerikanischer Komponist klassischer Musik
- 18. Juli: Ricky Skaggs, US-amerikanischer Country- und Bluegrass-Musiker (New South)
- 19. Juli: Rexhep Çeliku, albanischer Choreograf und Volkstänzer († 2018)
- 19. Juli: Cecilie Ore, norwegische Komponistin
- 19. Juli: Ivar Thomassen, norwegischer Singer-Songwriter und Jazzpianist († 2016)[78]
- 20. Juli: Knox Chandler, US-amerikanischer Gitarrist
- 20. Juli: José Antonio Rodríguez, dominikanischer Sänger, Komponist und Politiker
- 20. Juli: Keith Scott, kanadischer Musiker
- 22. Juli: Johannes Bauer, deutscher Posaunist und Jazz-Musiker († 2016)

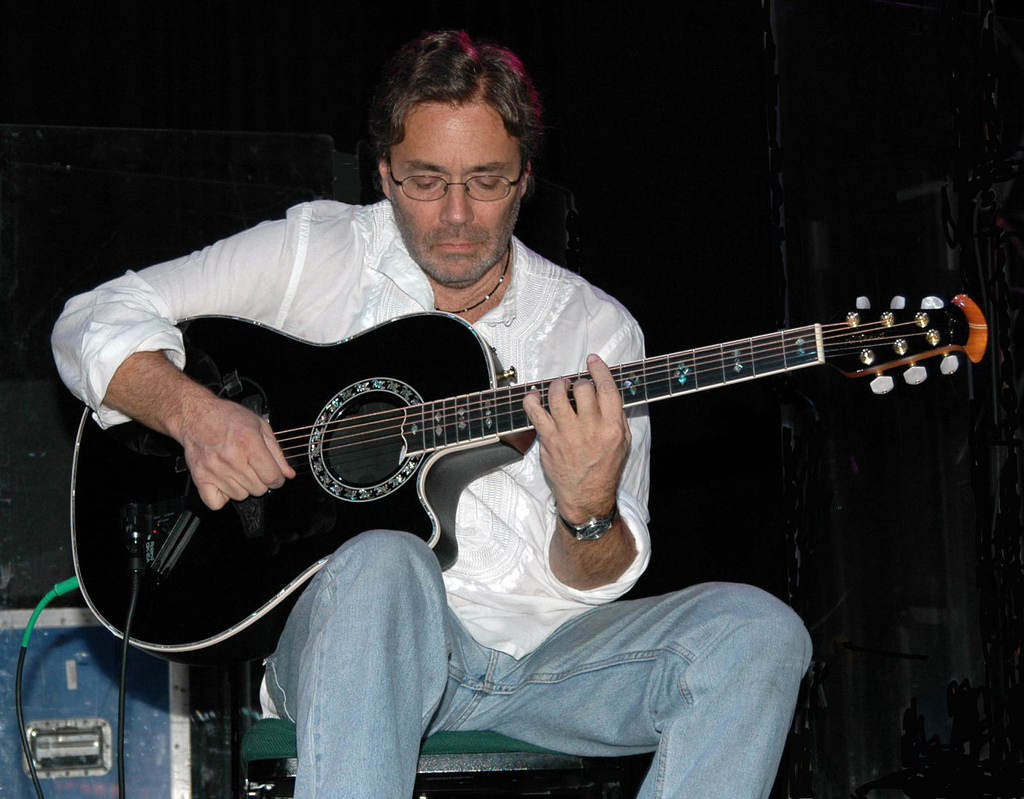
Al Di Meola; * 22. Juli

- 22. Juli: Al Di Meola, italienisch-amerikanischer Fusion- und Jazz-Gitarrist
- 23. Juli: Alan Robert Murray, Tontechniker († 2021)
- 24. Juli: Gustavo Farrera, venezolanischer Sänger
- 25. Juli: Svein Olav Blindheim, norwegischer Jazzbassist, Komponist und Schriftsteller[79]
- 28. Juli: Nnenna Freelon, US-amerikanische Jazzsängerin
- 28. Juli: Steve Morse, US-amerikanischer Gitarrist (Dixi Dregs)
- 29. Juli: Michel Benita, französischer Jazzmusiker
- 31. Juli: Ossi Huber, österreichischer Musiker und Autor († 2025)

### August
- 04. August: Claire Hamill, englische Singer-Songwriterin
- 05. August: Günther Beetz, deutscher Trompeter und Hochschullehrer († 2025)
- 06. August: Elma Miller, kanadische Komponistin
- 10. August: Eliot Fisk, US-amerikanischer Gitarrist

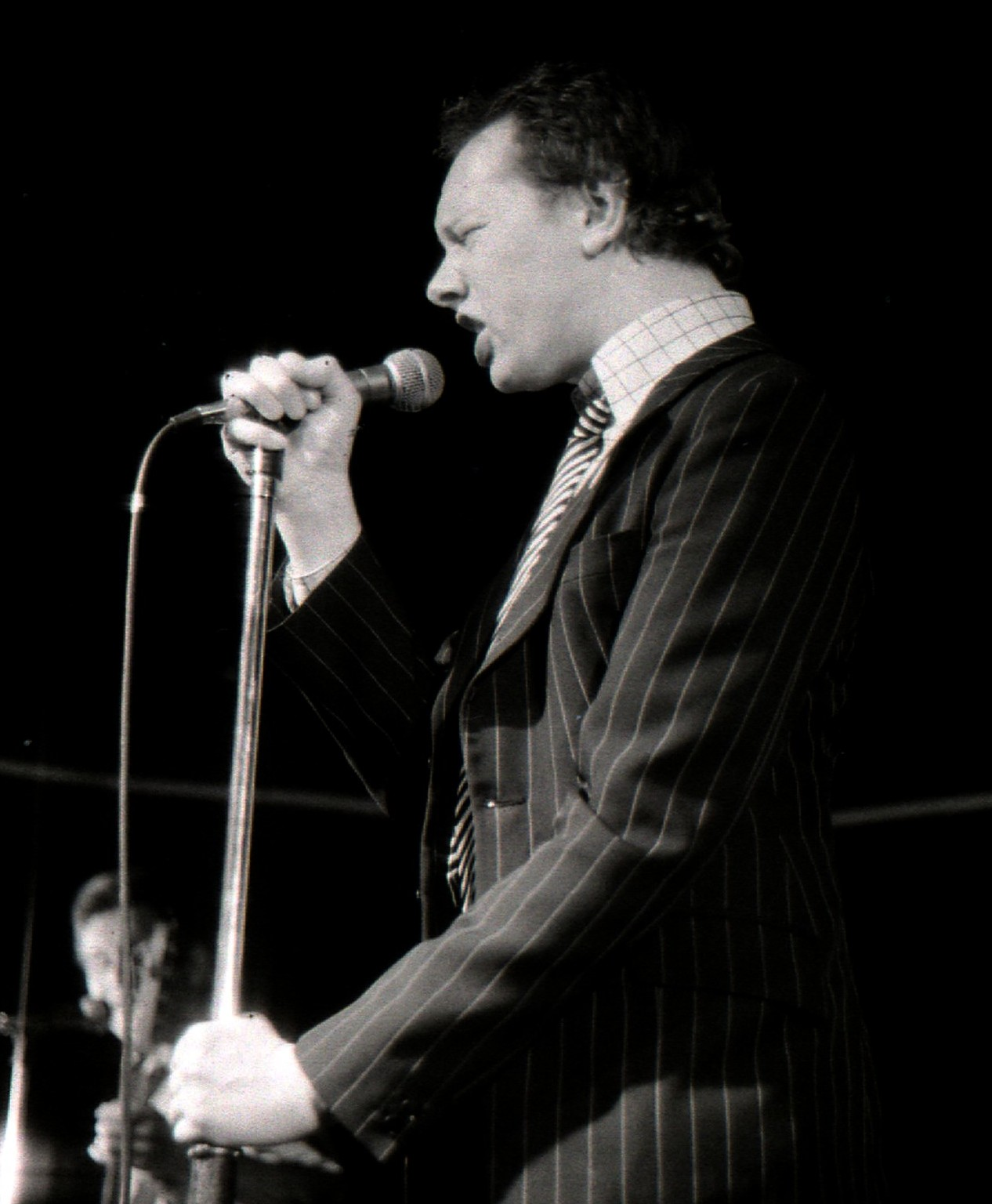
Joe Jackson; * 11. August

- 11. August: Joe Jackson, britischer Musiker
- 11. August: Steve Nelson, US-amerikanischer Jazzvibraphonist

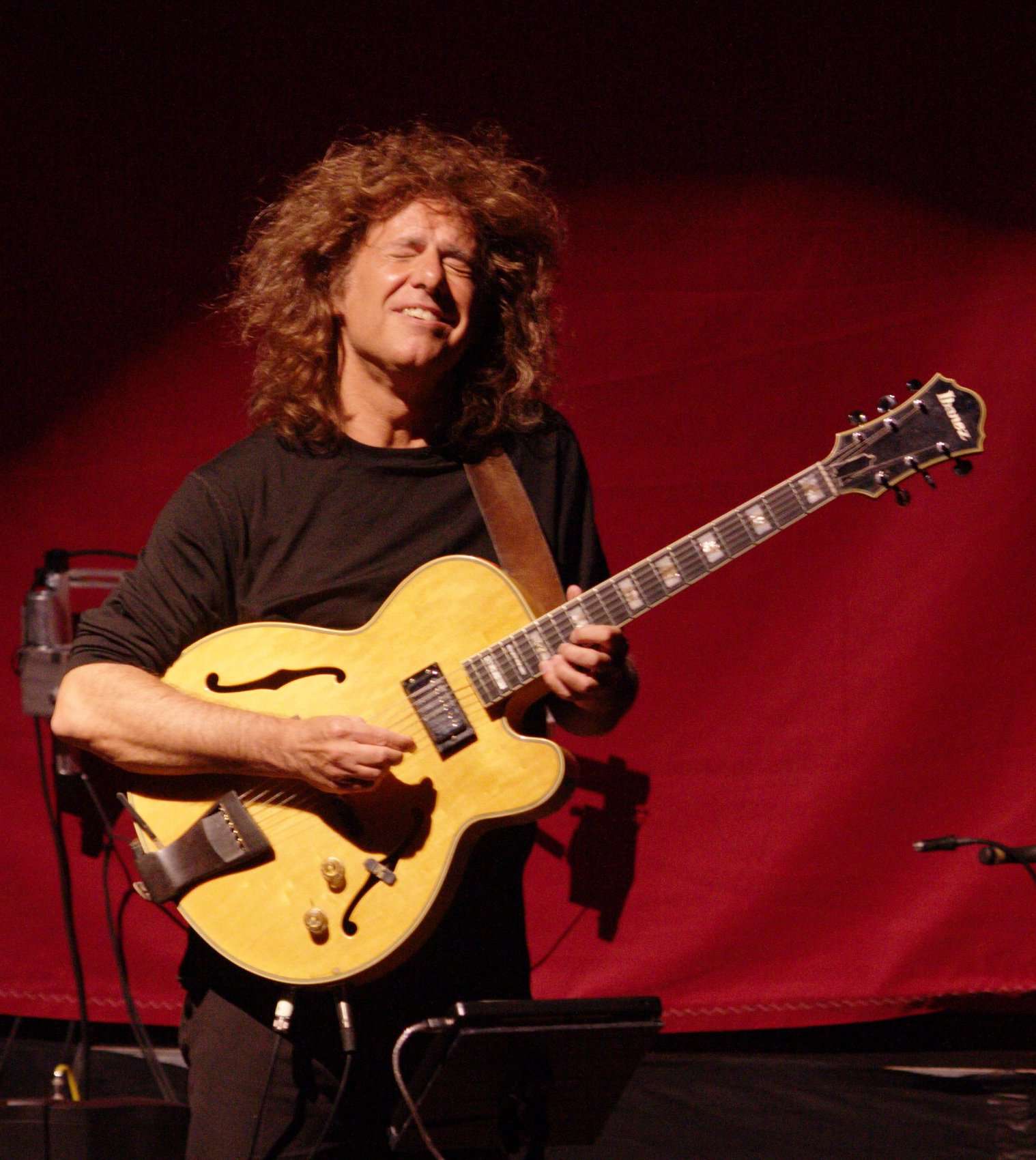
Pat Metheny; * 12. August

- 12. August: Pat Metheny, US-amerikanischer Jazzgitarrist (Pat Metheny Group)
- 13. August: Nico Assumpção, brasilianischer Bassist († 2001)
- 13. August: Wolfgang Meyer, deutscher Klarinettist († 2019)
- 15. August: Dennis González, US-amerikanischer Jazzmusiker († 2022)
- 17. August: Eric Johnson, US-amerikanischer Gitarrist und Sänger
- 18. August: Philippe Autexier, französischer Musikwissenschaftler († 1998)
- 19. August: Tim Hagans, US-amerikanischer Jazztrompeter
- 21. August: Bodil Niska, norwegische Jazzsaxophonistin
- 21. August: Dieter Weberpals, deutscher Flötist
- 22. August: Gary Kulesha, kanadischer Komponist, Dirigent, Pianist und Musikpädagoge
- 23. August: Avery Sharpe, US-amerikanischer Jazzmusiker und Komponist
- 24. August: Alvaro Cordero, venezolanischer Komponist

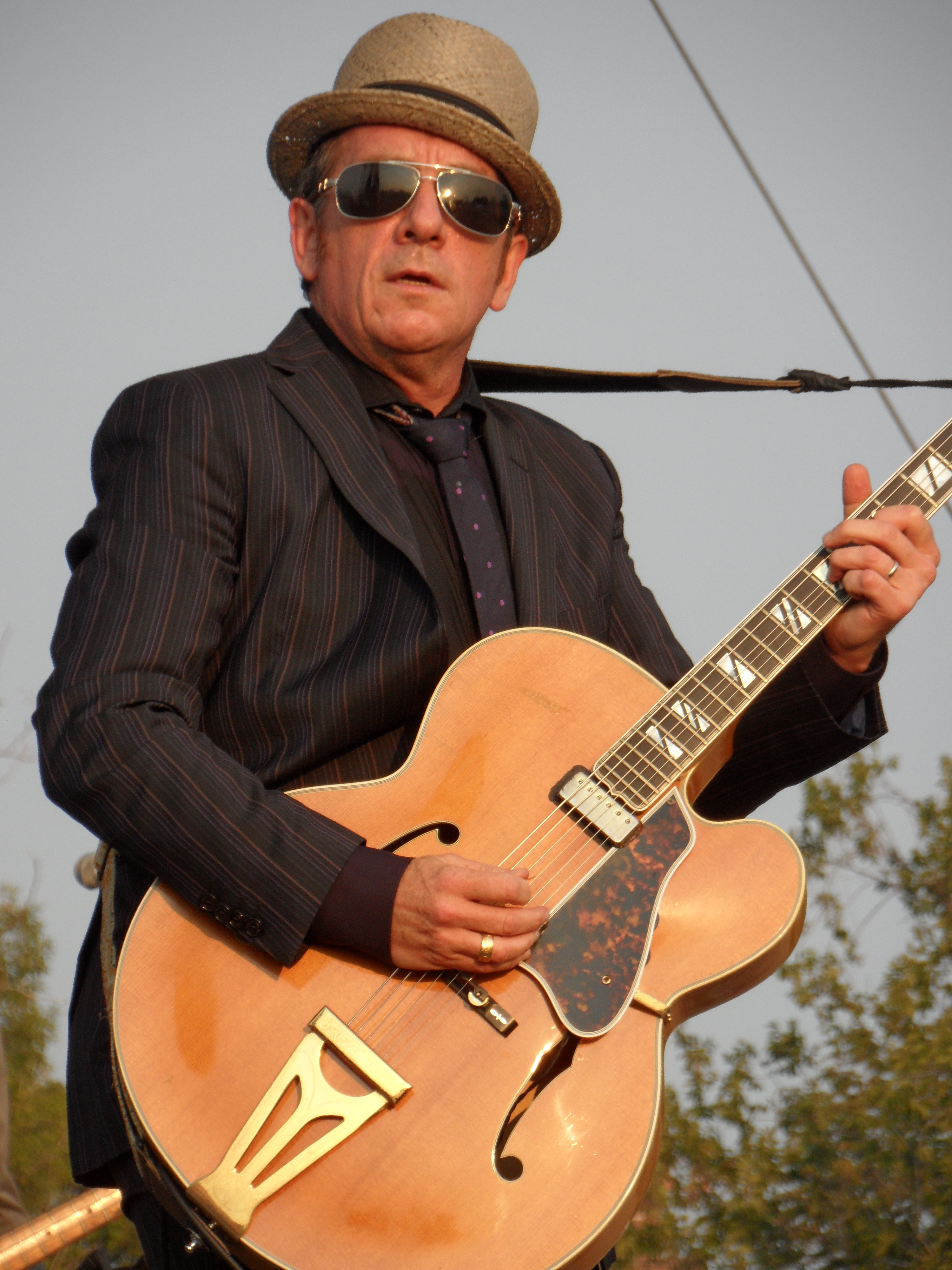
Elvis Costello; * 25. August

- 25. August: Elvis Costello, britischer Musiker
- 26. August: Scott Henderson, US-amerikanischer Gitarrist
- 26. August: Michael Küttner, deutscher Jazzmusiker
- 29. August: Enzo Nini, italienischer Saxophonist, Flötist und Komponist
- 29. August: Stephanie Nakasian, US-amerikanische Jazzsängerin
- 31. August: Sergio Caputo, italienischer Singer-Songwriter, Komponist und Gitarrist

### September
- 02. September: Steve Masakowski, US-amerikanischer Jazzmusiker und Komponist
- 02. September: Marco Varner, italienischer Komponist und Musikpädagoge
- 04. September: Sabina Yasmin, bangladeschische Sängerin
- 07. September: Sergio Rendine, italienischer Komponist († 2023)
- 08. September: Hans Fredrik Jacobsen, norwegischer Musiker und Komponist

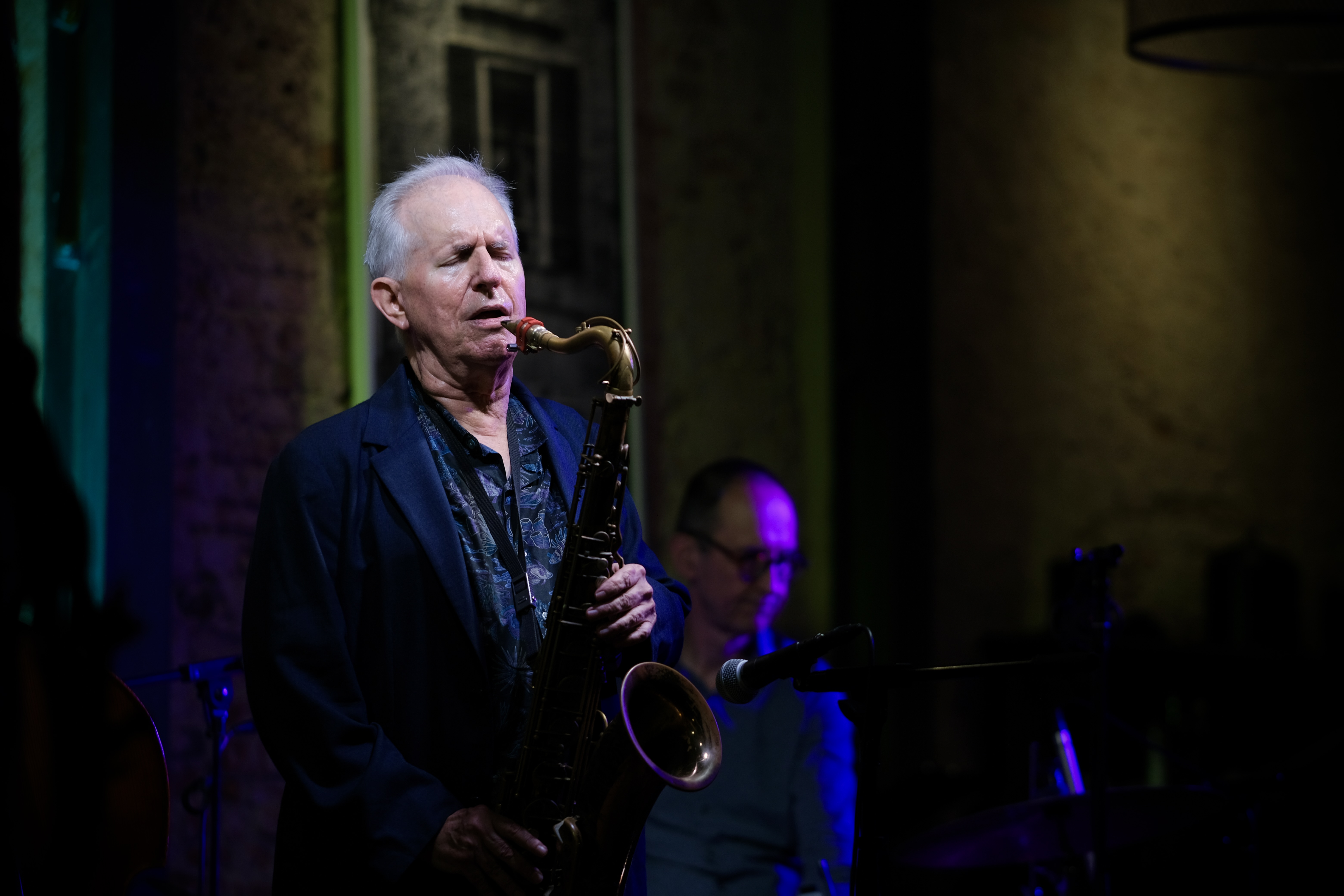
Scott Hamilton; * 12. September

- 12. September: Scott Hamilton, US-amerikanischer Tenorsaxophonist
- 13. September: Steve Kilbey, britischer Musiker, Sänger, Songwriter, Dichter und Maler
- 14. September: Barry Cowsill, US-amerikanischer Musiker († 2005)
- 14. September: Mansur Toshmatov, usbekisch-sowjetischer Pop- und Jazzsänger
- 17. September: Joël-François Durand, französischer Komponist
- 18. September: Jovino Santos-Neto, brasilianisch-US-amerikanischer Pianist, Flötist, Komponist, Musikpädagoge und Produzent
- 19. September: Michael Wolff, US-amerikanischer Musiker, Komponist und Schauspieler
- 20. September: Peter White, britischer Gitarrist
- 21. September: Phil Taylor, britischer Schlagzeuger (Motörhead) († 2015)
- 24. September: Davey Arthur, irischer Folkmusiker, Sänger und Songschreiber
- 25. September: Antymos Apostolis, polnischer Blues- und Fusiongitarrist

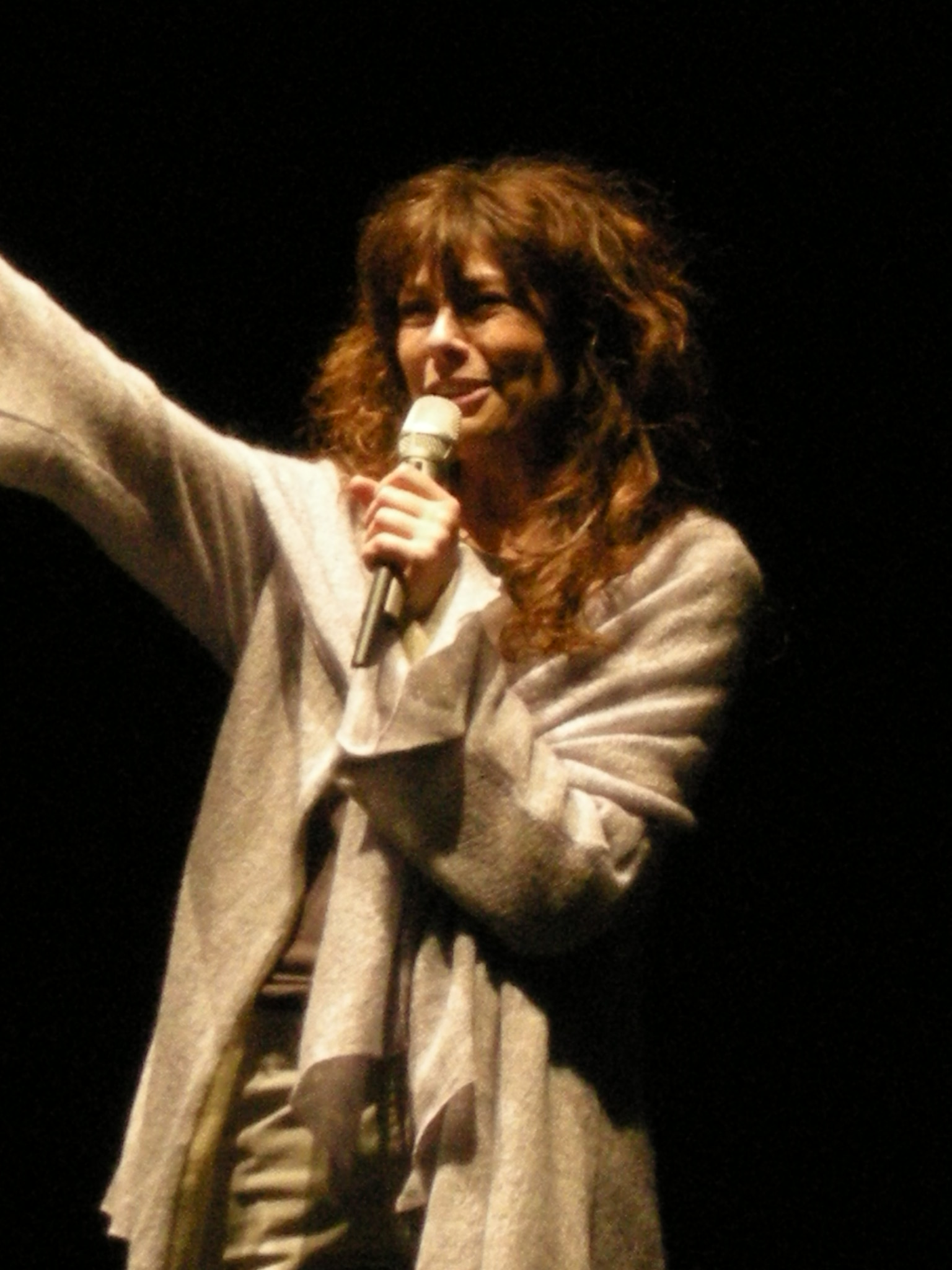
Alice; * 26. September

- 26. September: Alice, italienische Popsängerin
- 26. September: Craig Chaquico, US-amerikanischer Gitarrist, Songwriter, Komponist und Produzent
- 26. September: Bill Milkowski, US-amerikanischer Jazzautor
- 26. September: César Rosas, mexikanischer Rock-Sänger und -Gitarrist
- 27. September: Kornél Horváth, ungarischer Jazz-Perkussionist
- 27. September: Josef Niederhammer, österreichischer Kontrabassist
- 28. September: Jay Hoggard, US-amerikanischer Vibraphonist

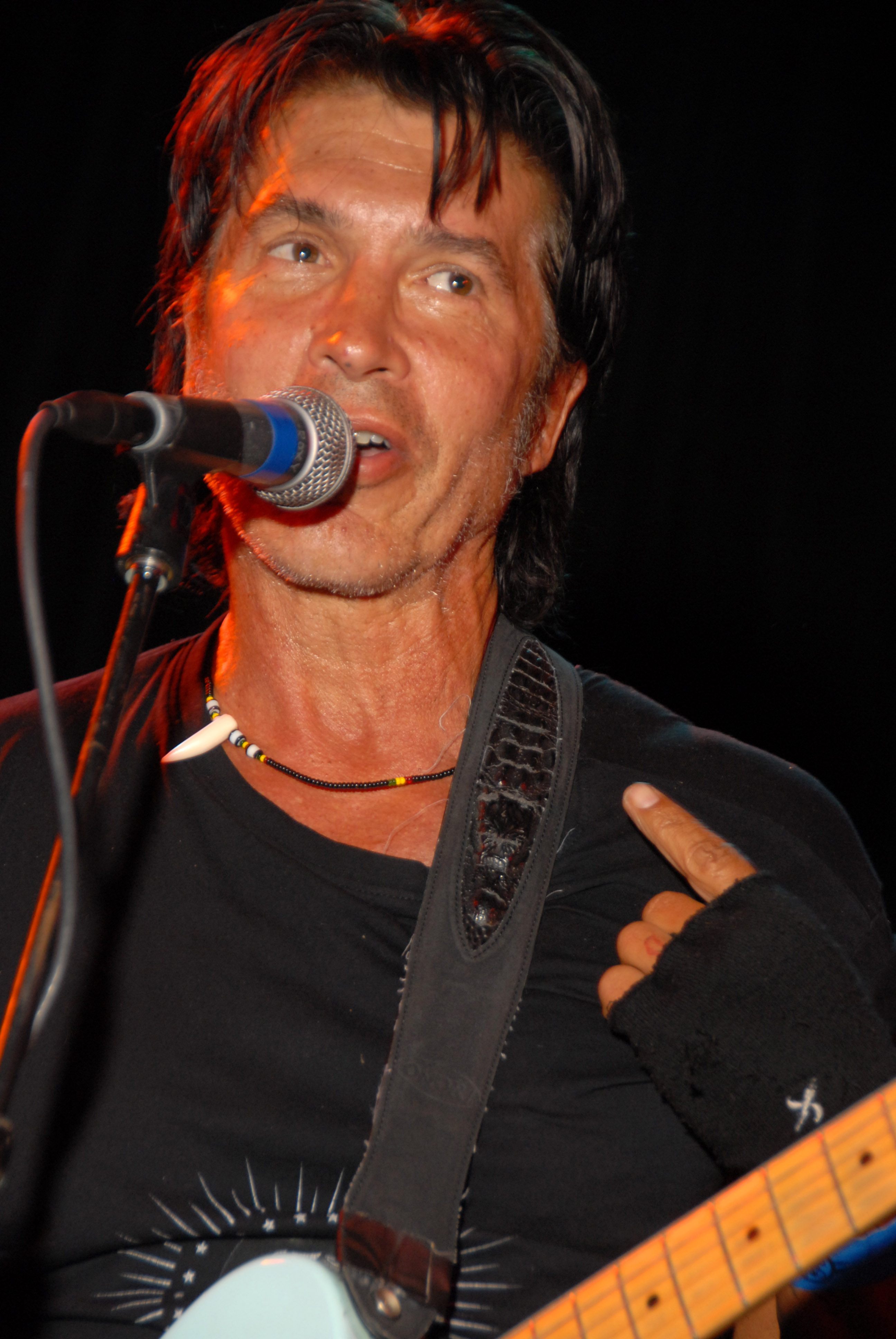
George Lynch; * 28. September

- 28. September: George Lynch, US-amerikanischer Musiker (Dokken)
- 29. September: Debbie Shapiro, US-amerikanische Schauspielerin und Sängerin
- 30. September: Basia, polnische Popmusiksängerin
- 30. September: Mark Izu, US-amerikanischer Jazzmusiker und Filmkomponist († 2025)
- 30. September: Patrice Rushen, US-amerikanische Rhythm-and-Blues-Sängerin

### Oktober

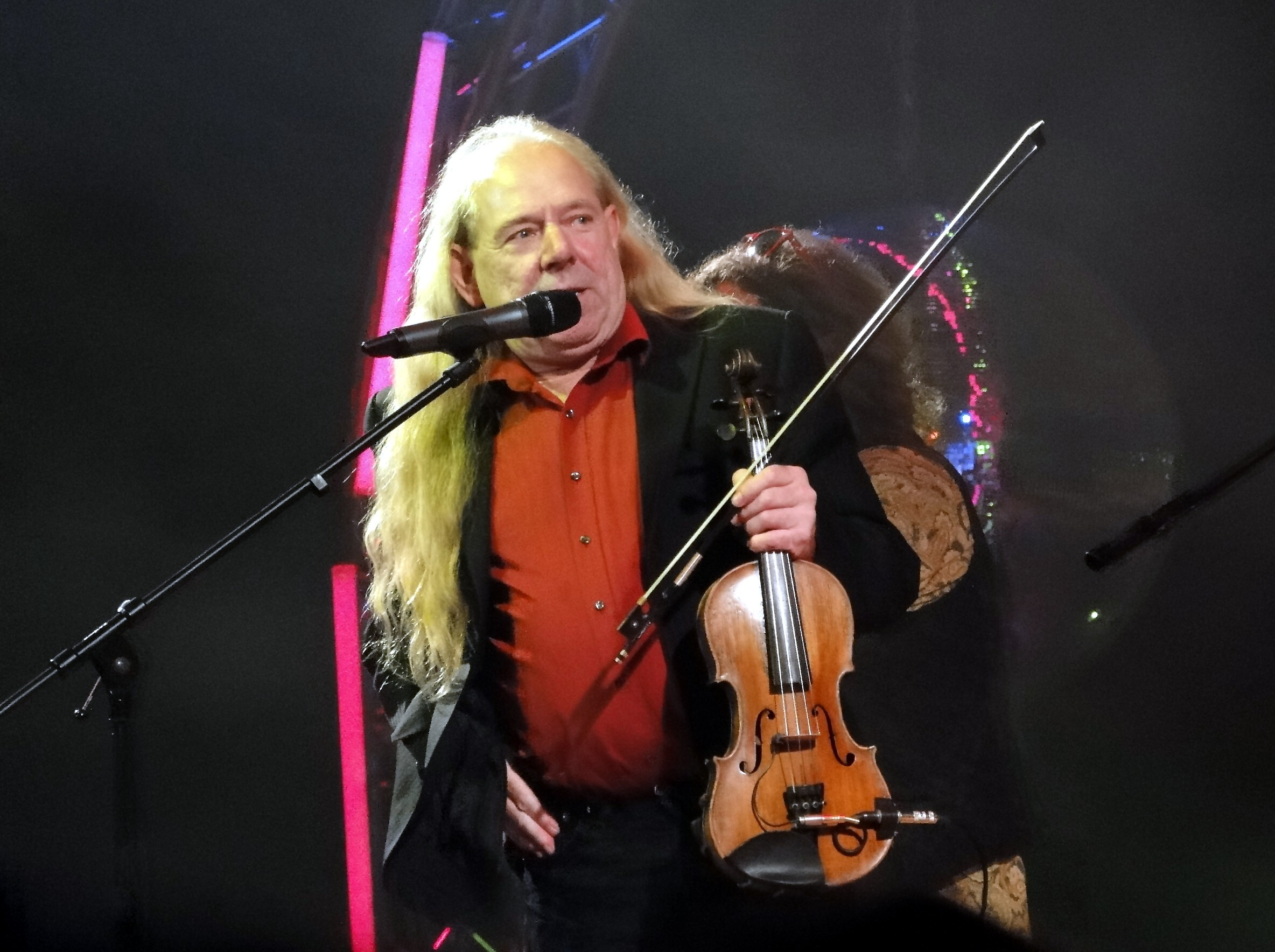
Hans die Geige; * 1. Oktober

- 01. Oktober: Hans die Geige, deutscher Rockgeiger, Band- und Studiomusiker
- 02. Oktober: Wolfgang Roth, deutscher Hörfunkmoderator († 2021)
- 03. Oktober: Stevie Ray Vaughan, US-amerikanischer Bluesmusiker († 1990)
- 03. Oktober: Dawayne Bailey, US-amerikanischer Gitarrist, Sänger und Songwriter
- 04. Oktober: Paleka, portugiesischer Perkussionist
- 06. Oktober: David Hidalgo, US-amerikanischer Sänger und Musiker
- 08. Oktober: Lars Kristian Brynildsen, norwegischer Klarinettist († 2005)
- 09. Oktober: James Fearnley, britischer Musiker (The Pogues)
- 09. Oktober: Eugenio Toussaint, mexikanischer Jazzpianist, Komponist und Arrangeur († 2011)
- 09. Oktober: Ina Wolf, österreichische Sängerin und Songschreiberin
- 10. Oktober: Susan Frykberg, neuseeländischer Komponist und Klangkünstler († 2023)
- 10. Oktober: Ondrej Havelka, tschechischer Sänger, Regisseur, Schauspieler und Bandleader
- 10. Oktober: Steve Martland, britischer Komponist († 2013)

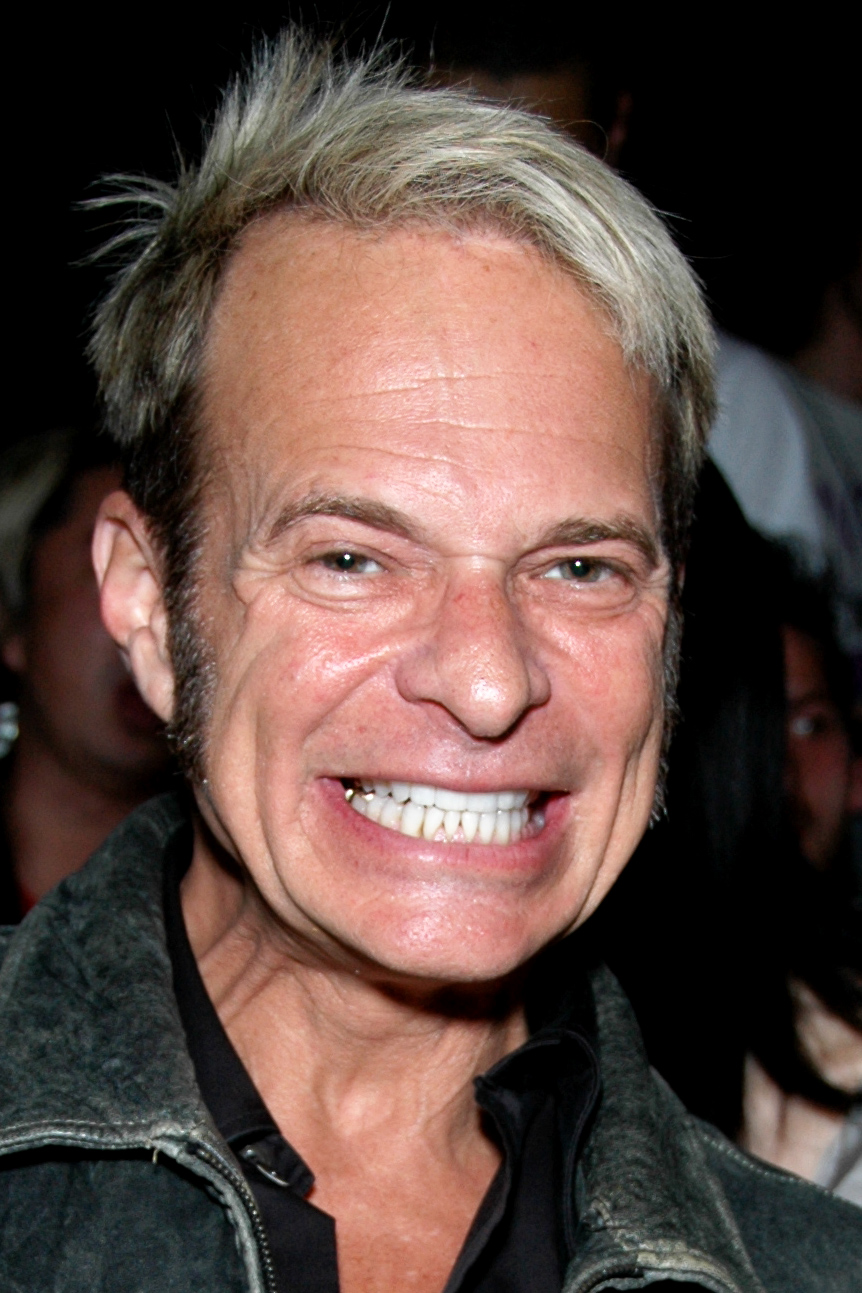
David Lee Roth; * 10. Oktober

- 10. Oktober: David Lee Roth, US-amerikanischer Sänger (Van Halen)
- 11. Oktober: Peter Finger, deutscher Gitarrist, Verleger und Gitarrenbauer
- 11. Oktober: Danny Sugerman, Manager von Ray Manzarek (The Doors) und Iggy Pop († 2005)
- 12. Oktober: Ed Cherry, US-amerikanischer Jazzgitarrist
- 12. Oktober: Michael Roe, US-amerikanischer Gitarrist und Sänger (The 77s)
- 16. Oktober: Tim Berne, US-amerikanischer Altsaxophonist
- 18. Oktober: Miguel Piñera, chilenischer Nachtclubbetreiber und Sänger († 2025)
- 18. Oktober: Rick Vandivier, US-amerikanischer Gitarrist, Komponist und Musikpädagoge
- 18. Oktober: Ramona Wulf, deutsche Schlagersängerin
- 21. Oktober: Giorgio Surjan, jugoslawischer Bassist[23]
- 24. Oktober: Anthony Cox, US-amerikanischer Jazzbassist
- 24. Oktober: Cindy Breakspeare, jamaikanische Jazzmusikerin kanadischer Herkunft
- 25. Oktober: John Butcher, britischer Saxophonist
- 27. Oktober: Wendell Brunious, US-amerikanischer Trompeter und Bandleader
- 29. Oktober: Anita Meyer, niederländische Sängerin
- 30. Oktober: T. Graham Brown, US-amerikanischer Countrymusiker
- 30. Oktober: Tom Browne, US-amerikanischer Jazztrompeter und Sänger
- 31. Oktober: Shinya Okahara, japanischer Pianist und Musikpädagoge
- 31. Oktober: Tim Sparks, US-amerikanischer Gitarrist
- 00. Oktober: Mark Vigil, US-amerikanischer Komponist

### November
- 01. November: Carmen Lundy, US-amerikanische Jazzsängerin und Schauspielerin
- 03. November: Adam Ant, britischer Pop-Musiker
- 03. November: Siegfried Mauser, deutscher Pianist und Musikwissenschaftler
- 04. November: Chris Difford, britischer Sänger, Songwriter und Produzent (Squeeze)
- 04. November: Klaus Ignatzek, deutscher Jazzmusiker
- 06. November: Mango, italienischer Cantautore (Liederdichter)
- 06. November: Lothar Mohn, deutscher Kirchenmusikdirektor
- 07. November: Robin Beck, US-amerikanische Sängerin
- 08. November: Kåre Garnes, norwegischer Jazzbassist
- 08. November: Rickie Lee Jones, US-amerikanische Pop- und Jazz-Musikerin
- 10. November: Mario Cipollina, US-amerikanischer Rockmusiker (Huey Lewis and the News)
- 12. November: Olivier Hutman, französischer Jazzpianist
- 14. November: Anson Funderburgh, US-amerikanischer Blues-Gitarrist und Bandleader
- 14. November: Yanni, griechischer Komponist, Pianist und Keyboarder
- 15. November: Randy Thomas, US-amerikanischer Singer-Songwriter, Gitarrist und Produzent (Sweet Comfort Band und Allies)
- 15. November: Tony Thompson, US-amerikanischer Schlagzeuger († 2003)

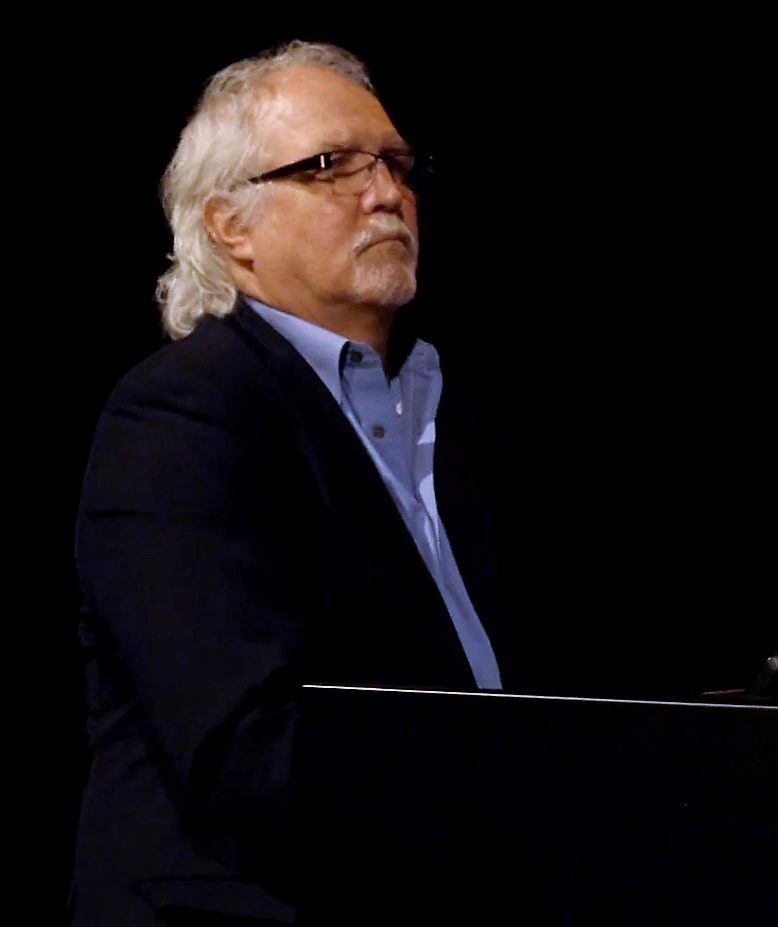
Donald Runnicles; * 16. November

- 16. November: Donald Runnicles, britischer Dirigent
- 20. November: Aneka, schottische Folksängerin
- 20. November: Frank Marino, kanadischer Gitarrist italienisch-arabischer Abstammung

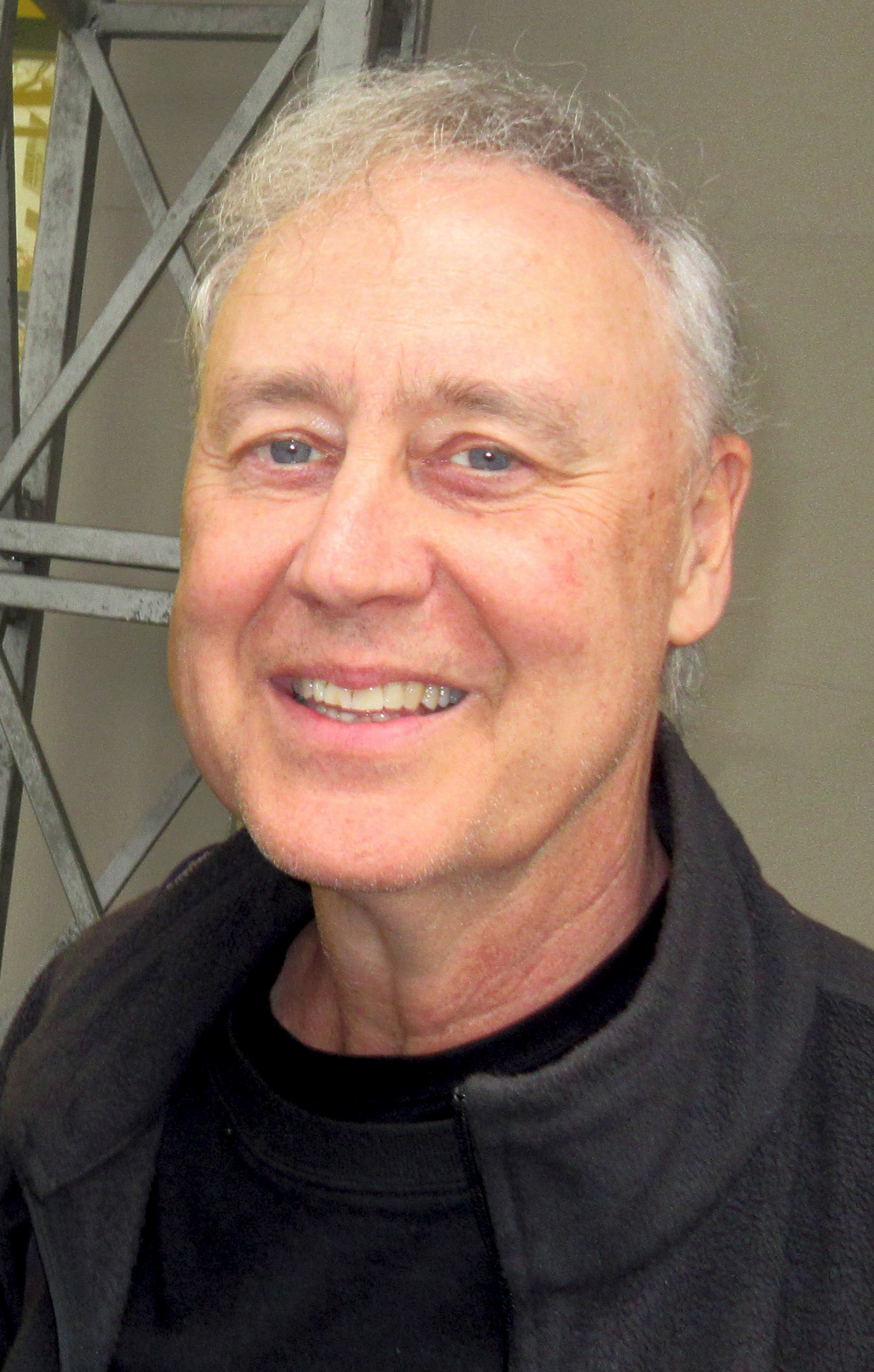
Bruce Hornsby; * 23. November

- 23. November: Bruce Hornsby, US-amerikanischer Pianist und Singer-Songwriter (Grateful Dead)
- 23. November: Pete Allen, britischer Klarinettist, Saxophonist, Sänger und Bandleader
- 24. November: Clem Burke, US-amerikanischer Schlagzeuger († 2025)
- 27. November: Ed Saindon, US-amerikanischer Jazzmusiker und Hochschullehrer

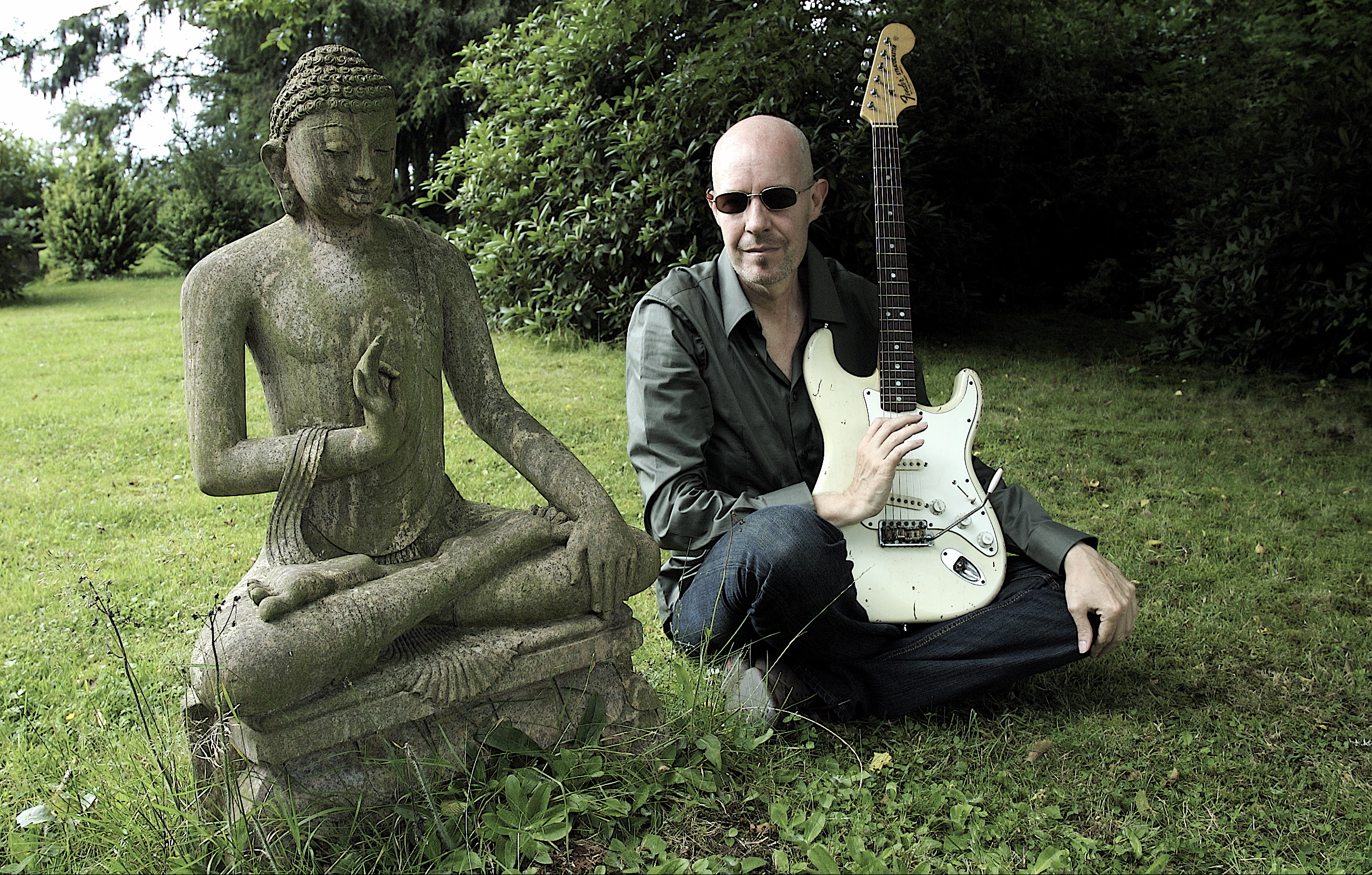
Axel Heilhecker; * 28. November

- 28. November: Axel Heilhecker, deutscher Gitarrist, Komponist, Produzent und Sänger
- 29. November: Michael White, US-amerikanischer Jazzmusiker und Hochschullehrer
- 30. November: Bernhard Arndt, deutscher Pianist

### Dezember
- 02. Dezember: Franz Comploi, italienischer Organist und Musikpädagoge
- 04. Dezember: Michael Moore, US-amerikanischer Jazzmusiker
- 06. Dezember: Beat Furrer, österreichischer Komponist und Dirigent Schweizer Herkunft
- 06. Dezember: Steve Swell, US-amerikanischer Jazzposaunist
- 07. Dezember: Mike Nolan, irischer Sänger (Bucks Fizz)
- 09. Dezember: Kip Hanrahan, US-amerikanischer Musikproduzent und Perkussionist
- 09. Dezember: Steve Rodby, US-amerikanischer Bassist (Pat Metheny Group)
- 10. Dezember: Edvard Askeland, norwegischer Jazzbassist
- 10. Dezember: DJ Hollywood, US-amerikanischer Rapper und DJ
- 10. Dezember: Jack Hues, britischer Singer-Songwriter und Gitarrist (Wang Chung)

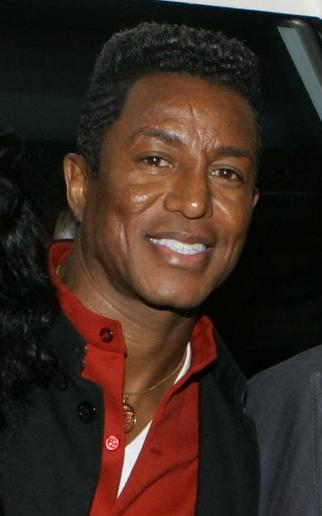
Jermaine Jackson; * 11. Dezember

- 11. Dezember: Jermaine Jackson, US-amerikanischer Sänger (The Jackson 5)
- 12. Dezember: Jeff Johnson, US-amerikanischer Bassist
- 13. Dezember: John Anderson, US-amerikanischer Country-Sänger
- 14. Dezember: Eva Mattes, deutsch-österreichische Schauspielerin, Synchronsprecherin, Hörbuch- sowie Hörspielsprecherin und Chansonsängerin
- 14. Dezember: Kunihiro Ochi, japanischer Dirigent
- 16. Dezember: Joe Fonda, US-amerikanischer Jazzbassist
- 16. Dezember: Timothy Sullivan, kanadischer Komponist und Musikpädagoge
- 18. Dezember: Glenn Buhr, kanadischer Komponist und Pianist
- 18. Dezember: Kåre Nordstoga, norwegischer Organist
- 18. Dezember: Uli Jon Roth, deutscher Gitarrist
- 19. Dezember: John Russell, britischer Jazz- und Improvisationsmusiker († 2021)
- 20. Dezember: Marios Papadopoulos, zypriotisch-britischer Dirigent und Pianist
- 22. Dezember: Warren Benbow, US-amerikanischer Jazzmusiker (Schlagzeug)

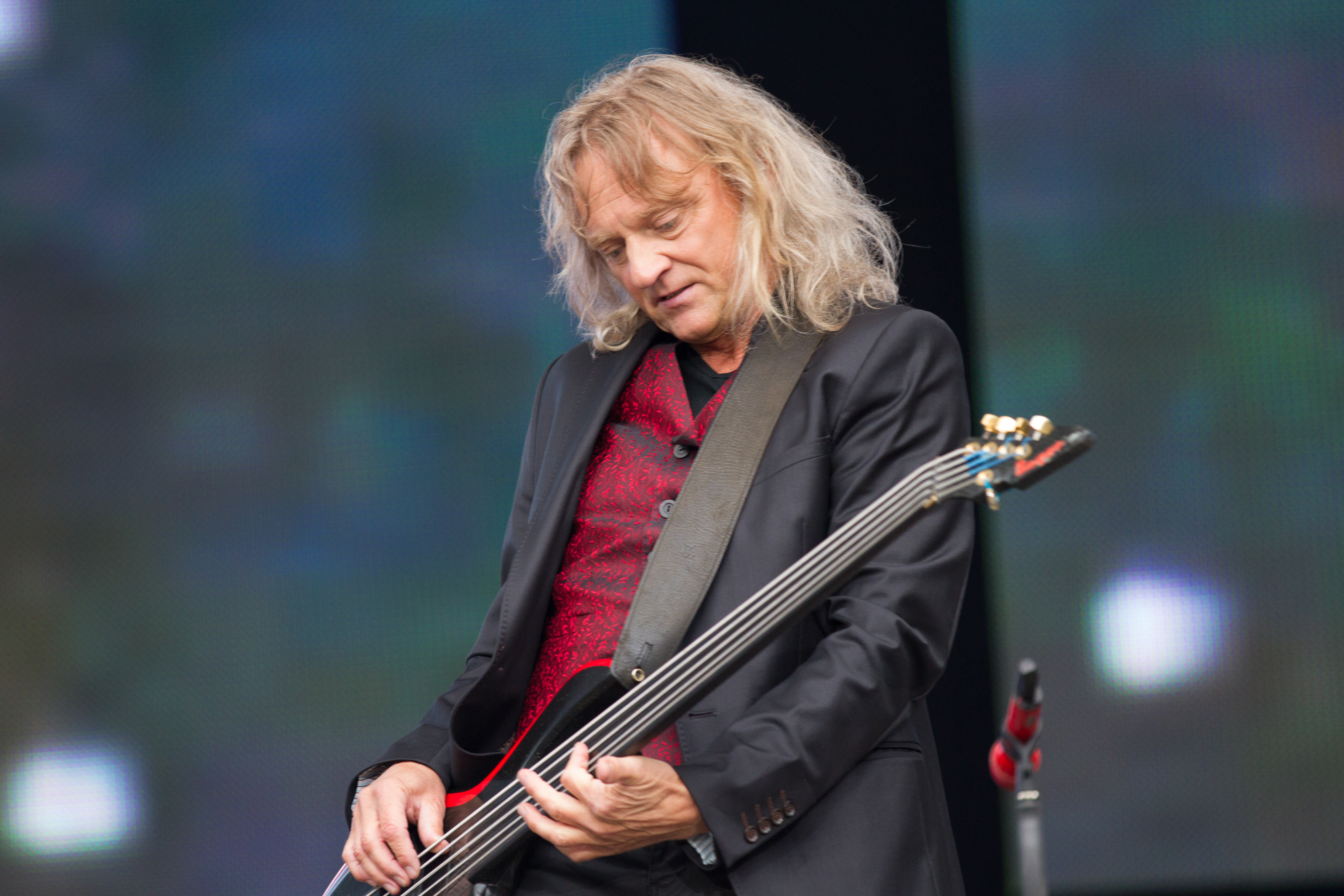
Christian Liebig; * 22. Dezember

- 22. Dezember: Christian Liebig, deutscher Bassist und Rockmusiker
- 23. Dezember: Jean-Marie Benoît, kanadischer Gitarrist und Filmkomponist († 2009)
- 24. Dezember: Cynthia Folio, US-amerikanische Komponistin, Flötistin und Musikpädagogin
- 25. Dezember: Robin Campbell, britischer Musiker (UB40)

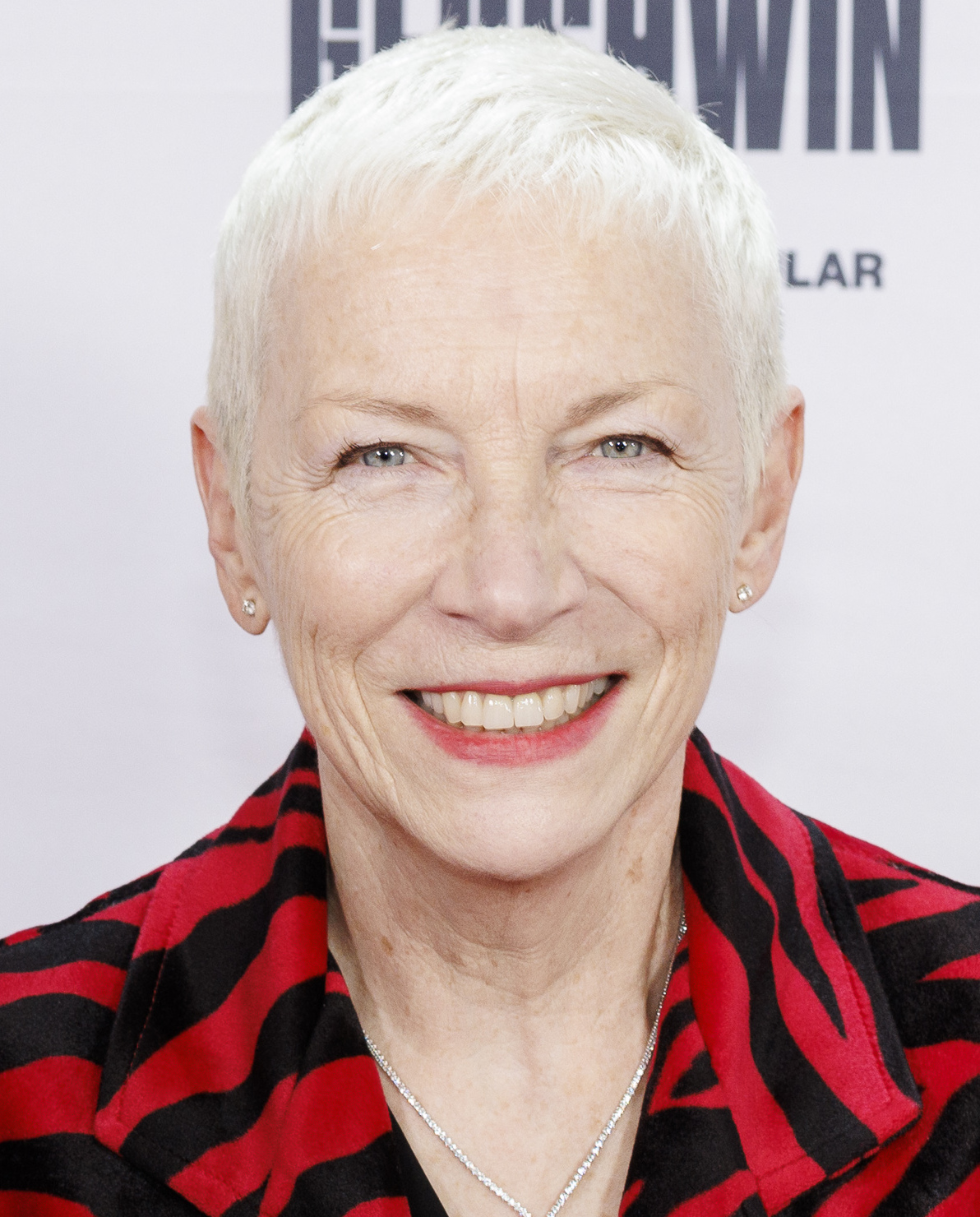
Annie Lennox; * 25. Dezember

- 25. Dezember: Annie Lennox, britische Sängerin und Songwriterin
- 25. Dezember: Steve Wariner, US-amerikanischer Country-Musiker und Songwriter
- 26. Dezember: Noel Pointer, US-amerikanischer Violinist und Musikproduzent († 1994)
- 27. Dezember: John Watts, britischer Sänger, Gitarrist und Dichter
- 30. Dezember: Roberto Abbado, italienischer Dirigent
- 30. Dezember: Jean-Claude Kuner, Schweizer Regisseur und Autor
- 31. Dezember: Sylvie Bodorová, tschechische Komponistin

### Genaues Geburtsdatum unbekannt

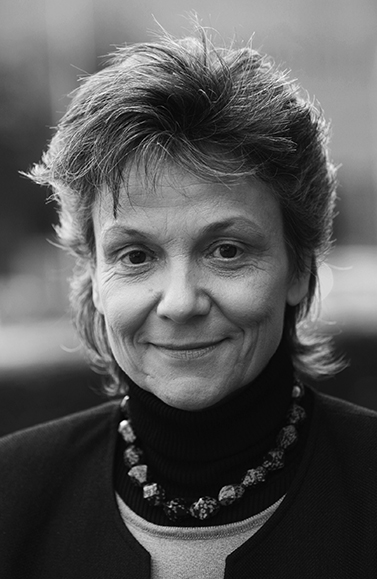
Cathérine Miville

- Guarionex Aquino, dominikanischer Jazzperkussionist
- Marilyn Bliss, US-amerikanische Komponistin
- Mark Evan Bonds, US-amerikanischer Musikwissenschaftler und Hochschullehrer
- Timothy Bowers, britischer Komponist
- Geraldine Branagan, irische Sängerin
- Carter Brey, US-amerikanischer Cellist und Musikpädagoge
- Gérard Buquet, französischer Tubist, Dirigent und Komponist
- Orhan Demir, türkisch-kanadischer Gitarrist
- Joachim Fuchs-Charrier, deutscher Schlagzeuger
- Yiannis Dimitras, griechischer Sänger und Komponist
- Orlando Jacinto García, US-amerikanischer Komponist und Musikpädagoge
- James Gourlay, schottischer Tubaist und Professor für Musik
- Dagmar Hellberg, deutsche Musicaldarstellerin, Schauspielerin und Sängerin
- Lisa Herman, US-amerikanischer Singer-Songwriterin
- Theresa Hightower, US-amerikanischer Jazzsängerin († 2018)
- Brian Kershner, US-amerikanischer Komponist, Fagottist und Musikpädagoge
- Allan Kozinn, US-amerikanischer Journalist und Musikkritiker
- Can Kozlu, türkischer Jazzmusiker (Schlagzeug)
- Volkmar Kramarz, deutscher Musikwissenschaftler und Journalist
- Martin Maria Krüger, deutscher Musiker
- Adam Krużel, polnischer Bariton
- Yuri Lemeshev, russisch-US-amerikanischer Akkordeonist
- Kenny Lee Lewis, US-amerikanischer Rockmusiker
- Ludger Lohmann, deutscher Organist und Professor
- Cathérine Miville, Schweizer Regisseurin und Theaterintendantin
- Jochen A. Modeß, deutscher Kirchenmusiker, Organist, Komponist und Hochschullehrer
- Per Anders Nilsson, schwedischer Jazzmusiker (Saxophone, Synthesizer, Komposition)
- Rüdiger Oppermann, deutscher Musiker
- Betsy Pecanins, mexikanische Sängerin († 2016)
- Tchavolo Schmitt, französischer Gitarrist des Swing Manouche
- Hayko Siemens, deutscher Kirchenmusiker
- Olaf Van Gonnissen, deutscher Gitarrist
- Angelika Weiz, deutsche Jazzsängerin
- Julius Penson Williams, US-amerikanischer Dirigent, Komponist und Musikpädagoge

### Geboren um 1954
- Bob Leto, US-amerikanischer Jazzmusiker (Schlagzeug)

## Gestorben

### Januar
- 06. Januar: Albert Kunze, deutscher Opernsänger, Komiker und Schriftsteller (* 1872)
- 07. Januar: Marfa Semjonowna Krjukowa, russische bzw. sowjetische Erzählerin und Sängerin (* 1876)
- 09. Januar: Eugen Coca, moldawischer Violinist und Komponist (* 1893)

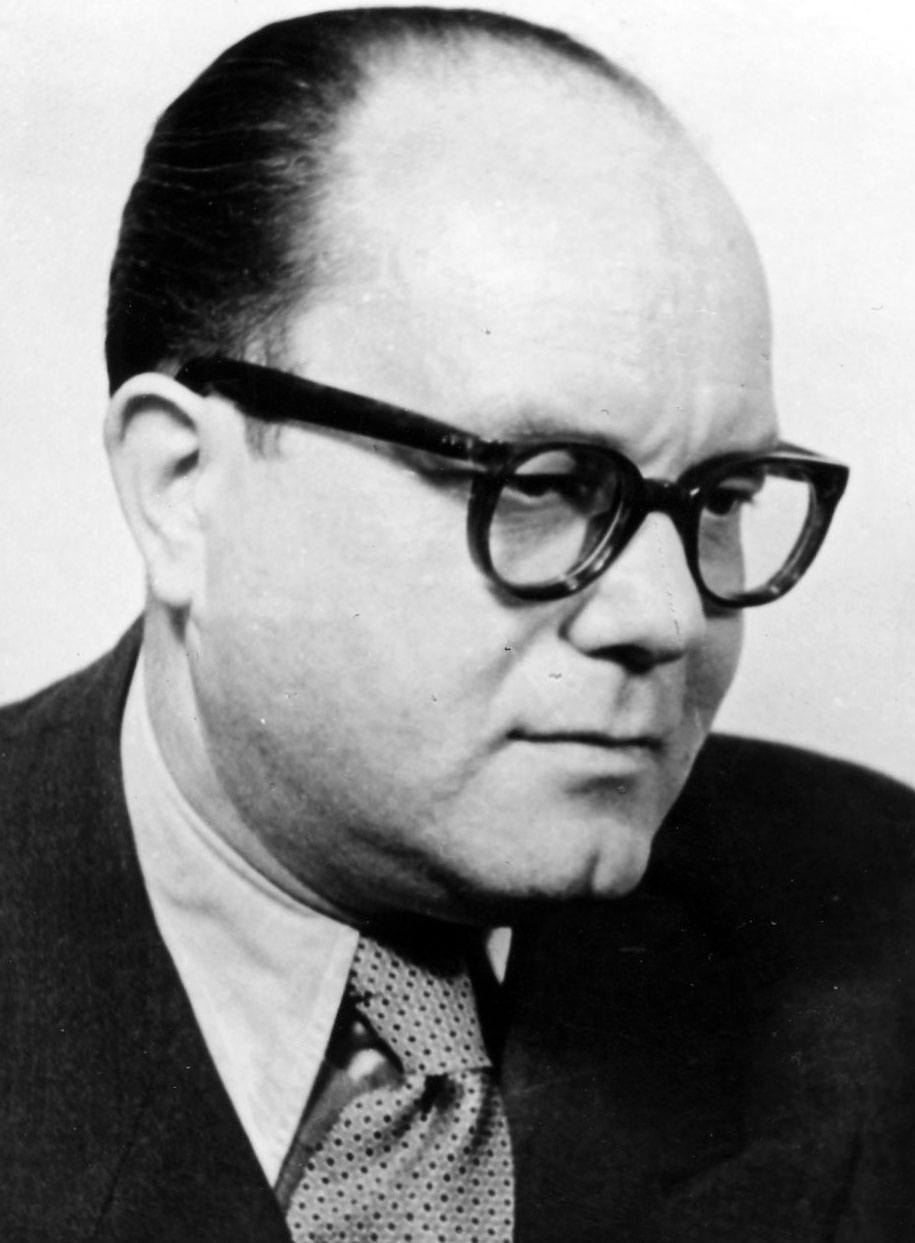
Fred Raymond; † 10. Januar

- 10. Januar: Fred Raymond, österreichischer Komponist (* 1900)

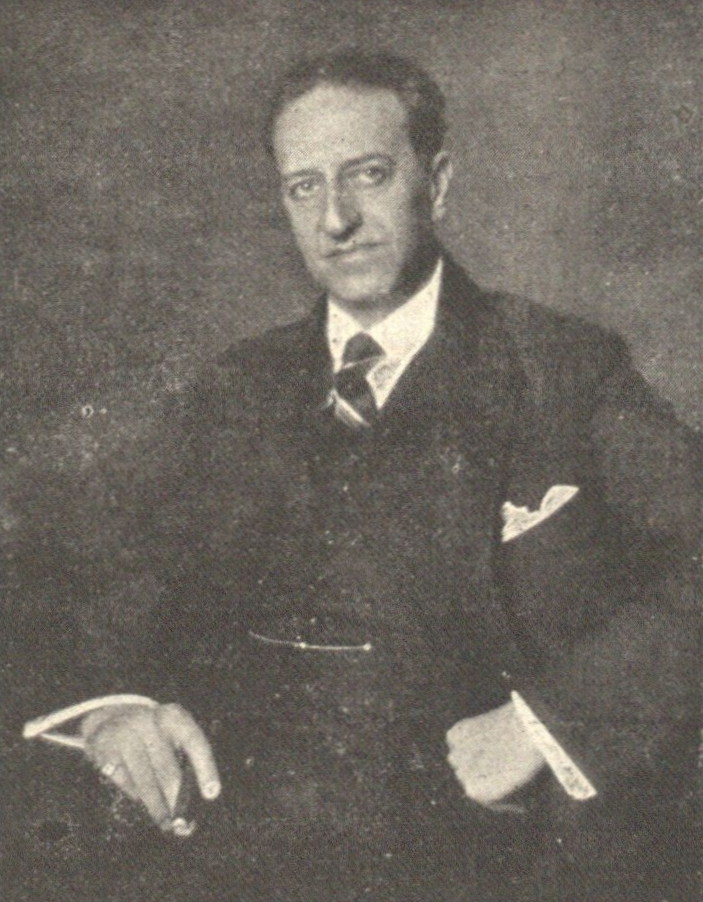
Oscar Straus; † 11. Januar

- 11. Januar: Oscar Straus, österreichischer Operettenkomponist (* 1870)
- 14. Januar: Franz Schier, österreichischer Schlager- und Wienerliedsänger (* 1909)
- 18. Januar: Herbert Heyner, britischer Bariton (* 1882)
- 19. Januar: Dick Davis, US-amerikanischer Jazzmusiker (* 1917)
- 20. Januar: Max Springer, deutscher Organist, Komponist und Musikpädagoge (* 1877)
- 21. Januar: Per Reidarson, norwegischer Komponist, Violinist und Musikkritiker (* 1879)
- 27. Januar: Paul-Marie Masson, französischer Musikwissenschaftler und Hochschullehrer (* 1882)
- 29. Januar: Hans Soph, deutscher Komponist, Mundartdichter und kunstgewerblicher Maler (* 1869)

### Februar
- 02. Februar: Theodor Rogalski, rumänischer Komponist (* 1901)
- 05. Februar: Vittorio Gnecchi, italienischer Komponist (* 1876)
- 07. Februar: Alfred Burt, US-amerikanischer Jazz-Musiker und Komponist (* 1920)
- 07. Februar: Jan Adam Maklakiewicz, polnischer Komponist (* 1899)
- 14. Februar: Larry Russell, US-amerikanischer Filmkomponist, Arrangeur und Dirigent (* 1913)
- 15. Februar: Erik Wirl, deutscher Opernsänger (Tenor) und Schauspieler (* 1884)
- 16. Februar: Vojtěch Blatný, echischer Chorleiter und Organist (* 1864)
- 21. Februar: Florenz Werner, deutscher Geiger und Orchesterleiter (* 1874)

### März
- 04. März: Noel Gay, britischer Songwriter (* 1898)
- 04. März: Georg Göhler, deutscher Komponist, Dirigent, Musikerzieher und -kritiker (* 1874)
- 10. März: Alfred Lamoureux, kanadischer Komponist und Musikpädagoge (* 1876)
- 11. März: Robert Cantieni, Schweizer Komponist (* 1873)
- 11. März: Frankie Newton, US-amerikanischer Jazz-Trompeter (* 1906)
- 14. März: Zdenka Faßbender, tschechisch-deutsche Sängerin (Sopran) (* 1879)
- 16. März: Tenna Kraft, dänische Opernsängerin (* 1885)

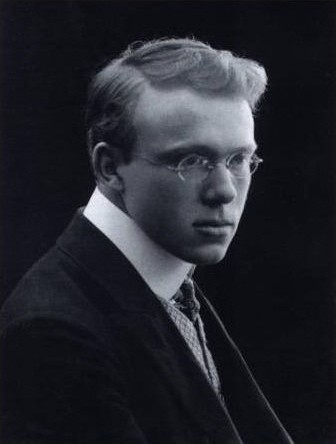
Walter Braunfels; † 19. März

- 19. März: Walter Braunfels, deutscher Komponist und Pianist (* 1882)
- 24. März: Alberto Colombo, US-amerikanischer Dirigent und Filmkomponist (* 1888)
- 26. März: Louis Silvers, US-amerikanischer Filmkomponist (* 1889)

### April
- 01. April: Rudolf Eisenmann, deutscher Dirigent, Komponist und Musikpädagoge (* 1894)
- 04. April: Frederick Lonsdale, britischer Librettist und Dramatiker (* 1881)
- 05. April: Claude Delvincourt, französischer Komponist (* 1888)
- 08. April: Edwin Grasse, US-amerikanischer Geiger, Pianist, Organist und Komponist (* 1884)
- 09. April: Philip Greeley Clapp, US-amerikanischer Pianist und Komponist (* 1888)
- 10. April: Guelfo Civinini, italienischer Dichter, Dramatiker, Librettist, Journalist und Archäologe (* 1873)
- 11. April: Paul Specht, US-amerikanischer Bandleader (* 1895)
- 12. April. Rudolf Krasselt, deutscher Violoncellist und Dirigent (* 1879)
- 14. April: Lil Green, US-amerikanische Blues-Sängerin (* 1919)
- 14. April: Michael Schugalté, russischer Geiger, Kapellmeister und Komponist (* 1890)
- 15. April: Arthur Fickenscher, US-amerikanischer Komponist (* 1871)
- 15. April: Feliks Wróbel, polnischer Komponist (* 1894)
- 16. April: Texas Alexander, US-amerikanischer Blues-Sänger (* 1900)
- 16. April: Will Batts, US-amerikanischer Bluessänger und Musiker (Geige, Gitarre) (* 1904)
- 16. April: Juan Vicente Lecuna, venezolanischer Diplomat und Komponist (* 1899)
- 17. April: Arthur Preil, deutscher Volkssänger (* 1887)
- 18. April: Émile Marcelin, französischer Komponist (* 1906)
- 24. April: Michail Leonidowitsch Starokadomski, russischer Komponist (* 1901)
- 25. April: Guillaume Dupuis, kanadischer Chorleiter und Musikpädagoge (* 1887)
- 27. April: Torsten Ralf, schwedischer Tenor (* 1901)[23]

### Mai
- 01. Mai: Johnny Aubert, schweizerischer Pianist (* 1889)
- 01. Mai: Arthur Johnston, US-amerikanischer Songtexter und Komponist (* 1898)
- 15. Mai: Carl Clewing, deutscher Kammersänger (Tenor), Bühnen- und Filmschauspieler (* 1884)

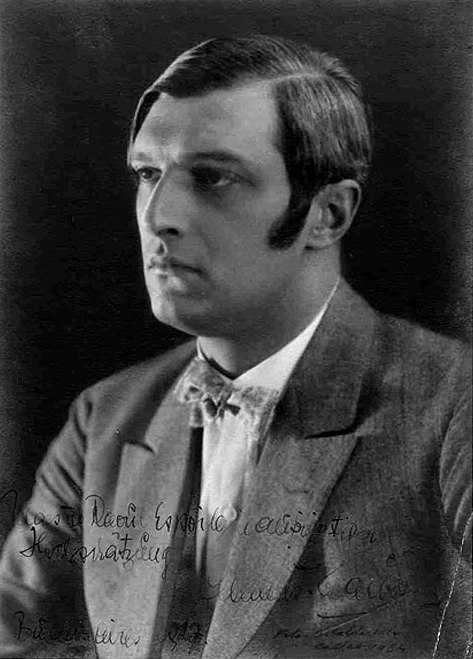
Clemens Krauss; † 16. Mai

- 16. Mai: Clemens Krauss, österreichischer Dirigent (* 1893)
- 17. Mai: Samuel Belov, US-amerikanischer Geiger, Bratschist und Musikpädagoge (* 1884)

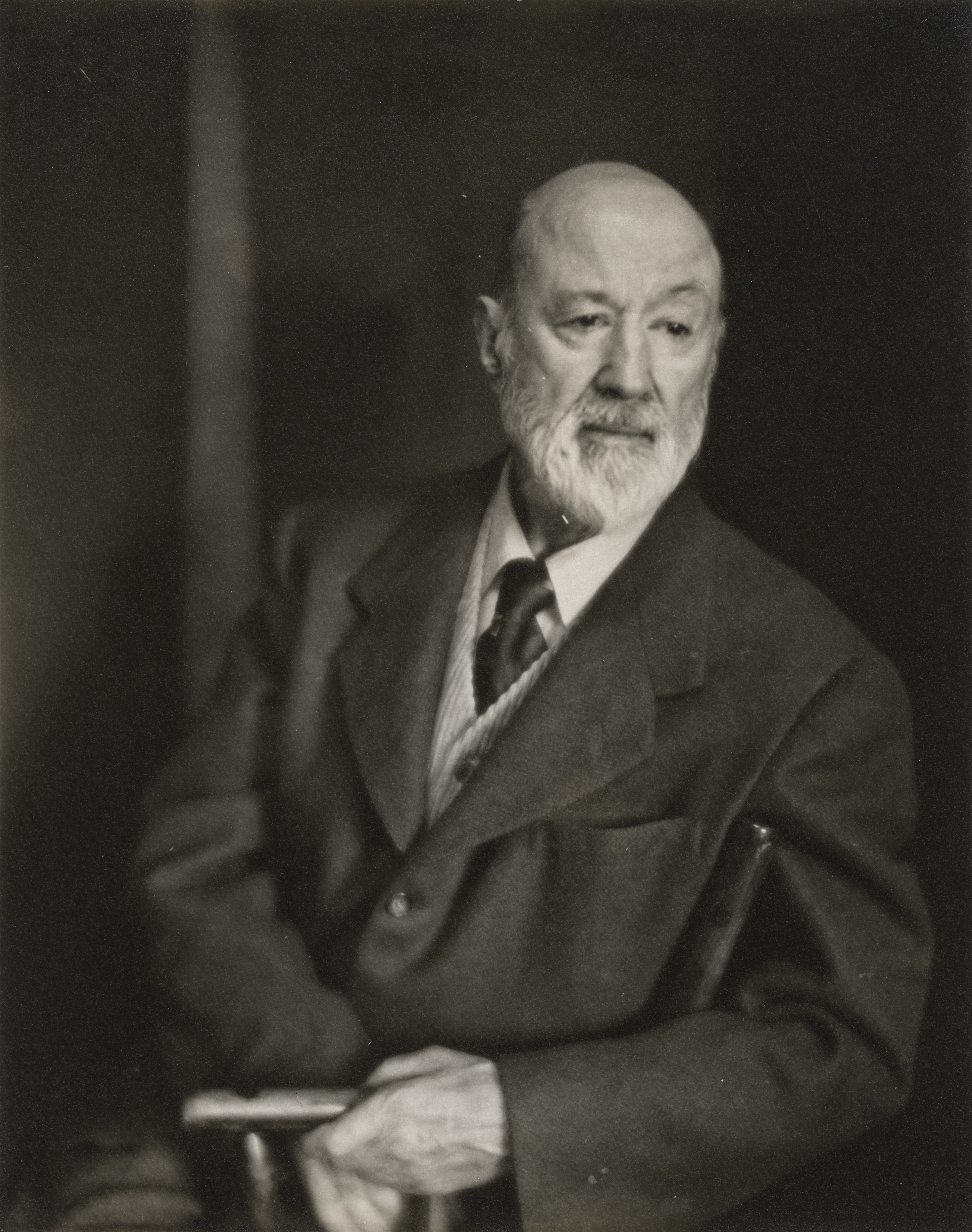
Charles Edward Ives; † 19. Mai

- 19. Mai: Charles Ives, US-amerikanischer Komponist (* 1874)
- 23. Mai: Karl Sczuka, deutscher Komponist (* 1900)
- 28. Mai: Elisabeth Ohlhoff, deutsche Sopranistin (* 1884)
- 31. Mai: Pedro Elías Gutiérrez, venezolanischer Musiker (* 1870)
- 31. Mai: Garland Wilson, US-amerikanischer Jazzpianist (* 1909)

### Juni
- 10. Juni: Léonce de Saint-Martin, französischer Organist (* 1886)
- 11. Juni: Leon Rains, US-amerikanischer Opernsänger (Bass), Schauspieler und Gesangspädagoge (* 1870)
- 11. Juni: José Luis Roncallo, argentinischer Pianist, Bandleader und Tangokomponist (* 1875)
- 12. Juni: E. Ray Goetz, US-amerikanischer Songwriter, Produzent, Drehbuchautor und Schauspieler (* 1886)
- 13. Juni: Jay Johnson, US-amerikanischer Bigband-Sänger (* 1928)

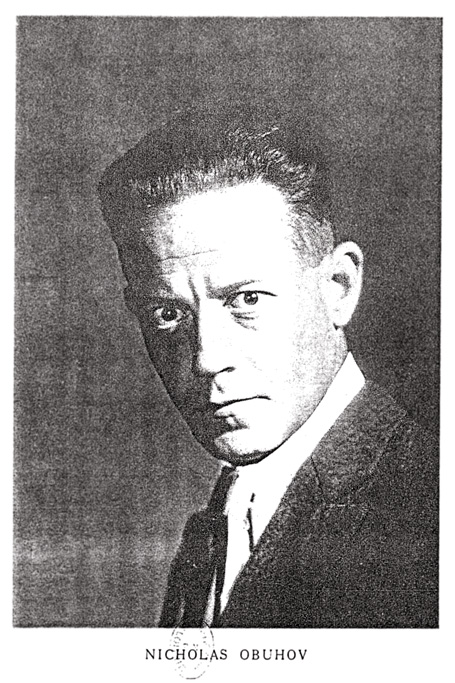
Nicolas Obouhow; † 13. Juni

- 13. Juni: Nikolai Borissowitsch Obuchow, russischer Komponist (* 1892)
- 14. Juni: Luigi Montesanto, italienischer Baiton (* 1887)[23]
- 25. Juni: Francis Casadesus, französischer Komponist, Pianist und Lehrer (* 1870)
- 29. Juni: H. Maurice Jacquet, französischer Komponist und Dirigent (* 1886)
- 30. Juni: Georg Hartmann, deutscher Kirchenmusikkomponist und Heimatschriftsteller (* 1887)

### Juli
- 07. Juli: Idabelle Smith Firestone, US-amerikanische Komponistin und Songwriterin (* 1874)
- 07. Juli: Louis van de Sande, niederländischer Opernsänger (* 1887)
- 08. Juli: August Liessens, belgisch-kanadischer Organist und Komponist (* 1894)
- 13. Juli: Anton Arnold, österreichischer Opernsänger (* 1880)
- 14. Juli: Manuel Buzón, argentinischer Tangopianist, Sänger, Bandleader und Komponist (* 1904)

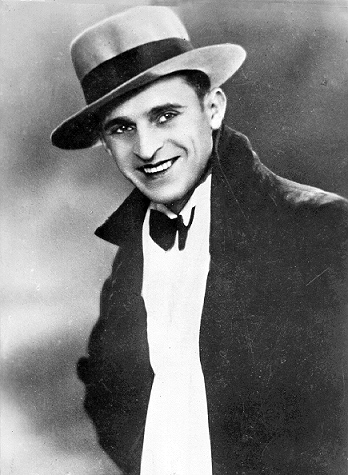
Pjotr Leschtschenko; † 16. Juli

- 16. Juli: Pjotr Konstantinowitsch Leschtschenko, Chansonsänger (* 1898)
- 16. Juli: Lucien Muratore, französischer Opernsänger (Tenor) (* 1878)
- 16. Juli: Herms Niel, deutscher Komponist von Marschmusik (* 1888)
- 19. Juli: Josef Linster, rumäniendeutscher Komponist und Musikpädagoge (* 1889)
- 19. Juli: Jean Roger-Ducasse, französischer Komponist (* 1873)
- 21. Juli: Bruno Hardt-Warden, österreichischer Librettist und Liedtexter (* 1883)
- 21. Juli: Elmer James, US-amerikanischer Jazzbassist (* 1910)
- 22. Juli: Konstantin Solomonowitsch Saradschew, armenischer Dirigent und Geiger (* 1877)
- 24. Juli: Anne Gilchrist, britischer Volksliedsammler (* 1863)
- 25. Juli: Ejnar Eklöf, schwedischer Organist, Komponist und Gesangslehrer (* 1886)
- 27. Juli: Diran Alexanian, armenischer Cellist, Komponist und Musikpädagoge (* 1881)

### August
- 02. August: René Amengual Astaburuaga, chilenischer Komponist (* 1911)
- 02. August: Rudolf von Ficker, österreichischer Musikwissenschaftler (* 1886)
- 02. August: Ernst Sompek, österreichischer Komponist, Chorleiter, Schuldirektor (* 1876)
- 08. August: Phil Ohman, US-amerikanischer Pianist und Filmkomponist (* 1896)
- 08. August: Gino Tagliapietra, italienischer Pianist und Komponist (* 1887)
- 09. August: Frederick Keel, britischer Bariton und Komponist (* 1871)
- 13. August: Demetrius Constantine Dounis, griechischer Geiger und Musikpädagoge (* 1893)
- 13. August: Hermann Fritzsching, deutscher Tontechniker (* 1900)
- 13. August: Hermann Wolfgang von Waltershausen, deutscher Komponist, Dirigent, Musikpädagoge und Musikschriftsteller (* 1882)

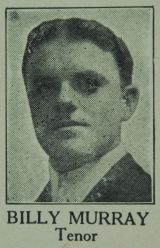
Billy Murray; † 17. August

- 17. August: Billy Murray, US-amerikanischer Sänger (* 1877)
- 24. August: Robert Talbot, kanadischer Violinist, Musikpädagoge und Komponist (* 1893)

### September
- 06. September: Peter Baust, deutscher Tenor (* 1893)
- 08. September: Brad Gowans, US-amerikanischer Jazzmusiker und Arrangeur (* 1903)
- 09. September: Hermann Durra, deutscher Komponist und Gesanglehrer (* 1871)

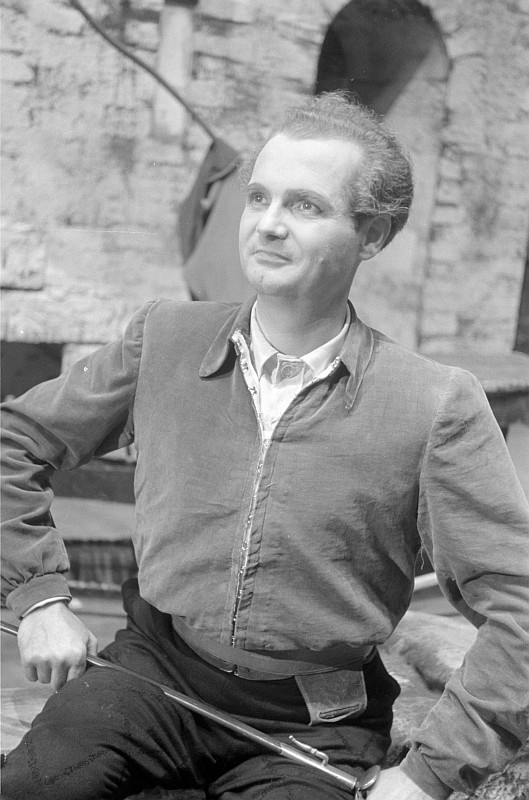
Peter Anders, † 10. September

- 10. September: Peter Anders, deutscher Opernsänger (* 1908)
- 11. September: Marie Gallison-Reuter, deutschamerikanische Schullehrerin, Sängerin, Musikpädagogin, Chorleiterin sowie Schwester der Kaiserswerther Diakonie (* 1861)
- 15. September: Alberto Gentili, italienischer Musikwissenschaftler und Komponist (* 1873)
- 19. September: Tibor Harsanyi, französischer Komponist, Dirigent und Pianist ungarischer Herkunft (* 1898)
- 20. September. Washington Phillips, US-amerikanischer Gospel-Musiker (* 1880)
- 27. September: Sigmund Matuszewski, deutscher Opernsänger (Tenor) und Theaterintendant (* 1888)

### Oktober
- 05. Oktober: Flor Alpaerts, belgischer Dirigent und Komponist (* 1876)
- 05. Oktober: Carl Schaefer, deutscher Fagottist (* 1876)
- 06. Oktober: Hakon Børresen, dänischer Komponist (* 1876)
- 06. Oktober: Fred Hall, US-amerikanischer Musiker und Dirigent (* 1898)
- 12. Oktober: Pasquale Perris, italienischer Kapellmeister, Dirigent und Filmkomponist (* 1893)
- 13. Oktober: František Babušek, slowakischer Komponist und Dirigent (* 1905)
- 13. Oktober: Emmy Heim, österreichische Sängerin und Musikpädagogin (* 1885)
- 16. Oktober: Otto Becker, deutscher Musiker (* 1870)
- 17. Oktober: Miriam Moffitt, US-amerikanische Jazzpianistin (* 1884)

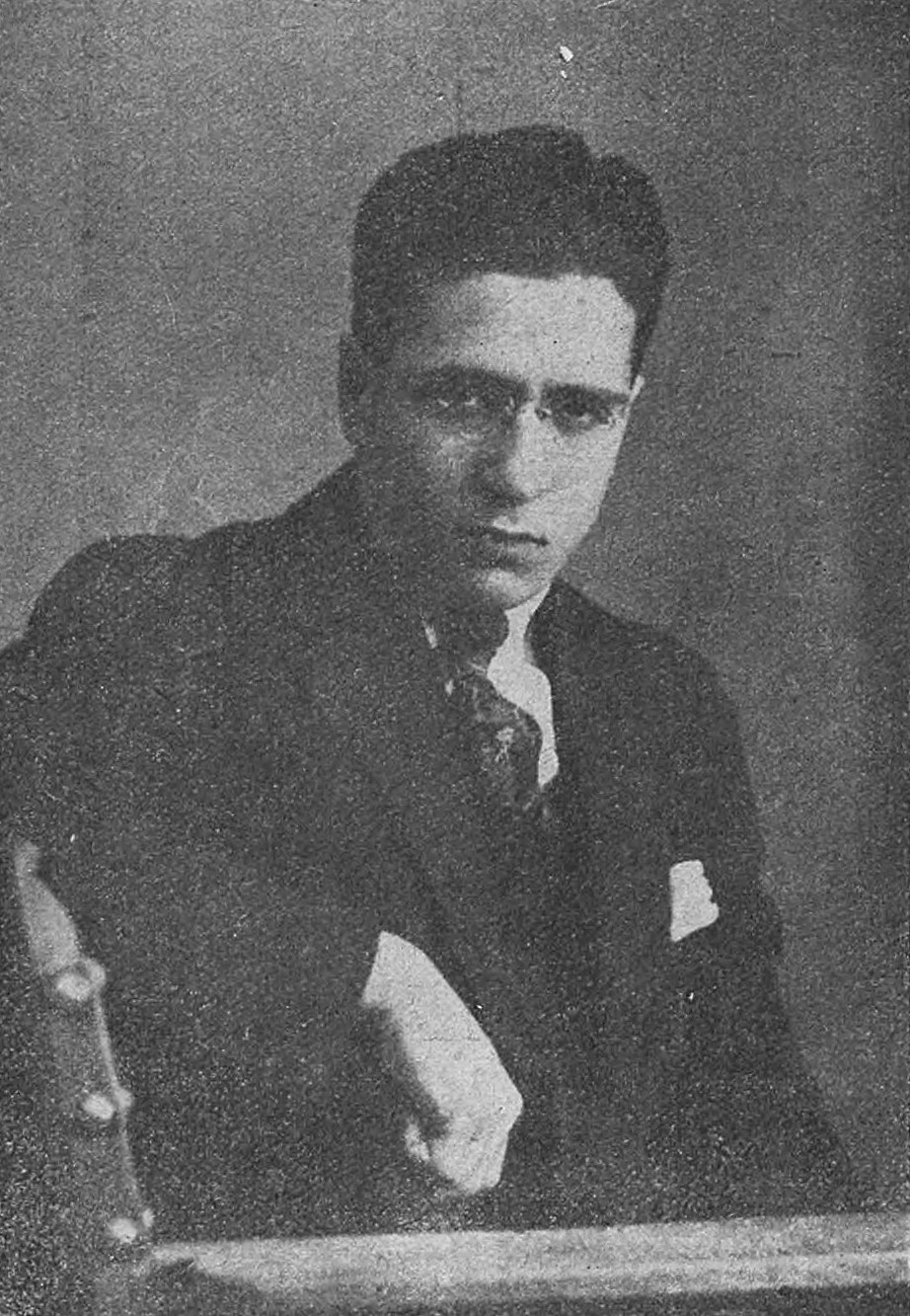
José Pepito Arriola; † 24. Oktober

- 24. Oktober: Pepito Arriola, spanischer Pianist (* 1895)
- 24. Oktober: José Rodríguez Carballeira, spanischer Pianist (* 1895)
- 27. Oktober: Franco Alfano, italienischer Komponist (* 1875)
- 00. Oktober: Gregori Garbovitsky, kanadischer Geiger, Dirigent und Musikpädagoge (* 1892)

### November

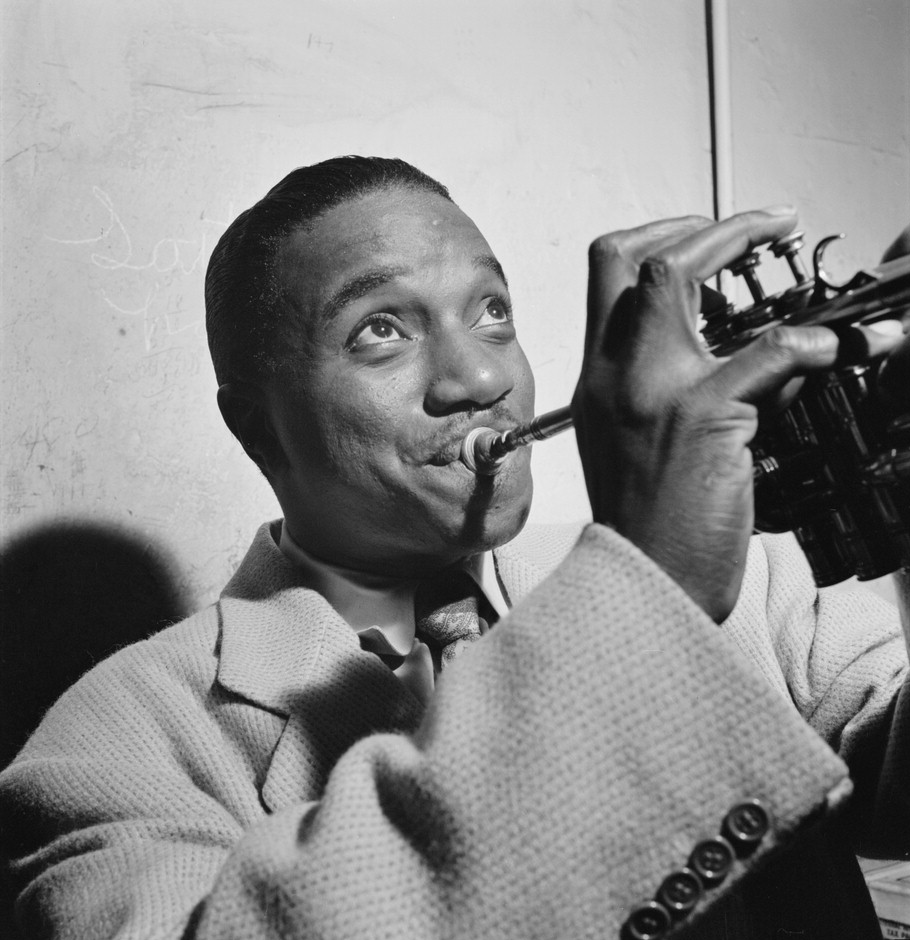
Hot Lips Page; † 5. November

- 05. November: Hot Lips Page, US-amerikanischer Jazzmusiker (* 1908)
- 11. November: J. Rosamond Johnson, US-amerikanischer Komponist und Sänger (* 1873)
- 15. November: Charley Jordan, US-amerikanischer Blues-Sänger, Gitarrist und Songschreiber (* 1890)
- 19. November: Hermann Grevesmühl, deutscher Musiker (* 1878)
- 21. November: Karol Rathaus, polnischer Komponist (* 1895)
- 23. November: Pavel Dědeček, tschechischer Dirigent und Musikpädagoge (* 1885)
- 24. November: Boris Hambourg, russischer Cellist (* 1885)
- 25. November: Gwen Foster, US-amerikanischer Old-Time-Musiker (* 1903)
- 27. November: Kurt Widmann, deutscher Jazzmusiker und Orchesterleiter (* 1906)
- 29. November: Dink Johnson, US-amerikanischer Jazzmusiker (* 1892)
- 29. November: Sir George Robey, britischer Sänger, Comedian und Schauspieler (* 1869)

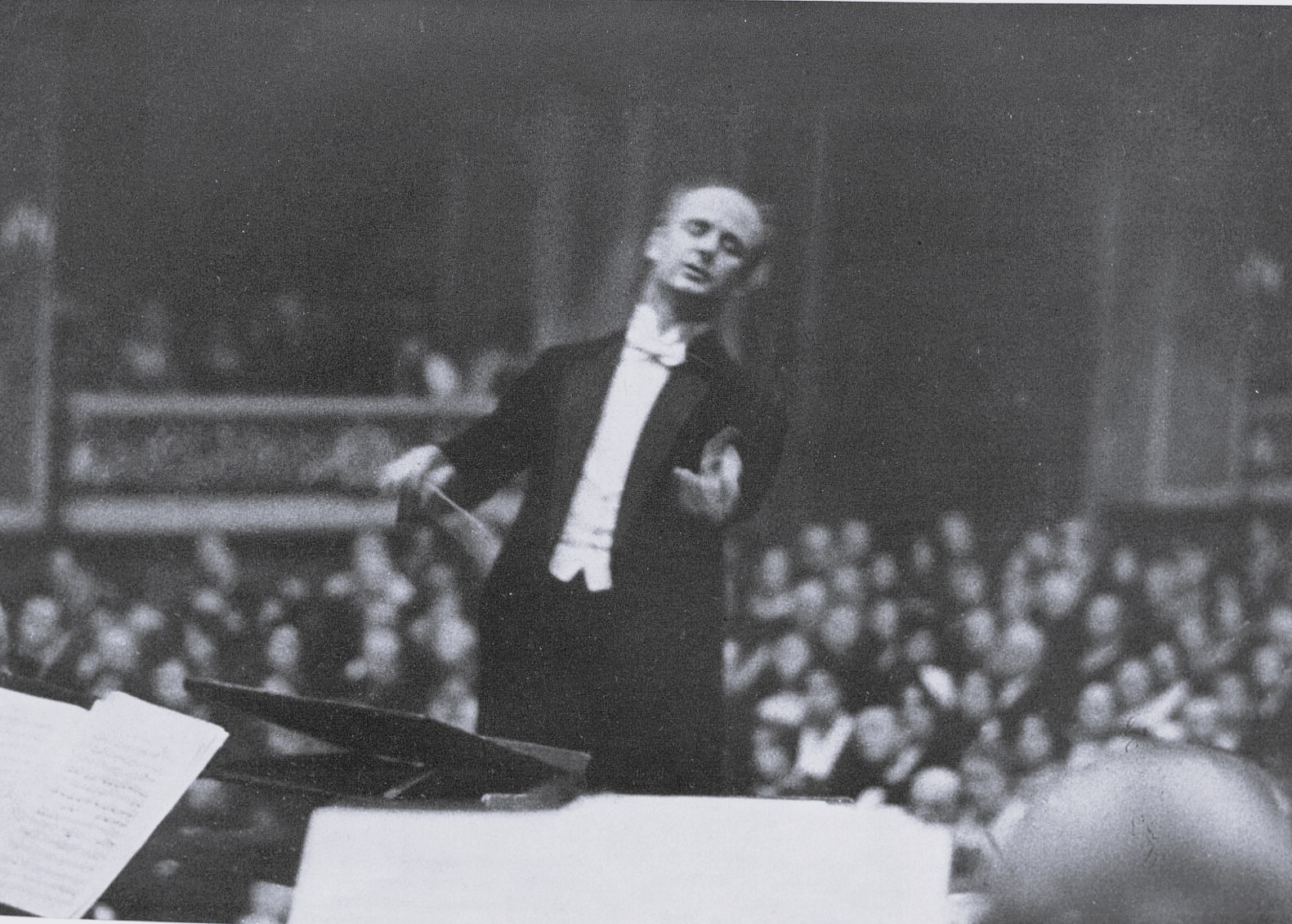
Wilhelm Furtwängler; † 30. November

- 30. November: Wilhelm Furtwängler, deutscher Dirigent und Komponist (* 1886)

### Dezember
- 01. Dezember: Fred Rose, US-amerikanischer Country-Musiker, Komponist und Publizist (* 1898)
- 02. Dezember: Enrique Soro Barriga, chilenischer Komponist (* 1884)
- 03. Dezember: Henry Sarly, belgischer Komponist (* 1883)
- 08. Dezember: Fritz Blankenhorn, deutscher Operettensänger (Tenor) und Schauspieler (* 1889)
- 14. Dezember: Sergei Wladimirowitsch Protopopow, russischer Komponist (* 1893)
- 14. Dezember: Philip Ritte, britischer Tenor (* 1871)
- 15. Dezember: Papa Celestin, US-amerikanischer Jazz-Trompeter, Kornettist, Sänger und Bandleader (* 1884)

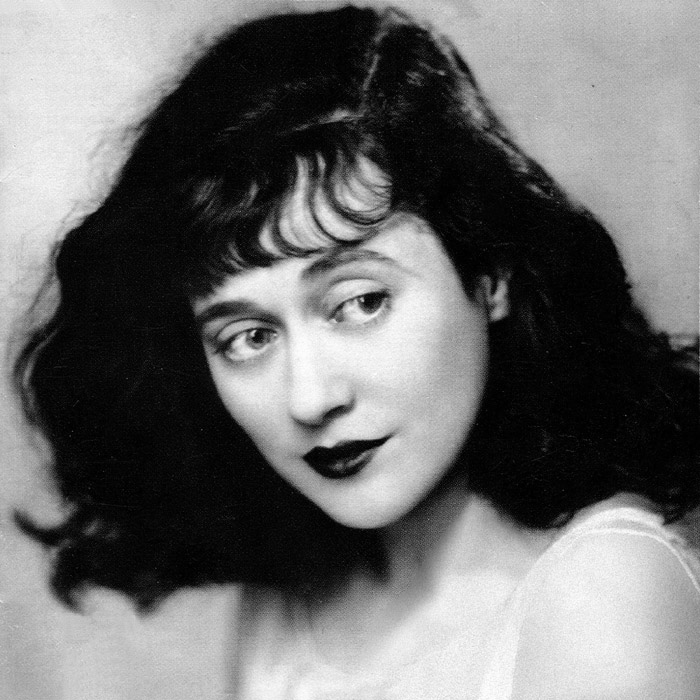
Lee Morse; † 16. Dezember

- 16. Dezember: Lee Morse, US-amerikanische Sängerin und Songwriterin (* 1897)
- 17. Dezember: Georg Oeggl, österreichischer Opernsänger (Bariton) (* 1900)
- 20. Dezember: Emilis Melngailis, lettischer Komponist (* 1874)
- 21. Dezember: Hermann Wunsch, deutscher Komponist, Dirigent, Musiktheoretiker und Hochschullehrer (* 1884)
- 24. Dezember: Ella Gmeiner, deutsche Mezzosopranistin (* 1874)
- 25. Dezember: Johnny Ace, US-amerikanischer Musiker (* 1929)
- 25. Dezember: Rosario Scalero, italienischer Violinist, Musikpädagoge und Komponist (* 1870)
- 29. Dezember: Bolesław Fotygo-Folański, polnischer Schauspieler, Opernsänger und -Regisseur (* 1883)

### Genaues Todesdatum unbekannt
- Arville Harris, US-amerikanischer Jazzmusiker (Saxophone, Klarinette) (* 1904)
- Billie Maxwell, US-amerikanische Countrysängerin (* 1906)
- Tony Schultze, niederländischer Violinist (* 1880)
- Montana Taylor, US-amerikanischer Blues-Musiker (* 1903)
- Rudy Williams, US-amerikanischer Jazzsaxophonist (* 1909)